# 江戸城
江戸城（えどじょう）は、東京都千代田区千代田（武蔵国豊嶋郡江戸）にあった日本の城。江戸時代は江戸幕府の政庁および徳川将軍家の居城だった。明治時代に東京城と改称され昭和時代以降は皇居と呼称される。
千代田城（ちよだじょう）及び江城（こうじょう）、東京城（とうけいじょう）が別名として知られている。

## 概要
現在の江戸城の前身は、1457年に麹町台地の東端に扇谷上杉家の家臣太田道灌が築いた平山城である。1590年に徳川家康が江戸城に入城した後は徳川家の居城となり、江戸幕府が開幕すると、大規模な拡張工事が、特に慶長期のおよそ10年の間に集中的に行われ、またその後も2度ほど拡張工事が行われ、総構周囲約4里 と、日本最大の面積の城郭になった。およそ260年にわたり、幕府の政庁、15代におよぶ徳川将軍およびその家臣団が政務を行う場所となった。将軍は江戸城内に住み、将軍の家族女性らが住む大奥も設けられた。将軍の補佐役の老中やその下の若年寄などは月番制つまり月替わり制でそれぞれ数名が担当し、江戸城周辺の屋敷から日々登城（出勤）した。
江戸城に出勤する役方と呼ばれる人々は老中や若年寄以外にも目付、奉行、小姓等々もいた。また江戸城には番方と呼ばれる警護・警備の仕事をする人々も必要で、一日を3分割して3交代制で勤務した。それらを合算すると日中の江戸城には五千人ほどの男性が常駐していたと推算され、さらに大奥には幕末期で約1000人、その以前の時期では6-700人ほどの婦女子がいたと言われているので、時間帯により人の出入りや増減はあるにせよ日中は六千名ほどが江戸城内にいたと推算される。
1868年（慶応4年) 3月、戊辰戦争で優勢となった新政府の東征軍が迫る中、幕臣・勝海舟と東征軍参謀・西郷隆盛の会談により江戸城への総攻撃が中止された。江戸開城により徳川家は江戸城から退出し、代わりに東征軍大総督有栖川宮熾仁親王が入城した。そして、京都から明治天皇が行幸した折の居所「皇居」となり、短期間だが東京城と改名され、その後は皇居として使われている（東京奠都）。現在は吹上庭園が御所、旧江戸城西ノ丸が宮殿の敷地となっている。その東側にある江戸城の中心部であった天守閣・本丸・二ノ丸・三ノ丸の跡一帯は、宮内庁の管轄下にあり、書陵部・楽部の庁舎などがあるが、皇居東御苑として、宮中行事に支障のない限り一般にも公開されている。平成以降、皇位継承に伴う重要儀式「大嘗祭」の会場である「大嘗宮」は、本丸の跡地に設営されている。南東側の皇居外苑と北側の北の丸公園は、環境省所管の国民公園として開放されている。
城跡の一部は国の特別史跡に指定されている。

## 歴史

### 築城まで
江戸（武蔵国豊島郡江戸郷。現在の東京都区部の一部）は、元来、西に平川（日本橋川の前身で日比谷入江に注いだ）、東に神田山（駿河台）に挟まれた地を指した。浅草方向へ向かう古代の東海道（常陸国へ至る）が平川河口部を通過していた。
この地に最初に根拠地を置いた武家は江戸重継で、この地名を名乗りとした。平安時代末期から鎌倉時代初期にかけて江戸氏の居館は、後世の江戸城と同じ位置（麹町台地東端）に置かれたとの説がある。
これに対し、歴史学者の山田邦明は、江戸氏の居館は名乗り通りに豊島郡江戸郷内であり、後世の江戸城が築かれたかつての荏原郡桜田郷に存在することはあり得ないと論じた。山田は館の所在地を現在の水道橋付近と推定した。
なお、桜田郷に関しては室町時代前期の応永30年（1423年）に江戸氏一族である江戸大炊助重継が「武州豊嶋郡桜田郷」の土地売却を巡って訴訟を起こしていることから、鎌倉時代以降の江戸氏の発展によって江戸郷に隣接する桜田郷も江戸氏の支配下に置かれ、その後桜田郷が豊島郡の一部として認識され、更に江戸郷を中心とした「江戸」の一部になったと推測されている。

### 築城
15世紀の関東の騒乱で江戸氏が没落し江戸郷・桜田郷から退去したのち、扇谷上杉家の上杉持朝の家臣である太田道灌が、享徳の乱に際して康正3年（1457年）に、江戸城を後世と同じ位置に築城した。江戸幕府の公文書である『徳川実紀』ではこれが江戸城のはじめとされる。
道灌当時の江戸城については、正宗龍統の『江戸城静勝軒詩序并江亭記等写』や万里集九の『梅花無尽蔵』によってある程度までは推測できる。それによれば、「子城」「中城」「外城」の三重構造となっており、周囲を切岸や水堀を巡らせて門や橋で結んでいたとされる（「子城」は本丸の漢語表現とされる）。『江戸城静勝軒詩序并江亭記等写』によれば道灌は本丸に静勝軒と呼ばれる居宅を設け、背後に閣を築いたという。『梅花無尽蔵』は江戸城の北側に菅原道真が祀られて梅林があったことが記されている。上記の築城当時の江戸城は、現在の本丸に3つの曲輪が連なる連郭式城郭で、最南端に子城（本丸）があり、尾根沿いにある現在の北の丸方面に大手門が開かれていたと考えられる。

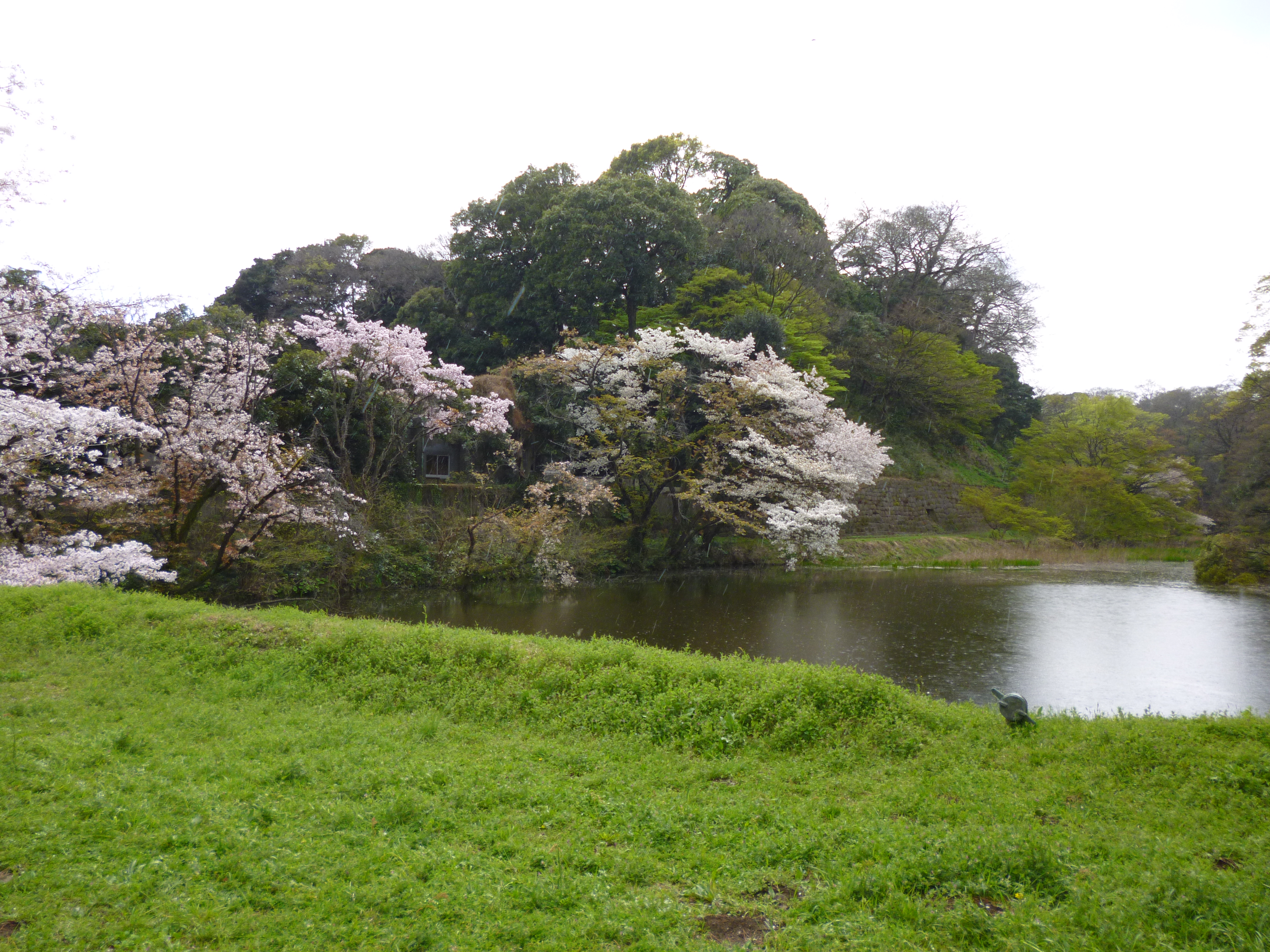
太田道灌時代の面影を残すとされる下道灌濠

道灌が上杉定正に殺害された後、江戸城は上杉氏の所有するところ（江戸城の乱）となり、上杉朝良が隠居城として用いた。ついで大永4年（1524年）、扇谷上杉氏を破った後北条氏の北条氏綱の支配下に入る。江戸城の南には品川湊があり、更にその南には六浦（金沢）を経て鎌倉に至る水陸交通路があったとされていることから、関東内陸部から古利根川・元荒川・隅田川（当時は入間川の下流）を経て品川や鎌倉へ、水運では後世で言う江戸湾（東京湾）から太平洋の外洋に向かうための交通路の掌握のために重要な役割を果たしたと考えられている。
天正18年（1590年）、豊臣秀吉の小田原攻め（小田原征伐）の際に開城。秀吉によって後北条氏旧領の関八州を与えられた徳川家康が、同年8月朔日（1590年8月30日）、駿府（現在の静岡市）から江戸に入った。一般に言われる話では、そこには、道灌による築城から時を経て荒れ果てた江戸城があり、茅葺の家が100軒ばかり大手門の北寄りにあった、とされる。城の東には低地があり街区の町割をしたならば10町足らず、しかも海水が入り込む茅原であった。西南の台地はススキ等の野原がどこまでも続き武蔵野に連なった。城の南は日比谷の入り江で、沖合に点々と砂州が現れていたという。

### 江戸時代

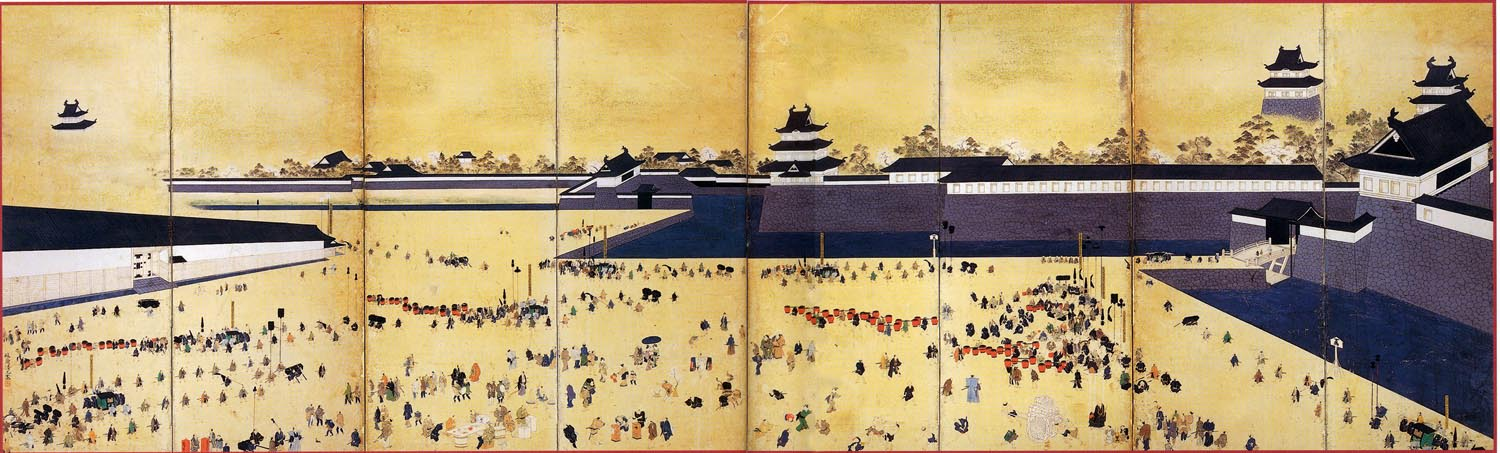
『江戸城登城風景図屏風』（1847年、国立歴史民俗博物館所蔵）

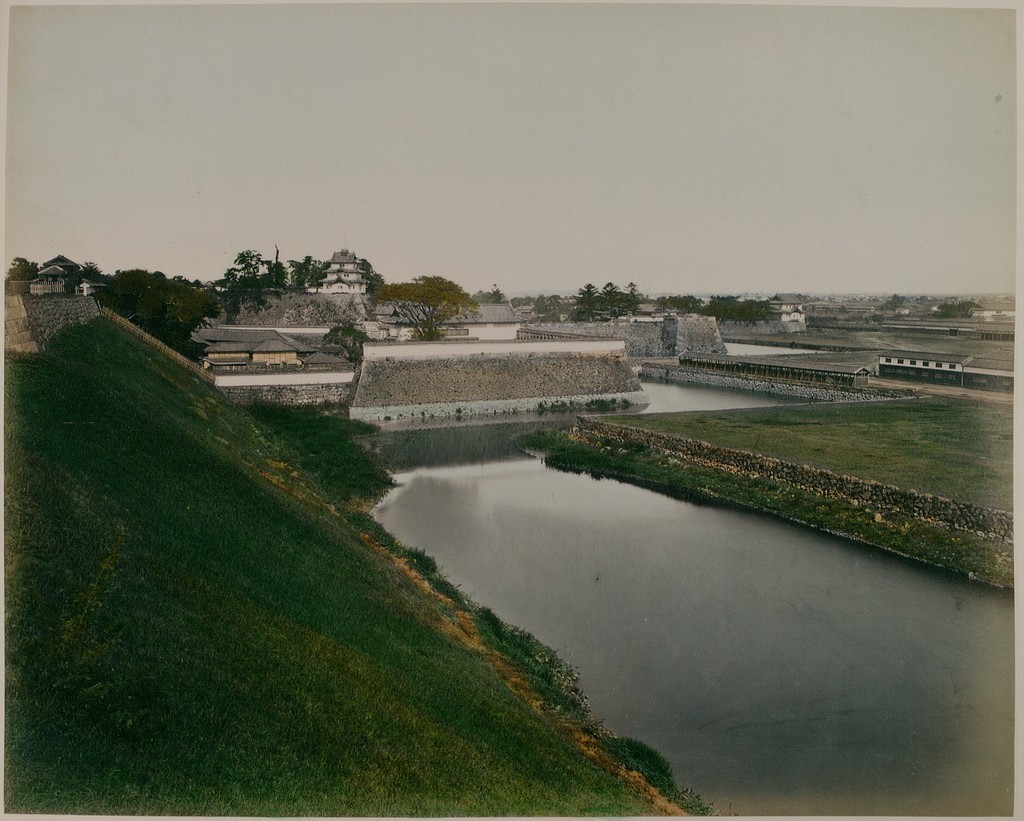
富士見櫓と周辺の堀（1885年～1890年頃に撮影）

天下普請前
江戸幕府を開いた徳川将軍家の祖である家康が入城した当初、江戸城は道灌の築城した小規模な城でありかつ築城から時を経ており荒廃が進んでいたため、それまでの本丸・二ノ丸に加え、西ノ丸・三ノ丸・吹上・北ノ丸を増築、また道三堀や平川を江戸前島中央部へ移設した。それに伴う残土により、現在の西の丸下の半分以上の埋め立てを行い、同時に街造りも行っている。
規模だけを見れば、同時代の豊臣期大坂城や小田原城に勝るとも劣らない広大な城になった。ただし、当初は豊臣政権の大名としての改築であり、関ヶ原の戦いによる家康の政権掌握以前と以後ではその意味合いは異なっていたと考えられている。
『別本慶長江戸図』は天下普請前、慶長7年頃の江戸城を描かれたとされる。
慶長期天下普請
- 慶長8年（1603年） 家康が江戸開府して以降は天下普請による江戸城の拡張に着手。江戸前島東側に舟入堀を開削、神田山を崩して日比谷入江を完全に埋め立て、町割を実施。日本橋を初めて架橋した。
- 慶長11年（1606年）、諸大名に石材を運送させ、増築した。この増築は、家康による江戸城の大規模な改修事業の一環であり、江戸幕府の政治的中枢を整備するために行われたものである。その工事分担は、
  - 外郭石壁普請：細川忠興、前田利常、池田輝政、加藤清正、福島正則、浅野幸長、黒田長政、田中吉政、鍋島勝茂、堀尾吉晴、山内忠義、毛利秀就、有馬豊氏、生駒一正、寺沢広高、蜂須賀至鎮、藤堂高虎、京極高知、中村一忠、加藤嘉明
  - 天守台の築造：黒田長政
  - 石垣普請：山内一豊、藤堂高虎、木下延俊
  - 本丸の普請：吉川広正、毛利秀就
  - 城廻の普請：遠藤慶隆

などであった。
- 翌慶長12年（1607年）には関東、奥羽、信越の諸大名に命じて天守台および石垣などを修築し、このときは高虎は設計を行い、関東諸大名は5手に分れて、80万石で石を寄せ、20万石で天守の石垣を築き、奥羽、信越の伊達政宗、上杉景勝、蒲生秀行、佐竹義宣、堀秀治、溝口秀勝、村上義明などは堀普請を行った。この年に慶長度天守が完成。
- 「慶長江戸絵図」はこの間の江戸城を描いたとされる。
- 慶長16年（1611年）、西ノ丸・吹上の堀普請を東国大名に課役し、将軍徳川秀忠はしばしばこれを巡視した。
- 慶長17年（1612年）、西国大名に伊豆から石を運ばせて、舟入堀の修築として海を埋め立てて三十間堀川や八丁堀川・楓川を埋め残す形で開削、また既存堀や橋台の石垣化を行わせ、同時に新たに整備した埋立地の町割を行った。
- 慶長19年（1614年）、石垣の修築を行い、夏から冬にかけて工事を進めた。10月2日には、家康は大坂の陣の陣触れを出し江戸留守居役を除く諸大名は、この地からの参加を余儀なくされ諸大名は著しく疲弊した。このため翌年の大坂夏の陣終結後、家康は3年間天下普請を止めるように指示をした。

元和期天下普請
- 元和4年（1618年）に紅葉山東照宮を造営し、また神田川の開削を行う。
- 元和6年（1620年）、東国大名に内桜田門から清水門までの石垣と各枡形の修築を行わせる。
- 元和8年（1622年）には本丸拡張工事を行ない、それに併せて天守台・御殿を修築し同年には元和度天守が完成する。また寛永元年（1624年）、隠居所として西ノ丸殿舎の改造が行なわれた。

寛永期天下普請
- 寛永5年（1628年）から翌年にかけて本丸・西丸工事と西ノ丸下・外濠・旧平河の石垣工事、また各所の城門工事が行われる。
- 「武州豊島郡江戸庄図」はこの間の江戸を描いたとされる。
- 寛永12年（1635年）、二ノ丸拡張工事が行われた。
- 寛永13年（1636年）には石垣担当6組62大名、濠担当7組58大名の合計120家による飯田橋から四谷、赤坂を経て溜池までを掘り抜き、石垣・城門を築く外郭の修築工事が行なわれる。寛永14年（1637年）には天守台・御殿を修築し、翌年には寛永度天守が完成する。しかし早くも寛永16年（1639年）に本丸を火災で焼失するが、翌年には再建。

最後に万治3年（1660年）より神田川御茶ノ水の拡幅工事が行われ、一連の天下普請は終了する。
徳川江戸城の築城においては、町づくりを含め、伊豆の石材は欠かせないものであった。壮大な石垣用の石材は、ほとんど全てを相模西部から伊豆半島沿岸の火山地帯で調達し、海上を船舶輸送して築いたものである。静岡県東伊豆町では、江戸城に使う石を切り出し港まで運ぶ様子を再現した「御石曳き」が行われている。
本丸・二ノ丸・三ノ丸に加え、西ノ丸・西ノ丸下・吹上・北ノ丸の周囲16kmにおよぶ区画を本城とし、現在の千代田区と港区・新宿区の境に一部が残る外堀と、駿河台を掘削して造った神田川とを総構えとする大城郭に発展した。その地積は本丸は10万5000余町歩、西ノ丸は8万1000町歩、吹上御苑は10万3000余町歩、内濠の周囲は40町、外濠の周囲は73町となり、城上に20基の櫓、5重の天守を設けた。
その後の江戸城
以後、200年以上にわたり江戸城は江戸幕府の中枢として機能した。江戸時代後期に伊能忠敬が作成した「大日本沿海輿地全図」大図の第90図には江戸城が描かれているが、城内の建物群配置は機密であったため空白で、諸街道に通じる九つの門のみが記されている。
- 正保4年（1647年）、江戸を襲った地震により城中の石垣が5-6間崩れる。西丸櫓下、西の土橋、的場曲輪、西丸下の石垣、麹町門側角石垣、紅葉山の後ろの神田橋、呉服橋、鍛冶橋などに被害。

- 明暦3年（1657年） 明暦の大火により天守を含めた城構の多くを焼失し、その後、天守の再建はなかった。
- 延享4年（1747年） 　火災で二ノ丸焼失。
- 弘化元年（1844年）  火災で本丸、大奥を焼失。
- 嘉永5年（1852年）   火災で西ノ丸を焼失。
- 安政2年（1855年） 安政大地震により石垣、櫓、門など多大な被害を受ける。
- 安政6年(1859年）    火災で本丸を焼失。
- 文久3年（1863年）   火災で 本丸、二ノ丸、西ノ丸を焼失。その後、本丸の再建はなかった。
- 慶応3年(1867年）　  火災で二ノ丸を焼失。その後、二ノ丸の再建はなかった。

江戸城内の主な事件、出来事
- 寛永5年（1628年）、旗本・目付の豊島信満が老中の井上正就を西ノ丸廊下で殺害。豊島は旗本・小十人の青木義精に取り押さえられ、その状態で自害したが、その刃は豊島の体を突き抜けて青木の体に到達し、青木も死亡した。犯行動機は豊島は井上正就の嫡子・正利の縁談を進めていたが、春日局の介入で豊島の縁談話が破談になったことを恨んでの犯行であった。江戸城で起こった最初の刃傷沙汰である。
- 貞享元年（1684年）、美濃青野藩主の稲葉正休が本丸御用部屋付近で、大老の堀田正俊を殺害。その場で稲葉は老中の大久保忠朝、阿部正武、戸田忠昌に討ち取られた。淀川の治水をめぐる対立が原因とみられる。
- 元禄14年（1701年）、赤穂藩主の浅野長矩が本丸の松之大廊下で旗本・高家の吉良義央を襲撃。吉良は負傷したが命は助かり、浅野は幕命で切腹、改易となった。翌年に浅野の遺臣の大石良雄らが吉良を襲撃して討ち取った。犯行動機は諸説あり、詳細は赤穂事件参照。
- 享保10年（1725年）、信濃松本藩主・水野忠恒が本丸松之大廊下で、長府藩世子の毛利師就を襲撃。毛利は負傷したが命は助かった。水野は改易となったが死罪にはならず、蟄居を命じられた。水野は自身の領地が取り上げられて毛利に与えられることになると思ったと供述。
- 享保16年（1731年）、八代将軍徳川吉宗が次男の宗武に江戸城田安門内に屋敷を与えた（御三卿・田安徳川家の創設）。
- 元文5年（1740年）、八代将軍徳川吉宗が四男の宗尹に江戸城一橋門内に屋敷を与えた（御三卿・一橋徳川家の創設）。
- 延享4年（1747年）、旗本寄合席の板倉勝該が本丸大広間の厠で熊本藩主の細川宗孝を殺害。勝該は細川の背後から襲ったが、実は同族の板倉勝清を襲うつもりで、見違いによる犯行だった。勝該は幕命で切腹。
- 宝暦8年（1758年）、九代将軍徳川家重が次男の重好に江戸城清水門内に屋敷を与えた（御三卿・清水徳川家の創設）。
- 天明4年（1784年）、旗本・新番士の佐野政言が本丸中之間で、若年寄の田沼意知を殺害。佐野は幕命で切腹。犯行動機は諸説あり。
- 文明6年（1823年）、旗本・西ノ丸書院番士の松平外記が西丸書院番所で、同僚5人を襲撃。同僚5人のうち本多伊織、戸田彦之進、沼間左京は即死し、間部詮芳は重傷を負って後に死亡、神尾五郎三郎だけは負傷のみで命は助かったが、幕命で改易となった。外記はその場で自害。いじめが原因とみられる。詳細は千代田の刃傷参照。

### 近現代

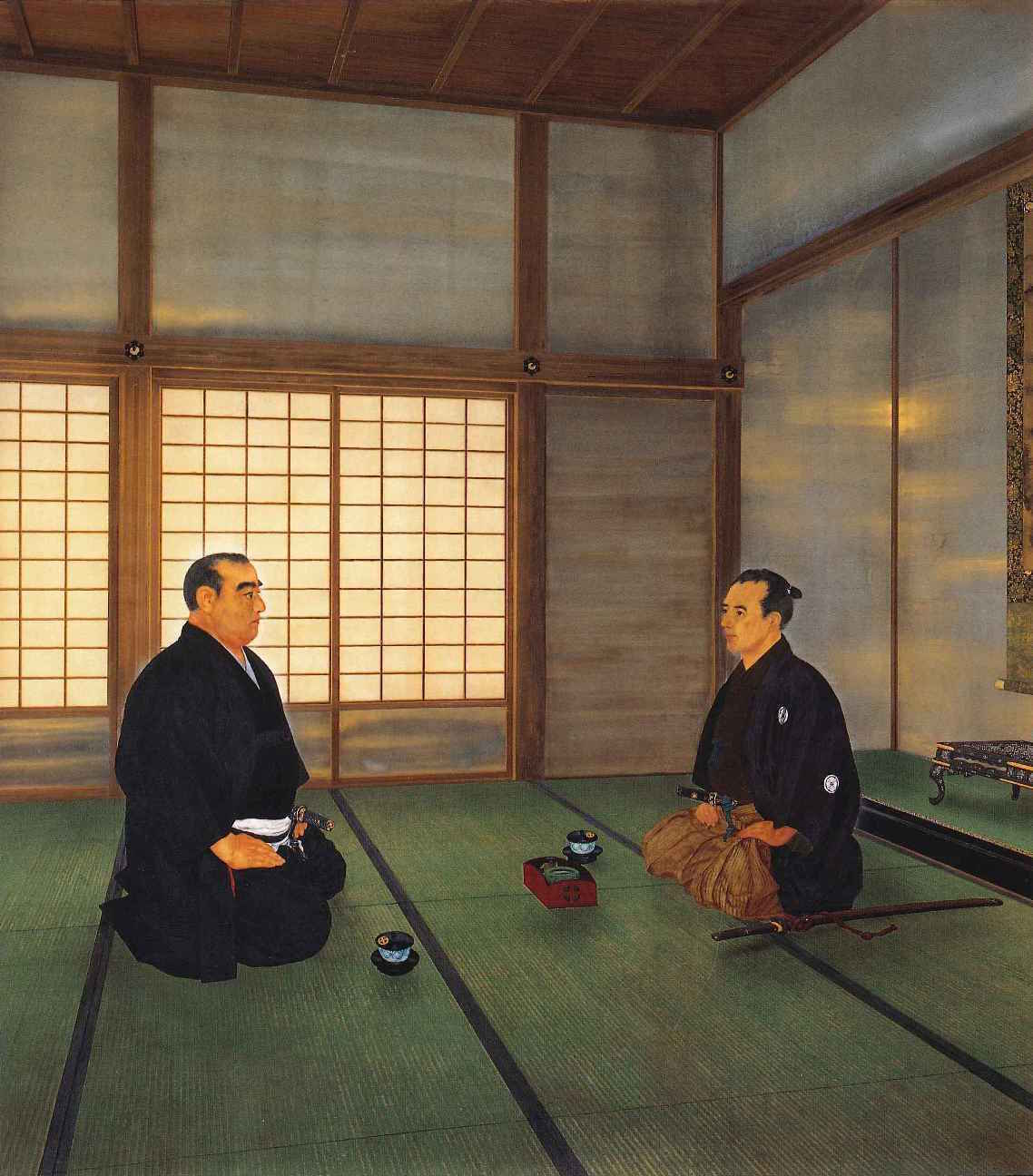
結城素明画『江戸開城談判』（聖徳記念絵画館所蔵）。西郷隆盛と勝海舟が、江戸開城をめぐり交渉する場面を描く。

慶応4年（1868年）に開戦した戊辰戦争の最初の局面である鳥羽・伏見の戦いで旧幕府軍を破った新政府軍は、江戸に逃亡した徳川慶喜に対して追討令を発布。慶応4年（1868年）3月15日を江戸総攻撃の日と定め、江戸城に対する包囲網を完成させた。しかし、徳川家存続に向けた交渉の全権を委任された旧幕府陸軍総裁の勝海舟と東征軍参謀である西郷隆盛との会談が実現し、それにより、江戸城の無血開城が決定した。
- 1868年（明治元年）4月11日、江戸城は明治新政府軍に明け渡され、10月13日に東京城（とうけいじょう）に改名された（江戸開城）。
- 1869年（明治2年） 東京奠都。皇城と称される。紅葉山の東照宮や歴代徳川将軍の霊廟は新政府が徳川家達に命じて撤去、破却させた[25][26]。
- 1871年（明治4年）9月9日 本丸跡に午砲台が設置。陸軍の手により毎日正午、午砲が鳴らされることとなった。後に実施主体は東京市に移り、1929年（昭和4年）4月30日まで続けられた[27]。
- 1872年（明治5年）8月から中城域と21の城門や石垣、櫓、土塀など新政府が防衛上必要とみなした城門以外、幕府の象徴となるような建物を破却した[28]。
- 1873年（明治6年） 皇居として使用していた西ノ丸御殿が焼失。正院は焼失文書の一部復旧を命じた[29]。
- 1888年（明治21年） 明治宮殿の完成によって宮城（きゅうじょう）と称される。
- 1910年（明治43年） 蓮池御門が1891年（明治24年）に発生した濃尾地震によって破壊された名古屋城（当時は名古屋離宮）榎多御門の代わりとして移築される[30]。
- 1923年（大正12年）9月1日 関東大震災で残っていた建造物は大きな被害を受け[31]、他の被害を受けた門は、上の櫓部分を解体して改修された。
- 1924年（大正13年）1月15日に発生した関東大震災の余震により和田倉門の渡櫓門部分が崩壊[32]したので解体[33]。現在は石垣のみ残っている。
- 1927年（昭和2年） 梅林門と三角門を解体[34][35]。
- 1945年（昭和20年）5月24日 太平洋戦争末期のアメリカ軍による空襲で大手門や半蔵門、明治宮殿が焼失。
- 1948年（昭和23年） 皇居と改称された。
- 1967年（昭和42年）空襲で焼失した大手門が木造で復元された。
- 1968年（昭和43年）空襲で焼失した明治宮殿跡地に新宮殿が竣工。
- 2006年（平成18年）4月6日、日本100名城（21番）に選定された。
- 2017年（平成29年）2月8日、島根・松江城前の松江歴史館で『極秘諸国城図』が見つかり、その中には家康が築城した慶長期の江戸城を描いた最古級の平面図「江戸始図（はじめず）」縦27.6 cm、横40cmもあった[36][37]。この絵図により、慶長期の江戸城天守は、姫路城のような連立式で、本丸には幾重にも枡形が設けられていたことが分かった。

- 焼失した半蔵門跡地に和田倉門または吹上門の高麗門を移築[注 4][いつ?]。

## 縄張
本丸と西ノ丸が独立している、一城別郭の形式である。武蔵野台地の東端にある地形を活用しており、特に山の手側は谷戸を基に濠を穿ったので曲面の多い構造をしている。逆に下町は埋立地なので、直線的に区画された水路や街並みを見ることができる。
石垣を多く見ることができるが、これらは天下普請の時にはるばる伊豆半島から切り出され船で送られたものである。それまでは他の関東の城と同じく土塁のみの城だったとされるが、関東領国時代に石垣が施された箕輪城の例から本丸の一部に石垣があったとする見解もある。関東で石垣を多用した近世城郭は江戸城と小田原城しかない。それでも外郭や西ノ丸、吹上などは土塁が用いられているが、特に吹上の土塁は雄大である。
|  |  |  |

### 内郭

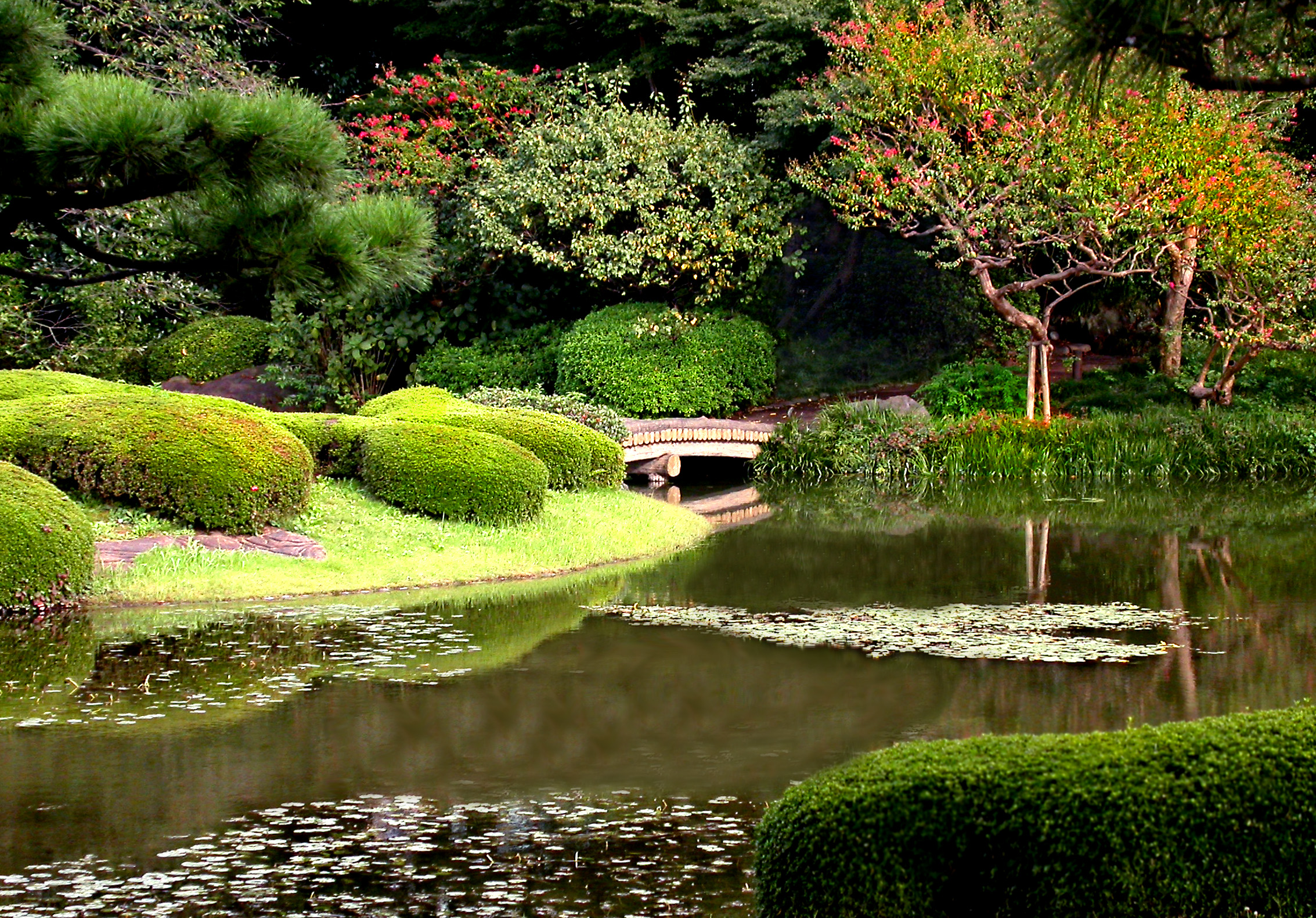
二ノ丸庭園

本丸
本丸御殿を擁する江戸城、並びに徳川家、江戸幕府の中心。関東入国後に3つあった曲輪の間にあった空堀を埋めて拡張した。その後、本丸御殿の拡張のために、元和の改修時に北に2段あった出丸の1つを、明暦の大火後に残るもう1つの出丸と二ノ丸の間にあった東照宮を廃して規模を更に拡張している。寛永期に残存していた出丸は的場曲輪として、弓・鉄砲の調練が行なわれていた（『江戸図屏風』）。二ノ丸との間にある白鳥濠は嘗ては両者を大きく隔てていたが、拡張に伴いその面積を大きく縮小させている。

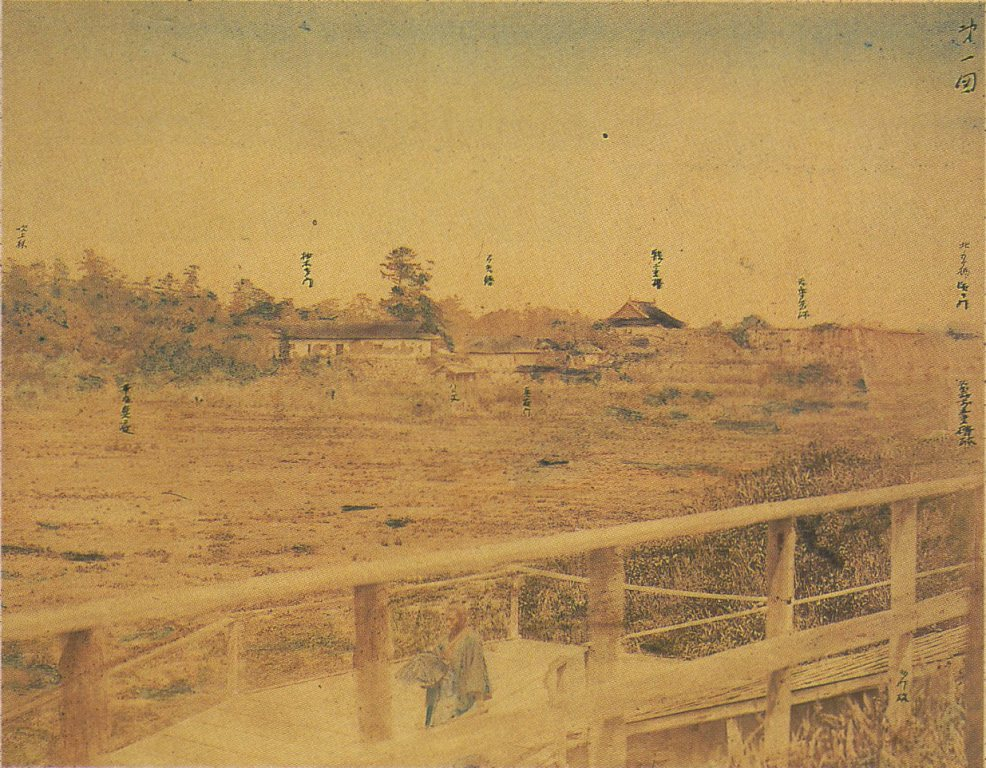
本丸南東より天守台方向
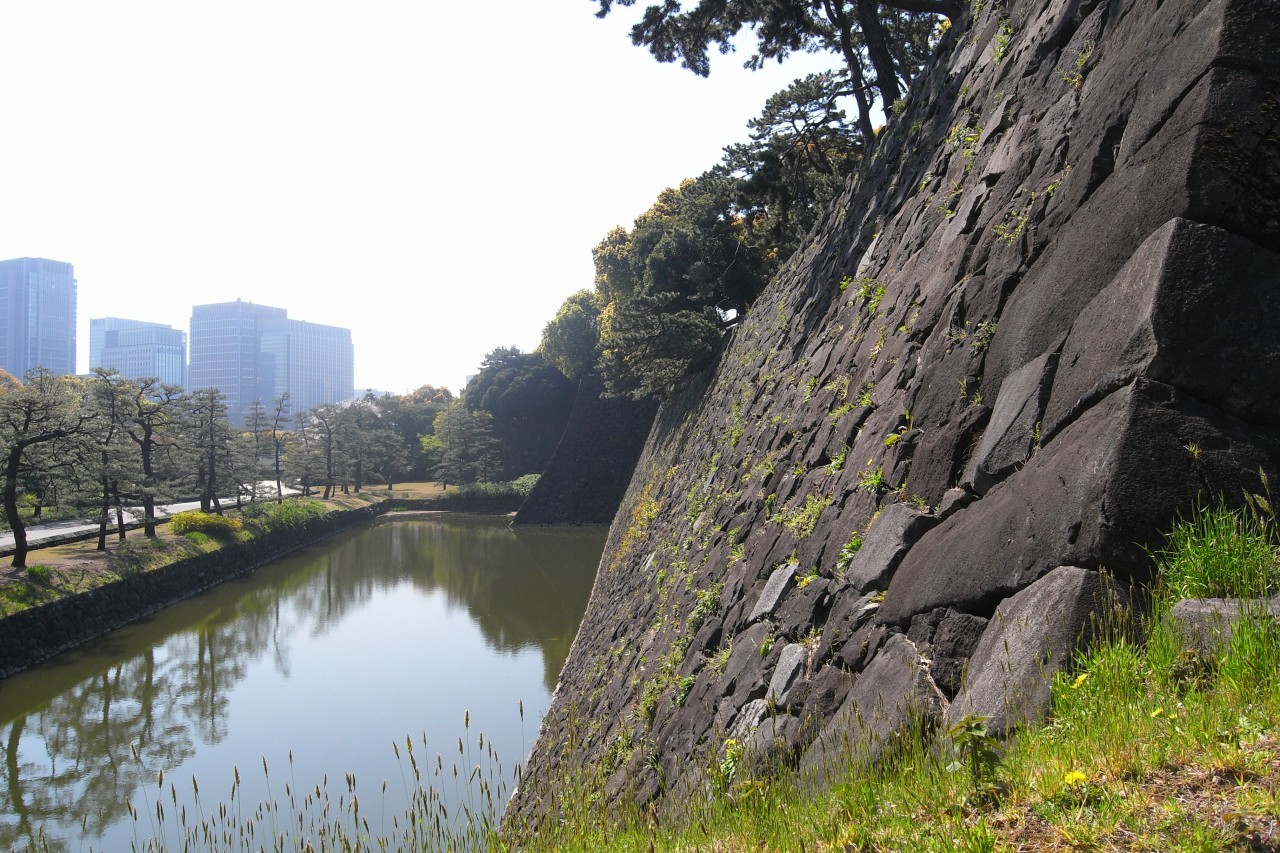
白鳥濠と本丸東側の石垣
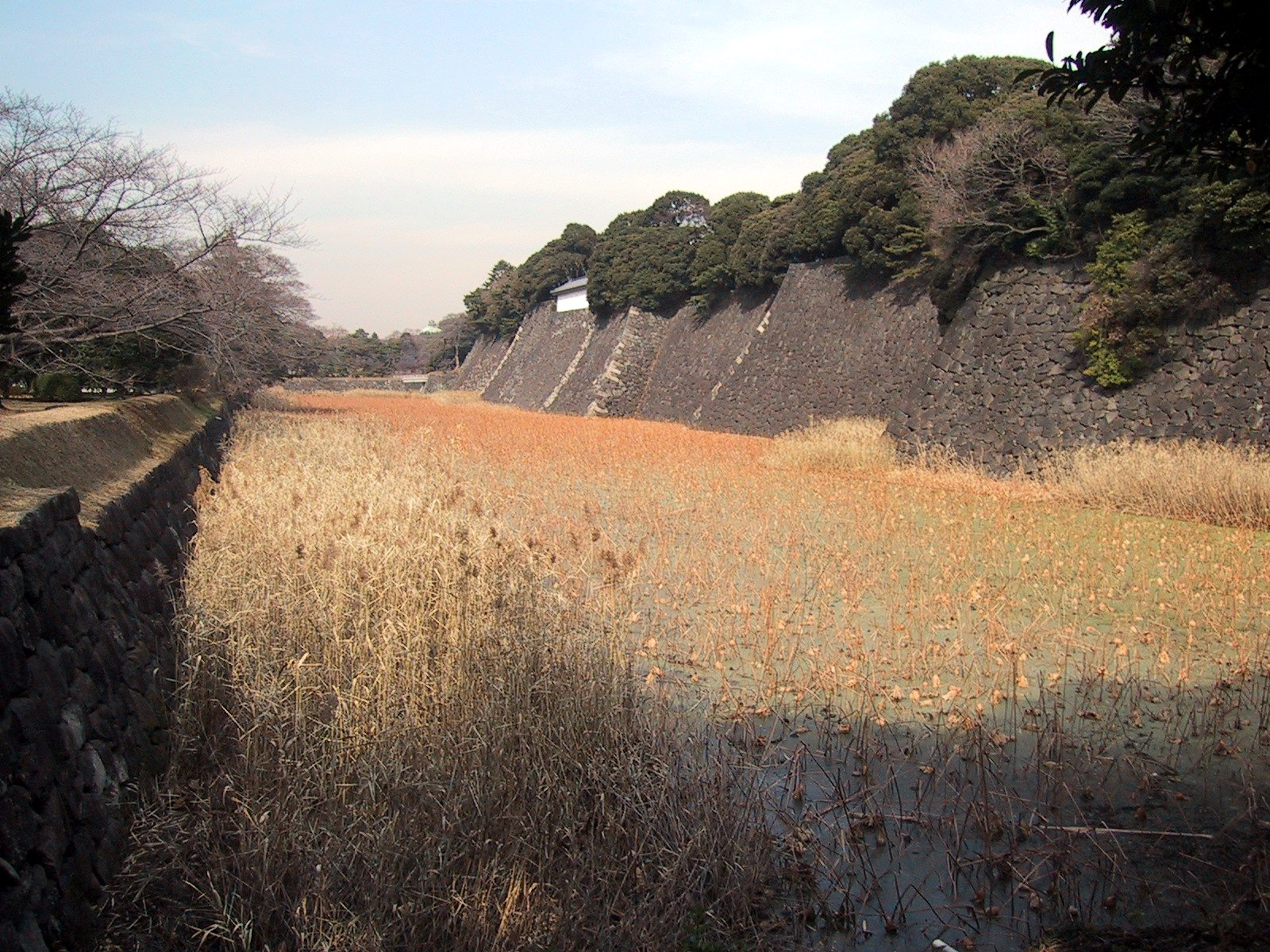
蓮池濠と本丸西側の石垣
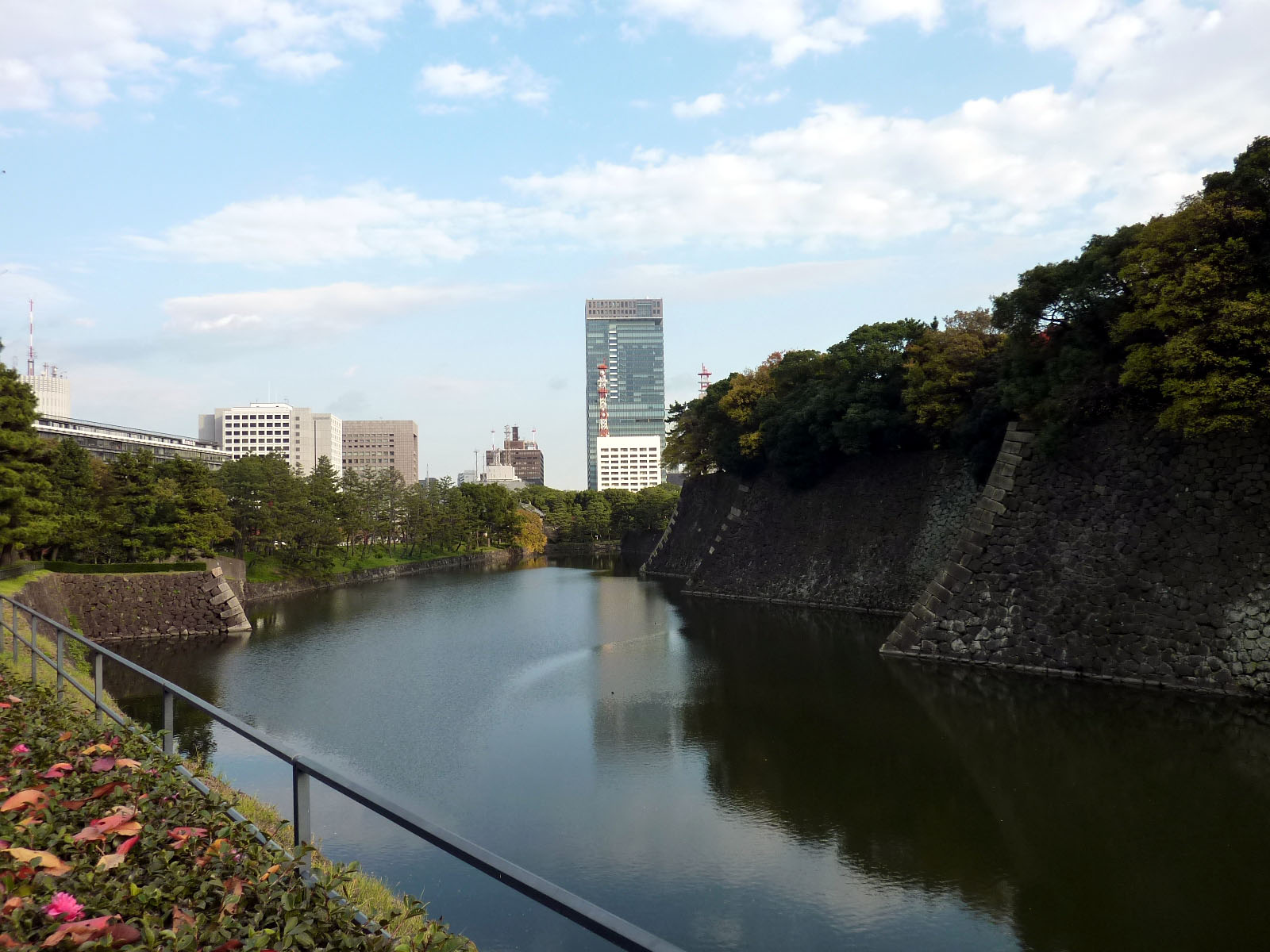
平川濠と本丸北側の石垣

二ノ丸
入国時は屋敷地で本丸の帯曲輪の様な存在であった。慶長期に中之門が置かれ、また寛永期には拡張されて二ノ丸御殿が造られる。内部は石垣で複数に区画がなされており、下乗門から本丸へ向かうには中之門を、二ノ丸御殿へ向かうには銅門を、西ノ丸方面には寺沢門を通る必要があった。大正時代に二ノ丸と三ノ丸の間にあった堀が埋め立てられている。
三ノ丸
入国時は外郭とされ、日比谷入江と接していた。平川を濠に見立てて、堤防を兼ねた土塁には舟入用にいくつか木戸が設けられていた。
以後は屋敷地とされていたが、二ノ丸拡張の煽りを受けて敷地が大幅に減少した結果、内郭に組み込まれ小さな御殿と勘定所以外は空地となり登城大名の家臣の控え場になる。また、この時に大手門が二ノ丸から三ノ丸に移転している。
西ノ丸
『聞書集』『霊岩夜話』『参考落穂集』などによれば、天正年間に徳川家康が入城した頃は、この地は丘原であり、田圃があり、春になれば桃、桜、ツツジなどが咲き、遊覧の地であったという。
1592年（文禄元年）から翌年にかけて、西ノ丸は創建された。創建された当時は、新城、新丸、御隠居城、御隠居曲輪などといった。西ノ丸大手門の内側は西ノ丸内では特に的場曲輪と呼ばれている。西には山里丸があり、徳川家光が小堀政一へ命じて園池茶室を造らせて新山里と呼んだ。その西に山里馬場があり、後門が坂下門である。かつては通行が許され、この門を通り紅葉山下をへて半蔵門に至った。
紅葉山
本丸と西丸の間にある高地で、江戸城内で最も高い場所。かつては日枝神社が祭られており、開幕前には庶民が間を抜けて参拝することができたが、拡張で城域に取り込まれたために慶長9年に移転している。慶長12年には麓の本丸と西之丸の間で勧進能が開かれ、家康・秀忠や諸大名が桟敷で、また町民にも観覧を許している。その後は東照宮や各将軍の霊廟が造営され、また麓には具足蔵・鉄砲蔵・屏風蔵があった。また西ノ丸側の麓には、秘閣図書や紅葉山文庫、神官で国学者の鈴鹿連胤が献上した蔵書を収めた御書物蔵があり、1873年の火災で蔵が焼失した際には太政官正院が文書の復旧を命じている。

北ノ丸

吹上

西ノ丸下
入国時はほぼ日比谷入江であった場所。海と繋がっていた頃は荷揚げ場や人寄場、増上寺の他に本多忠勝や里見氏の屋敷があったが、継続して埋め立てが行われ海から切り離されて以降は主に幕閣に連なる譜代大名の屋敷地となる。初期には奥の道三堀と接する一帯には和田倉という蔵地が置かれ、蔵がなくなって以降も和田倉門の名が後世に残った。また西側には厩、東側には馬場があり、隣接する門は馬場先門と呼ばれたが、この門は寛文8年（1668年）まで不明門であった。

### 外郭
大手前・大名小路
開幕前は侍衆・町人が混在している居住地であったが、開幕後は大名屋敷地となる。大名屋敷の他には大手前には一ツ橋家の屋敷や舂屋（つきや、精米所）・小普請屋敷・北町奉行所が、大名小路には評定所や南町奉行所があった。
総構

## 建築物
|  |  |

### 天守
太田道灌築城以降の象徴的建物は、静勝軒という寄棟造の多重の御殿建築（3重とも）で、『落穂集』には八方正面の櫓として富士見櫓の位置にあったとする。江戸時代に佐倉城へ銅櫓として移築されたが、明治維新後に解体された。佐倉城の銅櫓は二重櫓で2重目屋根が方形造で錣屋根のようになっていた。
徳川家康の改築以降、本丸の天守は慶長度（1607年）・元和度（1623年）・寛永度（1638年）と3度築かれている。どの天守も鯱や破風の飾り板を金の延板で飾っていた。
明暦3年（1657年）の明暦の大火によって寛永度天守が焼失した後、直ちに再建が計画され、現在も残る御影石の天守台が加賀藩主の前田綱紀によって築かれた（高さは6間に縮小）。計画図も作成されたが、幕閣の重鎮であった保科正之の「天守は織田信長が岐阜城に築いたのが始まりであって、城の守りには必要ではない」という意見により、江戸市街の復興を優先する方針となって中止された。のちに新井白石らによって再建が計画され、図面や模型の作成も行われたが、これも実現しなかった。以後は、本丸の富士見櫓を実質の天守としていた。これ以降、諸藩では再建も含め天守の建造を控えるようになり、事実上の天守であっても「御三階櫓」と称するなど遠慮の姿勢を示すようになる。
1882年（明治15年）になると、天守には内務省地理局により天体観測・緯度経度観測のための天測塔と気象観測の風力塔を兼ねた3.63636メートル（2間）四方、高さ30メートルのれんが造り5階建ての建物が置かれた。1889年（明治21年）になると、測量事務が大日本帝国陸軍参謀本部に、天体観測は東京天文台に移管されたため、当該建物は以後中央気象台の風力測定のための施設となった。風力測定台、風力測定所、測風塔、風力塔と呼ばれた当該建物は、中央気象台が1920年（大正9年）に旧本丸跡庁舎から麹町元衛町庁舎に移転し、当該地に新たな風力測定施設が建てられた後も1923年（大正12年）又は1926年（大正15年）頃まで残されていた。
現在、民間では天守の木造復元を目的とするNPO法人「江戸城天守を再建する会」が活動している。しかし、天守復元には文化庁の許可が必要であり、文化庁は「現存の天守台に天守を復元することは、史実との整合性、文化財保護の観点から課題がある」と認識していること、天守台がある皇居東御苑は宮内庁が管轄する皇室用財産であり、天守復元には宮内庁の同意も必要であるが、宮内庁は「武家の象徴である江戸城の遺構を皇居内に復元することには慎重な検討が必要」と考えていること、そのほか、建築資金の確保や、当時の建築様式で建造する際の耐震の問題などがある。なお、2017年（平成29年）時点での政府見解は「皇居東御苑は、大嘗祭を始めとして皇室行事が行われる皇居の一部分を成している地域であり、現在の皇室の利用状況を考えれば、皇室用財産としての供用を見直すことは当面考え難い」である。2019年（令和元年）には、一般財団法人「江戸東京歴史文化ルネッサンス」が天守復元に関して調査を踏まえた声明を発表し、ヴェネツィア憲章、国有財産法、文化財保護法、建築基準法、消防法、バリアフリー法などの観点から「皇居東御苑に現存する台座の上に天守を建築することは極めて難題が多く不可能に近いと言わざるを得ない」と述べた。また「東御苑の台座の上に天守建築を標榜し、世論を喚起し、会員や市民から浄財（会費や寄付）を得ている法人や個人は、前述した天守再建についての具体的な問題指摘に対しての責任ある答えを速やかに、社会一般に公開することが求められていることは言うまでもない」と述べ、天守復元の広報活動において、復元に関する諸問題の公表が十分に行われていない現状に懸念を示した。
近年、一般社団法人IKIZAMAが設立され、江戸城天守再建の新たな動きとしてシンポジウムが計画されている。ヴェネツィア憲章では不十分とされた木造建築物に対する新たな国際文書として1994年に批准された奈良文書に根拠を求めた天守再建を提唱し、各法の見直しと共に天守の再建が可能であるとしている。

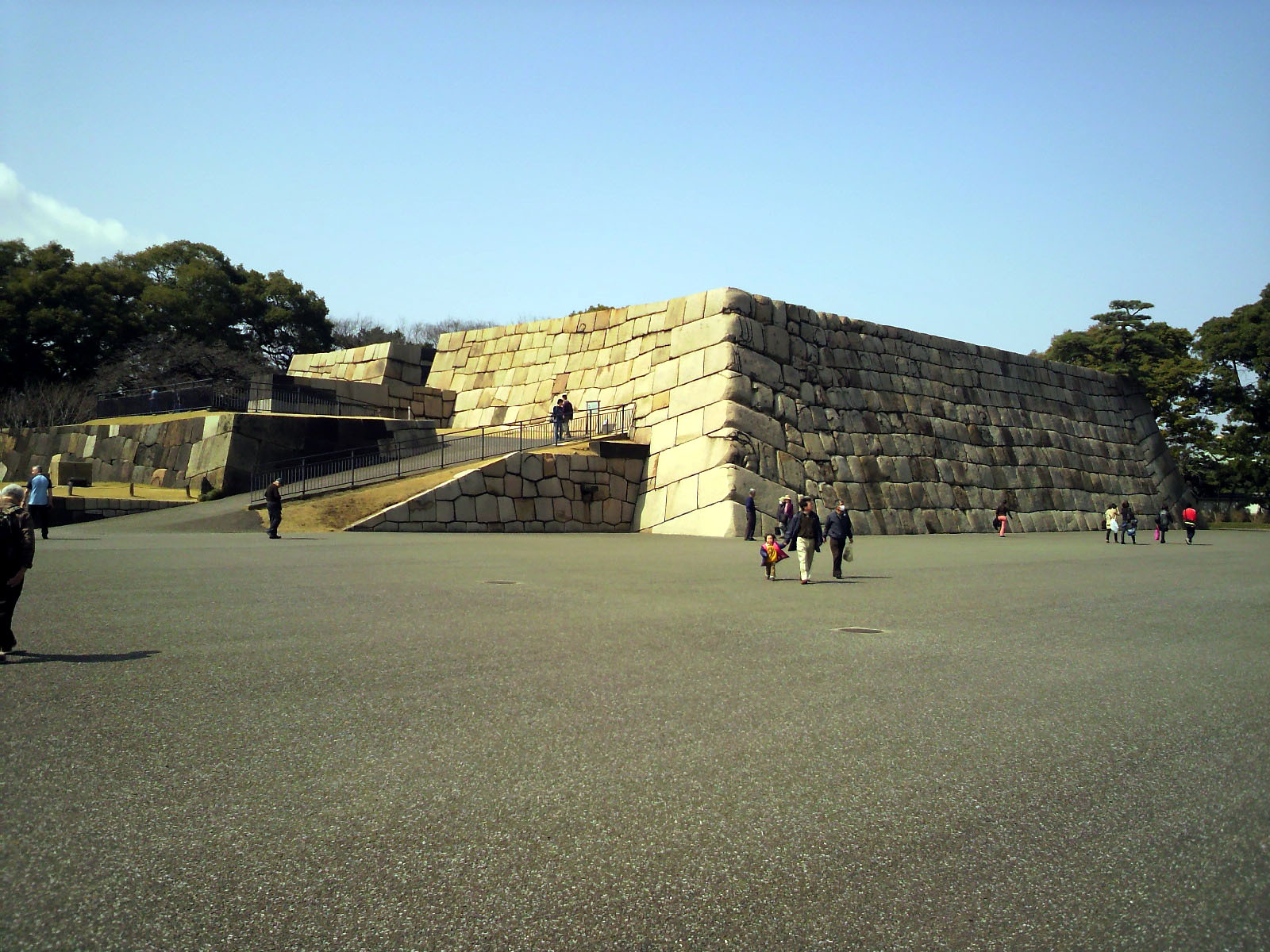
現在の本丸天守台。
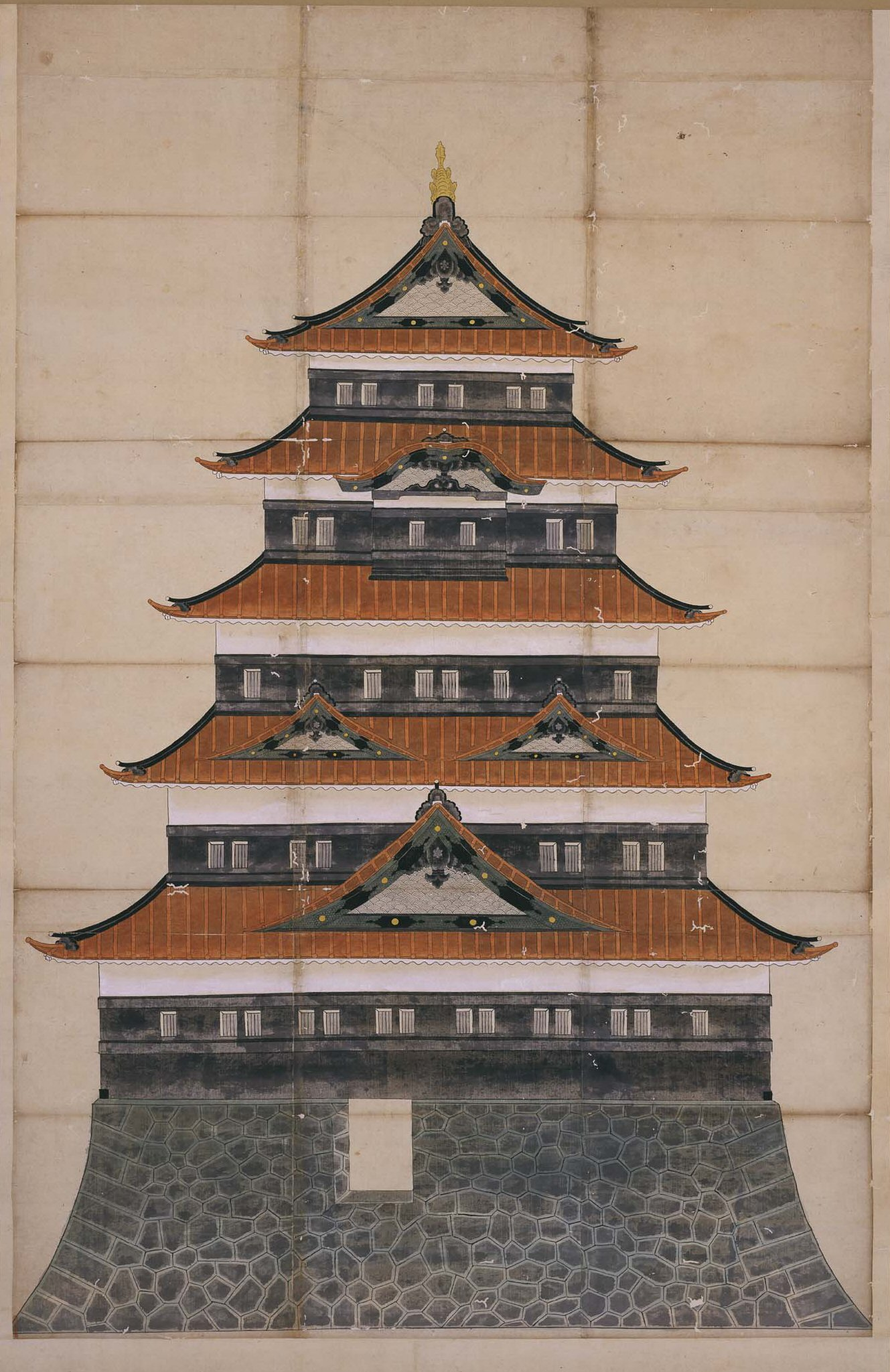
再建天守計画図（南面図）。
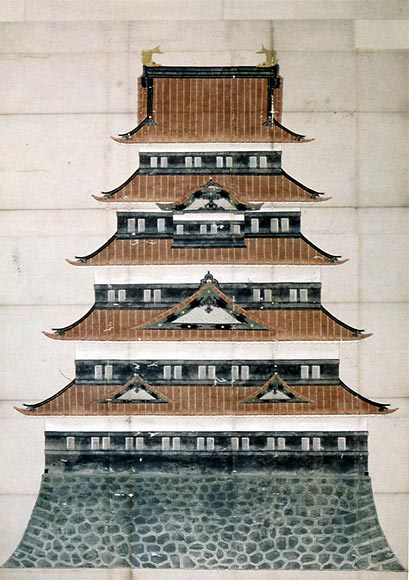
再建天守計画図（東・西面図）。
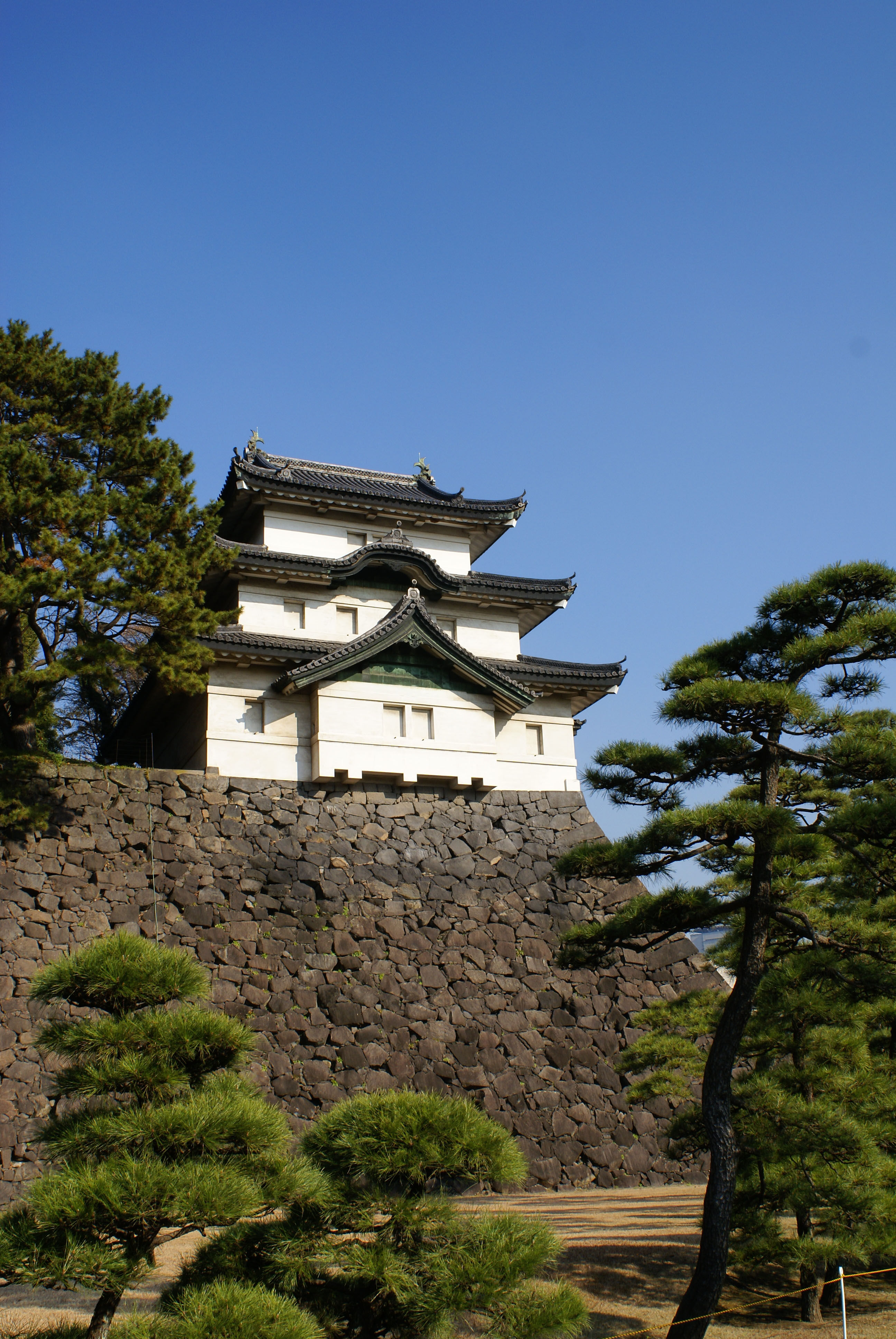
天守の代用とされていた富士見櫓。
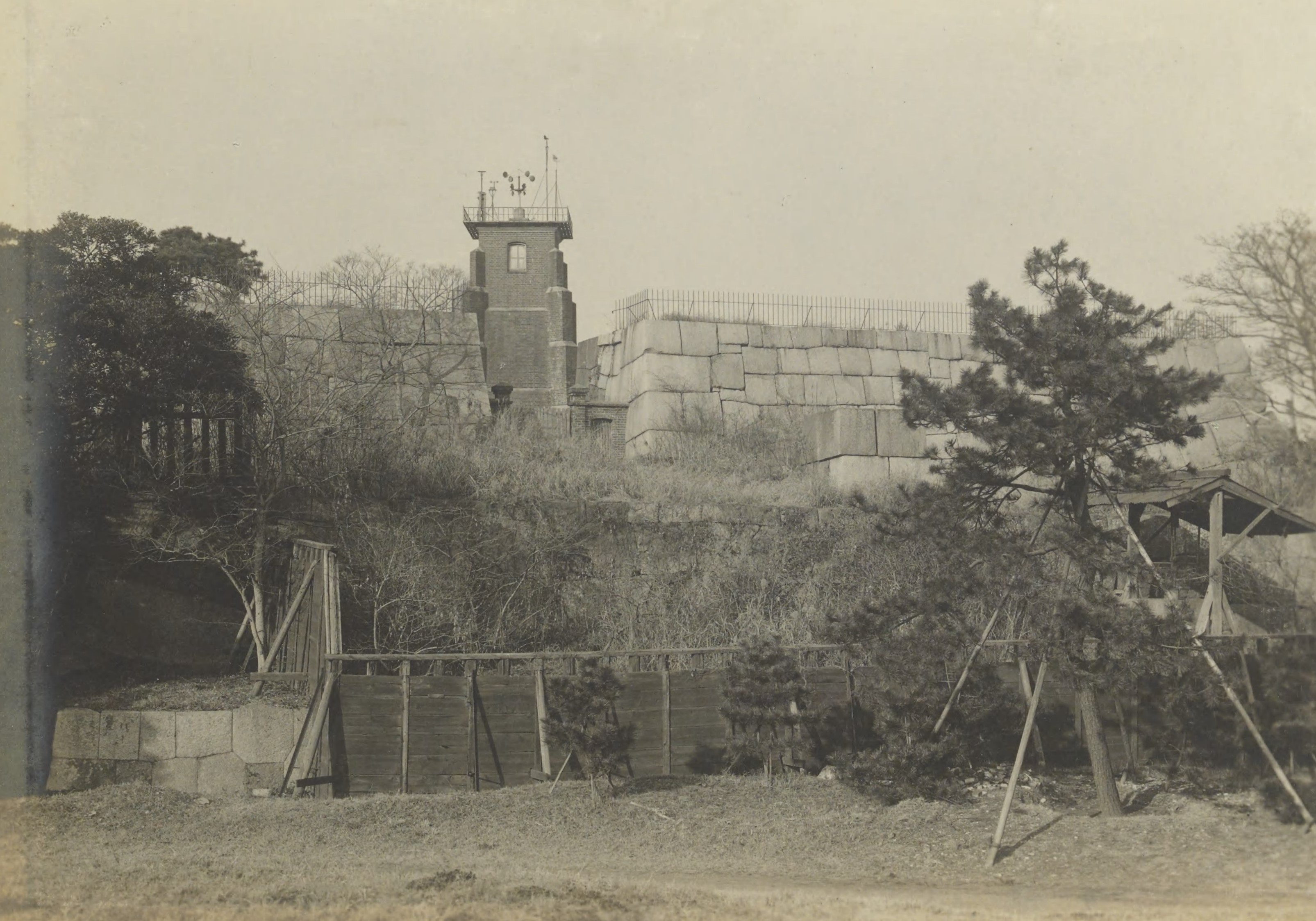
大正頃の本丸天守台。天守台の上には中央気象台の風力測定施設が置かれていた。

慶長度天守
天守台は白い御影石が用いられ（『慶長見聞集』）、1606年（慶長11年）にまず自然石6間、切石2間の高さ8間の天守台が黒田長政によって築かれた。翌慶長12年に、自然石と切石の間に自然石2間が追加され高さ10間、20間四方となる（『当代記』）。位置は現在の本丸中央西寄にあり、天守台とその北面に接する小天守台、本丸西面の石垣と西側二重櫓をつなぐようにして天守曲輪があった（『慶長江戸絵図』）。ただし当時の本丸は現在の南側3分の2程度であったため、当時の地勢では北西にあることになる。
天守は同年中に竣工し、1階平面の規模は柱間（7尺間）18間×16間、最上階は7間5尺×5間5尺、棟高22間半（『愚子見記』）、5重で鉛瓦葺（『慶長見聞集』）もしくは7重（『毛利三代実録考証』）、9重（『日本西教史』）ともある。
慶長度天守の復元案は『中井家指図』を基にした宮上茂隆の考証によると、天守台は駿府城や淀城と同じく20間四方、高さ8間の自然石による広い石垣の上に、それより一回り小さい天守地階部となる高さ2間の切石による石垣が載っている2重構造で、5重5階（地階1階を含めると6階）の層塔型としている。駿府城などとは異なり、自然石と切石の間が狭いので多聞櫓などで囲われてはおらず、天守台の周りには塀だけがあったと思われる。廻縁・高欄はなく、また最上階入側縁のみが6尺幅となっている。白漆喰壁の鉛瓦で棟高は48メートル、天守台も含めれば国会議事堂中央塔（高さ65.45メートル）に匹敵した。作事大工は中井正清としている。
一方、内藤昌は『中井家指図』は元和度天守のものとしており、慶長度天守は5重7階、腰羽目黒漆、廻縁・高欄の後期望楼型であったとしている。作事大工は三河譜代の大工木原吉次、中井正清も協力したとする。
城郭研究者・西ヶ谷恭弘は、天守台の構造は宮上説と同じであるが、天守は後期望楼型とする大竹正芳の図を宮上説とは別に紹介している。また、三浦正幸門下の金澤雄記は20間四方は天守台の基底部として、自然石と切石が一体の天守台とそこから直接建つ名古屋城天守を基にした後期望楼型の天守を考証している。その後、三浦正幸は『津軽家古図』を慶長度としている。
内藤案以外は石垣・壁・屋根に到るまで白ずくめの天守であり、『慶長見聞集』『岩渕夜話別集』でも富士山や雪山になぞらえている。この天守は秀忠によって解体され新たに造り直されている。造り直しの動機は御殿の拡張が必要となった結果で、宮上茂隆はこの初代天守は縮小した上で大坂城に移築されたとしている。
元和度天守
元和度天守は、1622年（元和8年）から翌年にかけて天守台普請とその上屋（天守）の作事が行われた。位置は本丸東北の梅林坂にあった徳川忠長屋敷を破却し、その跡地に建てた（『御当家紀年録』）、もしくは寛永度天守と同じ位置とされる。加藤忠広・浅野長晟の手による天守台の規模は慶長度の3分の1、寛永度天守と同様に南側に小天守台があり（『自得公済美録』）、高さも7間に縮小されている。天守内部には東照宮があったとされている。
天守の構造は、5重5階（地階1階を含めると6階）の層塔型とされ、天守台を含めた高さは約30間（約55メートル）とされる。外観や諸構造については、諸説ある。
宮上茂隆案
宮上案では、旧津軽家の『江戸御殿守絵図（津軽家古図）』を比定し、屋根は銅瓦葺、壁は白漆喰としている。寛永度天守との違いは各破風の下に張り出しが設けられているのが特徴で、これは作事に当たった譜代の鈴木長次、木原家の下にいる三河大工に見られる意匠としている。
内藤昌案
内藤案は、前述の通り『中井家指図』を比定し、一部の破風が異なる以外は寛永度天守とほぼ変わらない。三浦案も白漆喰壁で銅瓦葺でない以外は内藤案と同様の見解を採っている。
西ヶ谷恭弘案
西ヶ谷案は『武州豊島郡江戸庄図』より初重を2階建であったとしている。また、黒色壁でもあったとしている。
元和度天守も秀忠の死後に家光によって解体され造り直されている。この動機も秀忠・家光の親子関係に起因するともいわれるが詳らかではなく、ほかに仙台城への下賜説、高層建築による漆喰の早期剥離に対する是正工事といった説がある。

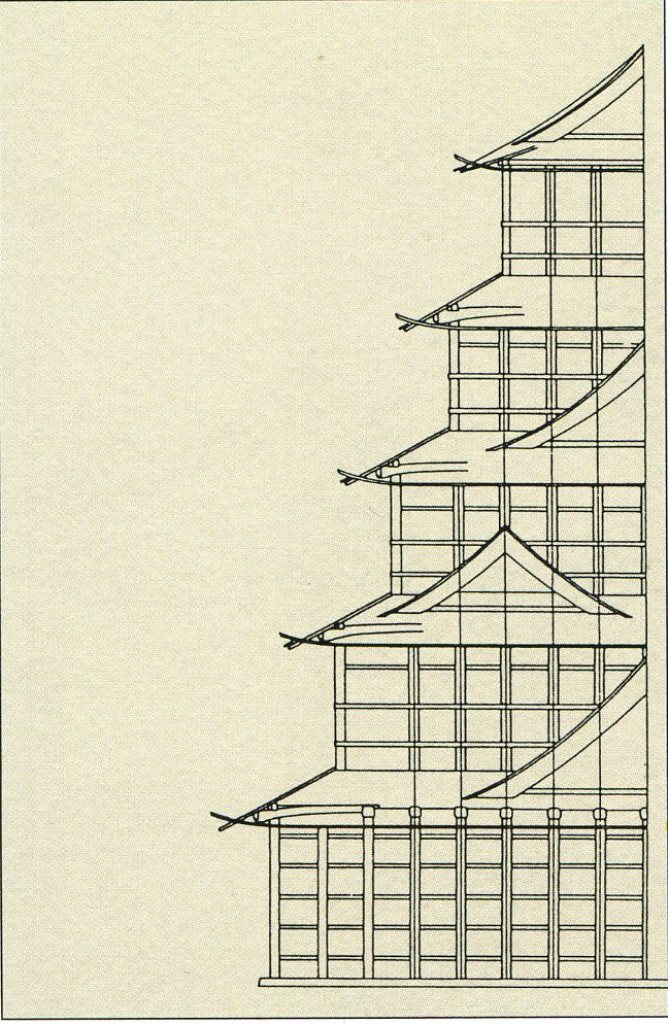
『中井家指図』（慶長度または元和度天守とされる図面）
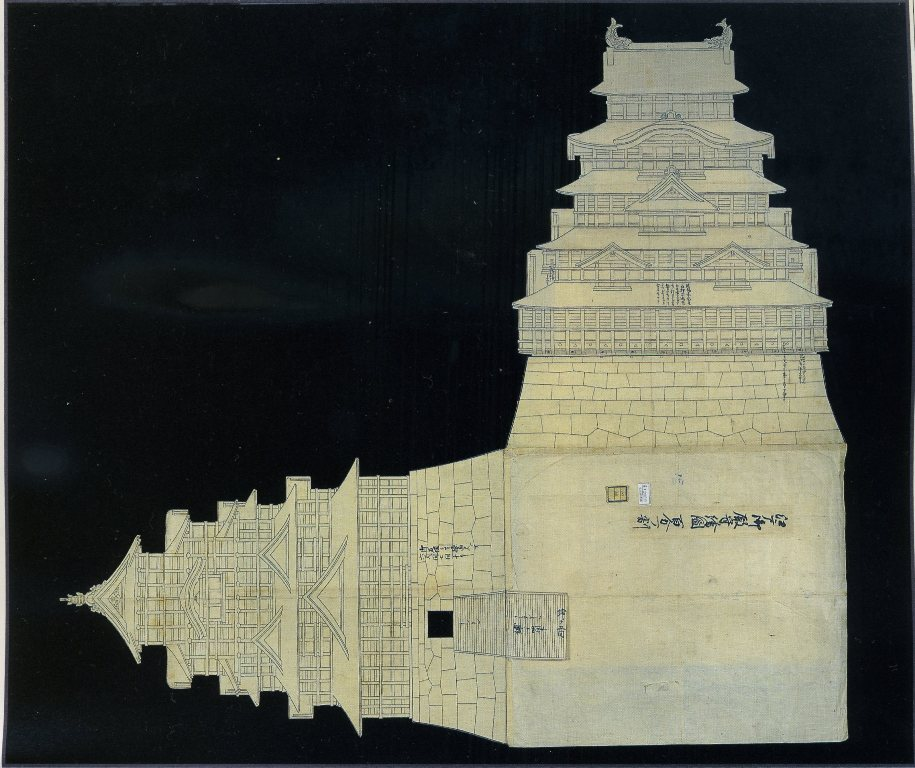
『江戸御殿守絵図』（元和度天守とされる図面）

寛永度天守
寛永度天守は1636年（寛永13年）から翌年にかけて天守台・天守双方が完成している。黒田忠之・浅野光晟が築いた天守台の位置は本丸北西の北桔橋門南、規模は元和度を踏襲している。また、元和度と縦横の位置を変えたとある（『黒田家続家譜』）。材質は伊豆石。小天守台が設けられているが、小天守は建てられていない。これは階段の踊り場のような意味で造られたからである。基本的な構造は現在の天守台とほぼ同じであるが、大坂城と同じように東側の登り口以外に西側にも橋台と接続する形で出入口が設けられていた。
構造は5重5階（地階を含めれば6階）の独立式層塔型で壁面は黒色になるよう塗料もしくは表面加工が施された銅板を張り、屋根は銅瓦葺である。高さは元和度と同じ本丸地上から天守台を含む30間、下総からも眺望ができたという。作事大工は甲良宗広。
1657年（明暦3年）に明暦の大火が発生した際、閉じられているべき二重目の銅窓が過失で開かれていたがために、城下町からの飛び火が天守を全焼させてしまった。焼失後、寛永度と同様の天守を再建する計画があって、それが簡単に立ち消えるものでもなかったことから、提出された数多くの資料は大切に保管され続ける運びとなった。これが幸いし、確定的な図面が現代まで遺されることとなった。このような事情により、正確な姿が判明している。
- 規模…「　」内は柱間（7尺間）、桁行・梁間は京間
  - 地階…「12間×10間」
  - 一重目…「18間×16間」 桁行29間2尺9寸×梁間27間1尺9寸、柱数191本
  - 二重目…「15間×13間」 桁行16間1尺×梁間24間、柱数155本（内、一重目より三重目まで通し柱13本）
  - 三重目…「12間×10間」 桁行13間2尺5寸×梁間11間1尺5寸、柱数127本（内、三重目より四重目まで通し柱32本）
  - 四重目…「10間×8間」 桁行10間5尺×梁間8間4尺、柱数75本（内、四重目より五重目まで通し柱9本）
  - 五重目…「8間×6間」 桁行8間4尺×梁間6間3尺、柱数55本

図面による復元での計算によると天守の高さは58.63メートルとなった。

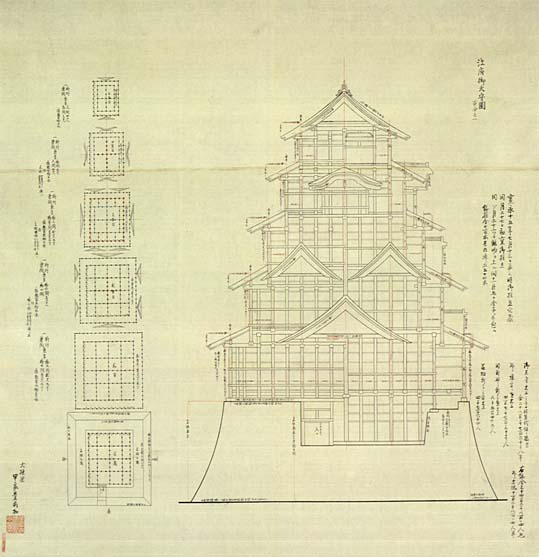
江府御天守図（寛永度天守図面）
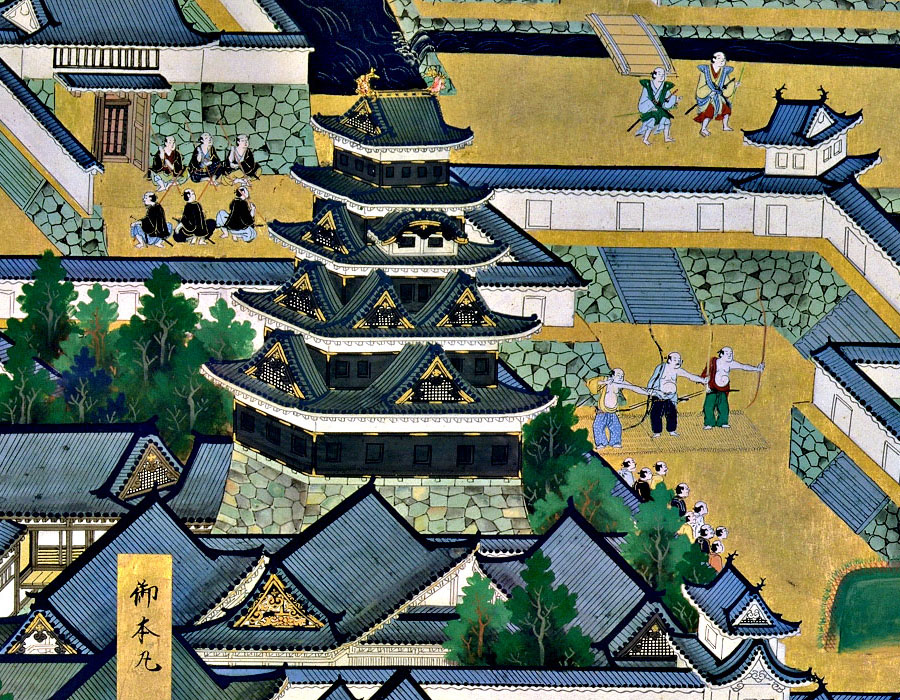
『江戸図屏風』に描かれた元和度もしくは寛永度天守
寛永度天守の復元図
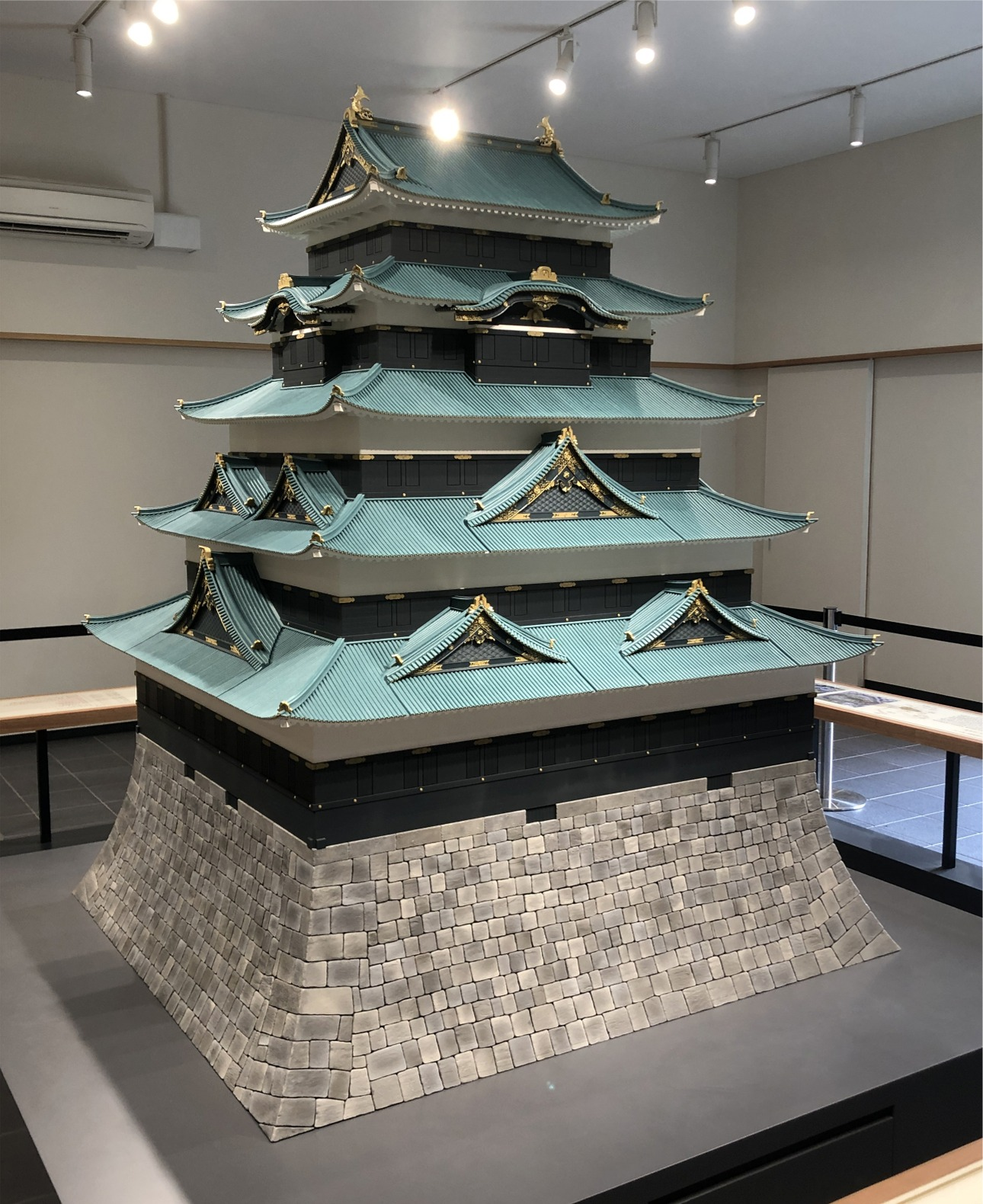
寛永度天守の復元模型（宮内庁・皇居東御苑）

### 御殿

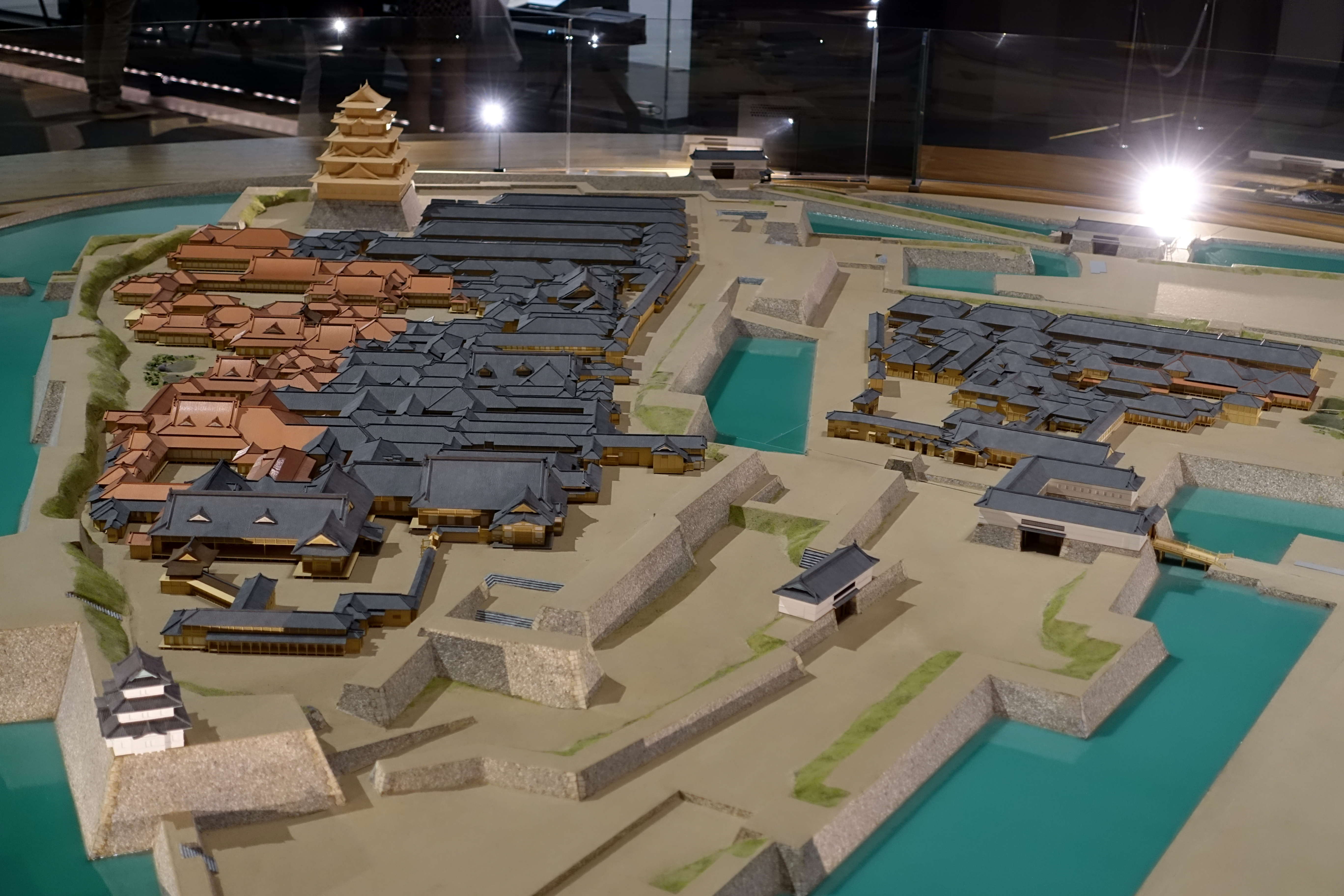
本丸・二ノ丸御殿模型（江戸東京博物館、一部の建物は省略）。幕末期の御殿を復元しており、実存していない天守も模型では再現されている。

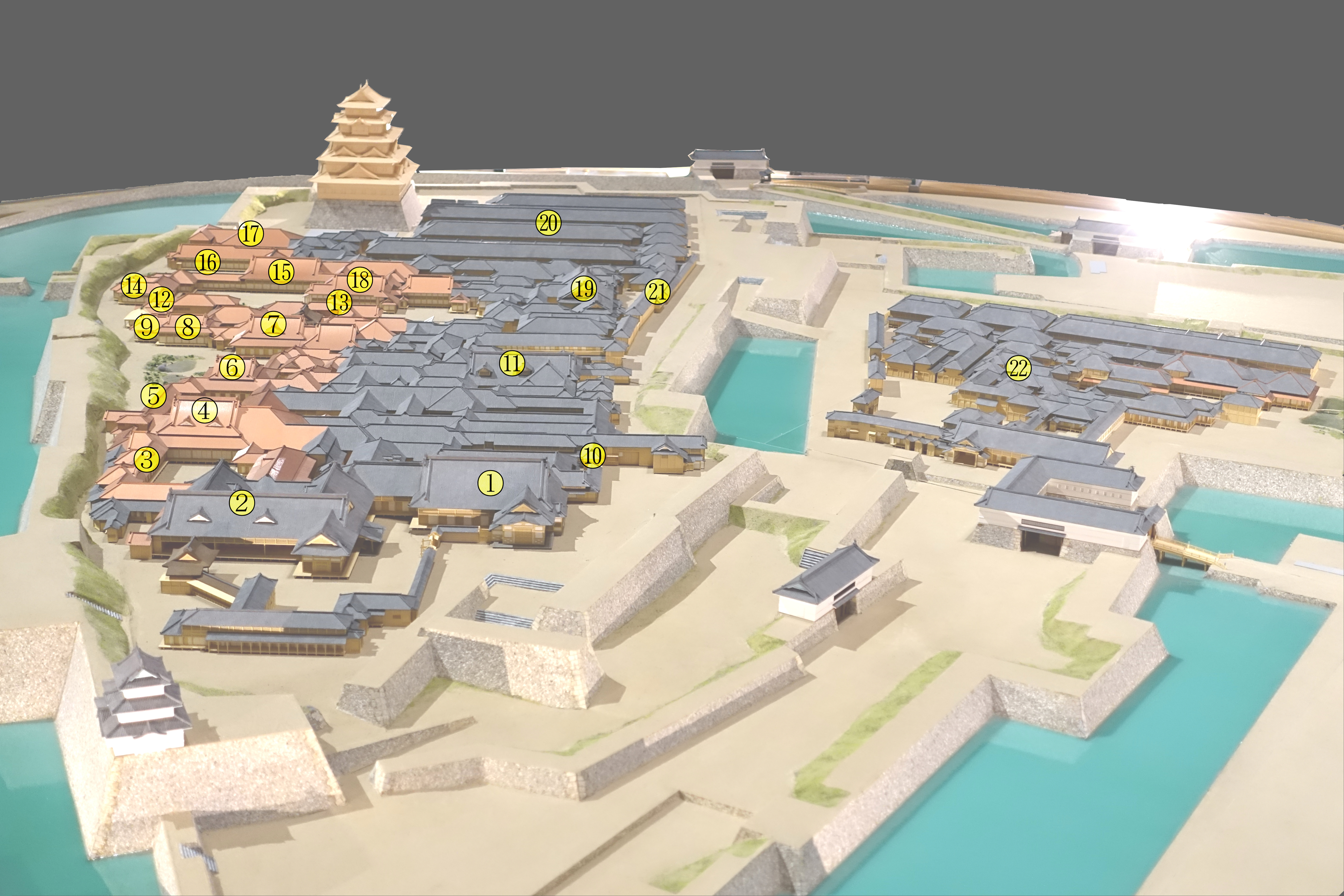
1)玄関・遠侍、2)大広間、3)松之廊下、4)白書院、5)竹之廊下、6)黒書院、7)御座之間、8)御休息、9)御小座敷、10)中之口御門（表諸職玄関）、11)台所、12)上御鈴廊下、13)下御鈴廊下、14)御小座敷（大奥）、15)対面所、16)御座之間（大奥）、17)新御殿、18)御新座敷・御客座敷、19)台所（大奥）、20)長局、21)広敷御門、22)二ノ丸御殿

御殿は本丸・二ノ丸・西ノ丸・三ノ丸御殿がある。この内、三ノ丸御殿は元文年間に廃絶された。本丸御殿は将軍居住・政務・儀礼の場として江戸城の中心的な役割を持ち、二ノ丸御殿は将軍別邸や隠居した将軍の側室が晩年に過ごす場所として、西ノ丸御殿は隠居した将軍や世継の御殿として用いた。

#### 本丸御殿
本丸御殿は表・中奥・大奥が南から北にこの順で存在する。表は将軍謁見や諸役人の執務場、中奥は将軍の生活空間であるが、政務もここで行った。大奥は将軍の夫人や女中が生活する空間である。大奥は表や中奥とは銅塀で遮られ、一本（後に二本）の廊下でのみ行き来ができた。
将軍の御殿としての最初の本丸御殿は1606年（慶長11年）に完成、その後1622年（元和8年）、1637年（寛永14年）（同16年焼失）、同17年（明暦の大火で焼失）、1659年（万治2年）（1844年（天保15年）焼失）、1845年（弘化2年）（1859年（安政6年）焼失）、1860年（万延元年）（1863年（文久3年）焼失）と再建・焼失を繰り返した。文久の焼失以降は本丸御殿は再建されずに、機能を西ノ丸御殿に移した。
表・中奥
主要な御殿として西側に大広間・白書院・黒書院・御座之間・御休息が雁行しながら南から北に配置された。表東側には表向の諸職の詰所や控室、中奥東側には側衆配下の詰所・控室や台所などがある。大老、老中、若年寄の執務・議事場は当初は黒書院、家光晩年からは御座之間にあったが、堀田正俊刺殺事件により表と中奥の間に御用部屋が設けられた。彼らと将軍の仲介者である側用人又は御側御用取次は中奥の中央に詰所があった。
表は儀礼空間であり御殿の改変は少ないが、中奥は各将軍の好みに応じて頻繁に改造された。表と中奥は大奥と異なり構造的には断絶していないが、時計之間と黒書院奥の御錠口でのみ出入ができた。しかし表の役人は中奥には御座之間への将軍お目見え以外は立ち入ることは出来ず、奥向の役人とは時計之間で会話を交わした。
大広間
本丸御殿中で最高の格式と最大の規模を有する御殿。東西方向50メートル、約500畳に及ぶ広大な建物。寛永17年の大広間には大屋根があったが、焼失後の再建では中央に中庭が設けられ、屋根を低くした。
大広間は将軍宣下、武家諸法度発布、年始等の最も重要な公式行事に用いられ、主な部屋は上段・中段・下段・二之間・三之間・四之間があり、西北から反時計回りで配置された。南東の南には中門が、東には御駕籠台があり大広間の権威を象徴する。また南面の向かい側には表能舞台があり、大きな祝い事がある際の能の催しでは、その内の一日を町入能として町人が南庭で能を見ることを許した。
白書院
大広間に次ぐ格式を有する御殿。大広間と松之廊下で繋がり、上段・下段・帝鑑之間・連歌之間を主な部屋として約300畳の広さを持つ。表における将軍の応接所として公式行事に用いられ、御暇・家督・隠居・婚姻の許可への御礼時に諸大名はここで将軍と面会した。他に年始の内、越前松平家・加賀前田家とはここで対面をし、また勅使・院使を迎える際には下段を宴席の間とした。
黒書院
白書院と竹之廊下で繋がり、主な部屋として上段・下段・西湖之間・囲炉裏之間があり約190畳の広さを持つ。他の御殿が檜造に対し、総赤松造である。初期は将軍の政務場所、その後は将軍の日常生活における応接所として用いた。
御座之間・御休息
これらは将軍の居住空間として前者は上段・下段・二之間・三之間・大溜で構成される中奥の応接所で政務を執る場、後者は上段・下段のみで寝室や居間として用いた。中奥は表向の役人は原則として出入りを禁じられたが、将軍と御目見する時のみ御座之間に入ることができた。当初、将軍は御座之間にいたが寝室として御休息、更にプライベートな空間として御小座敷等が造られた。
御休息は将軍の代替わり毎に建て替えが行われ、御小座敷の周辺も改造が多い。例えば能を好んだ徳川綱吉の時分には御休息の右に能舞台があり、また当時頻発した地震対策として「地震之間」なる避難場所が中庭の二ヶ所に設置された。逆に徳川吉宗は華美な御休息を壊し、一時期は廊下の一部を区画してそこで寝起きをした。
大奥

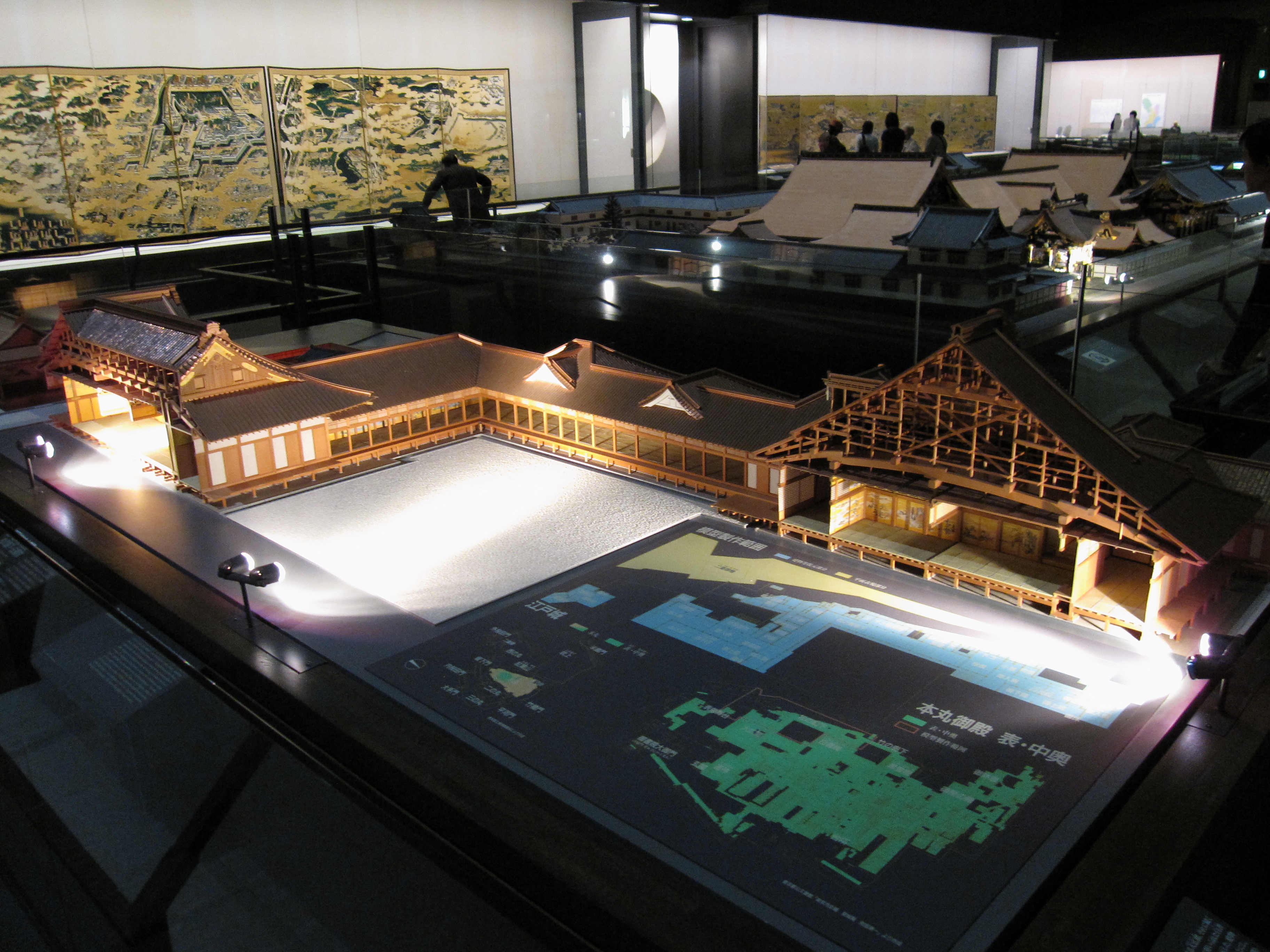
本丸御殿表向模型（右から白書院、松の廊下、大広間）
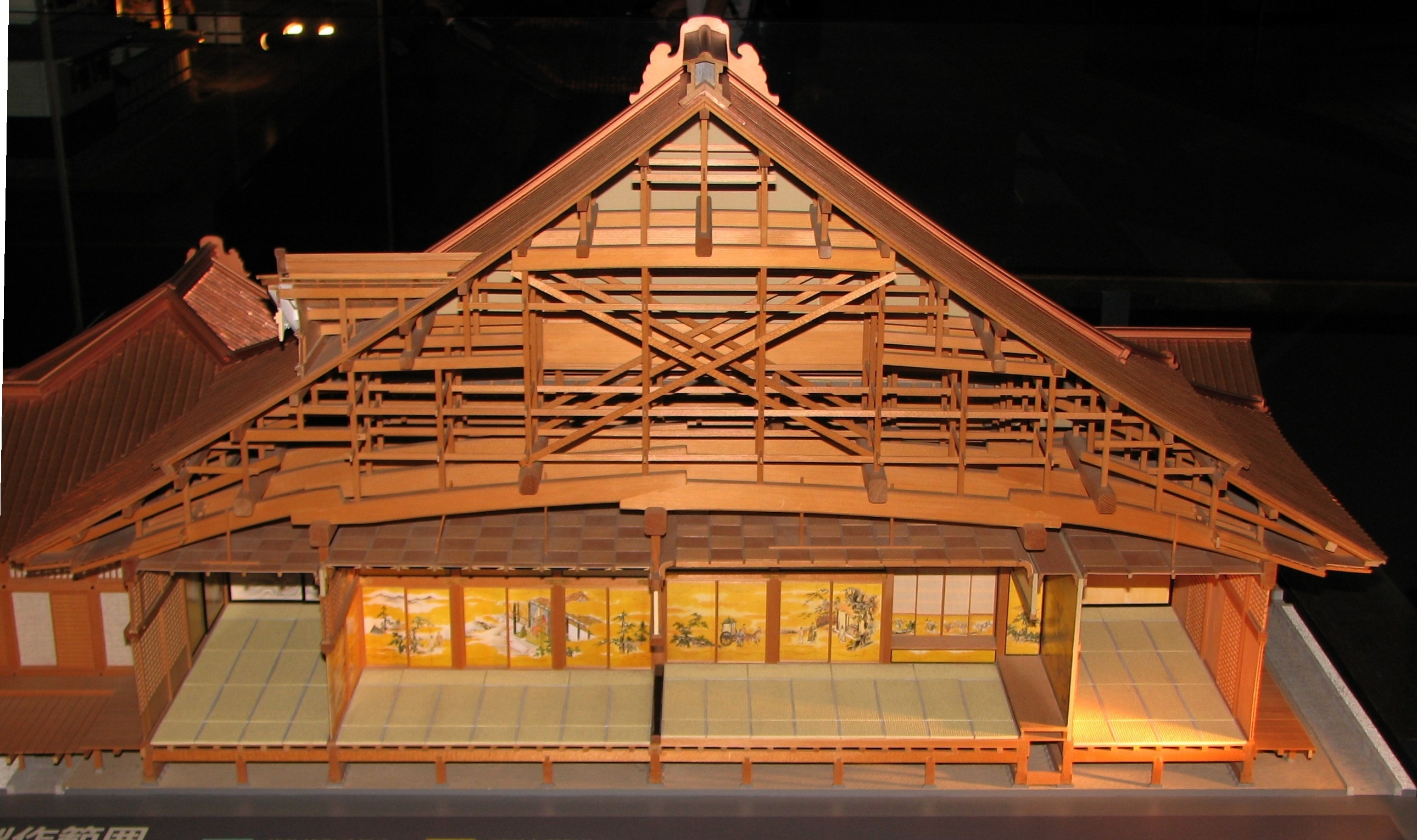
白書院模型
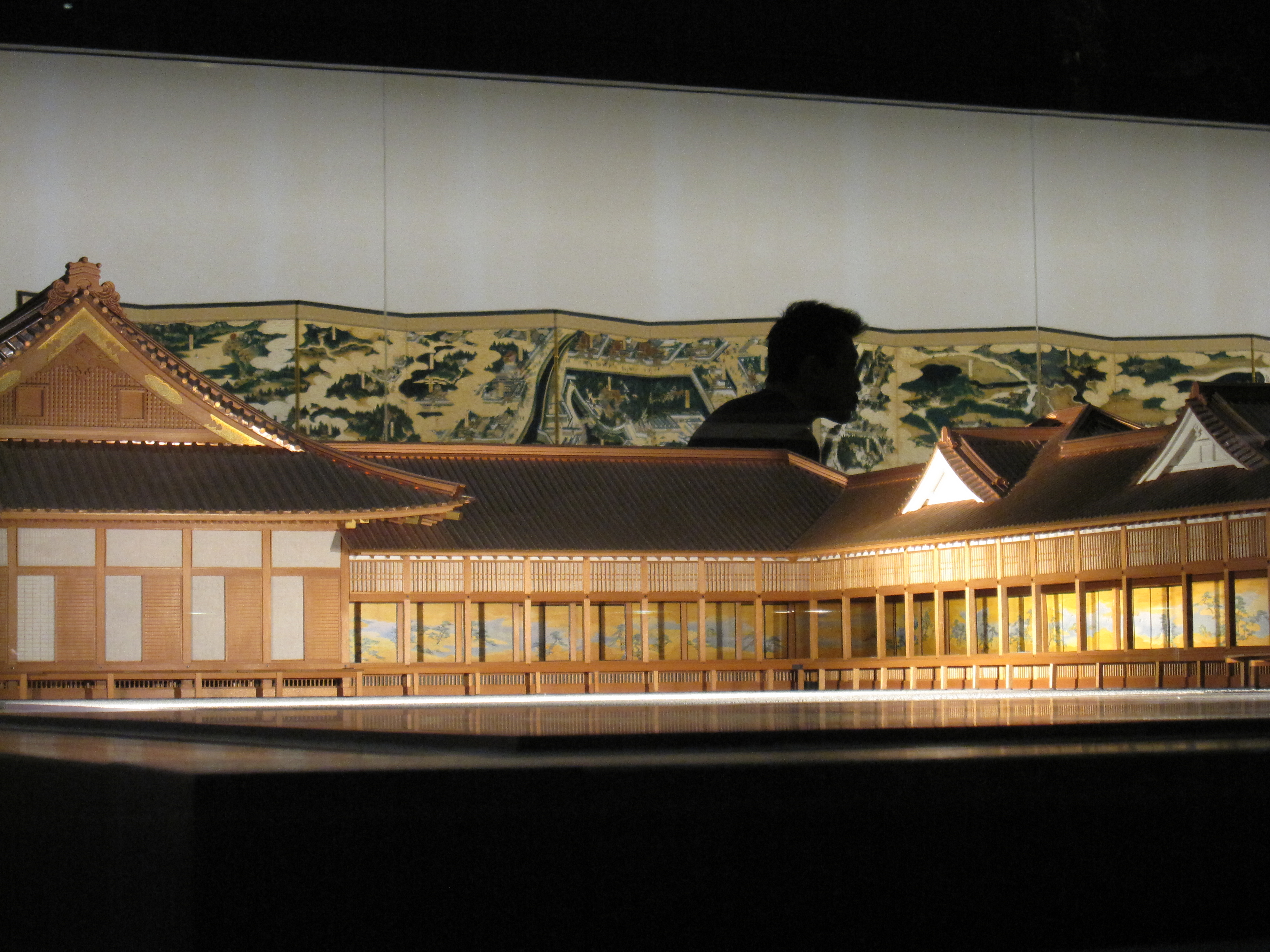
松の廊下から大広間
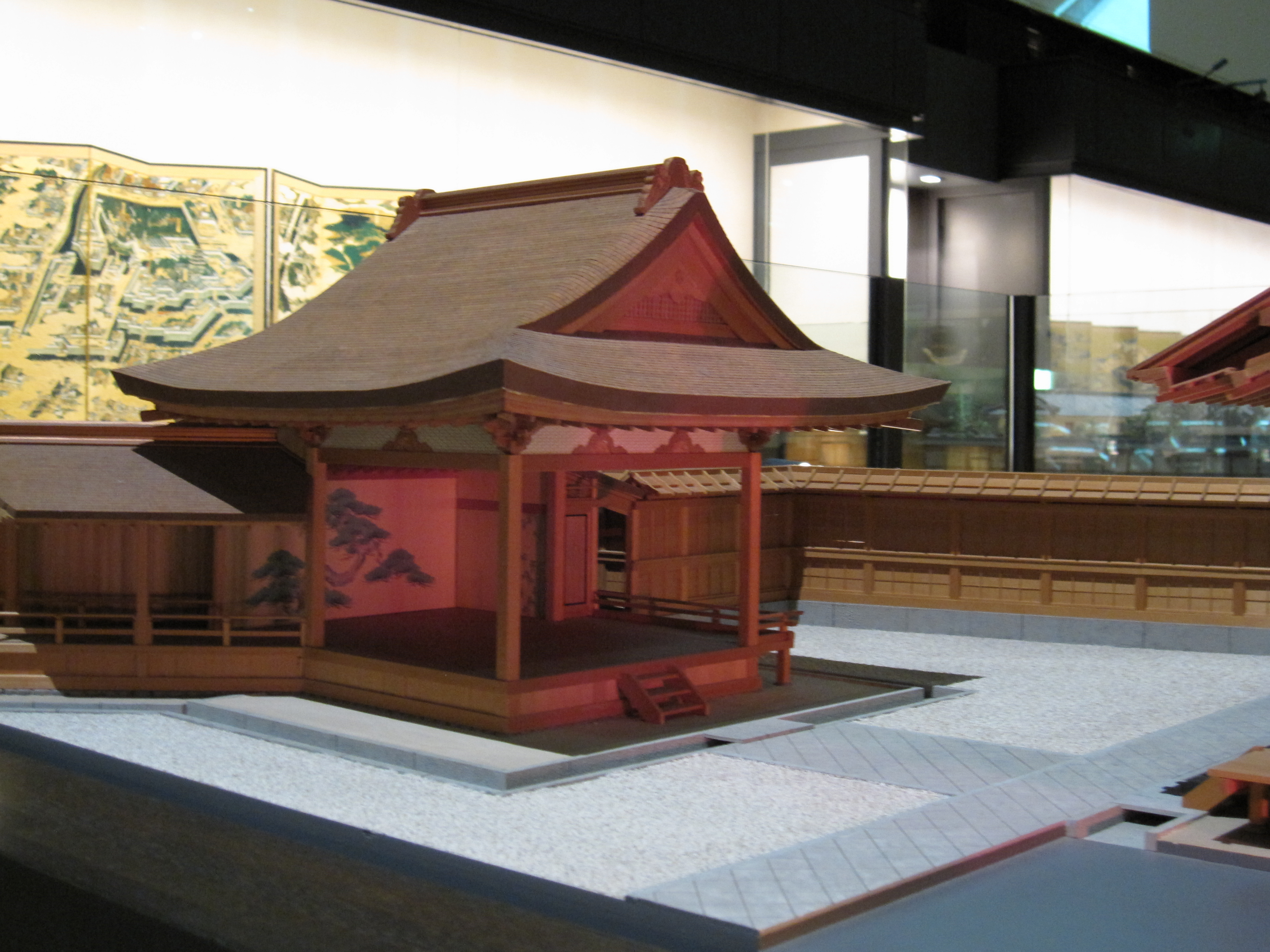
本丸御殿表能舞台
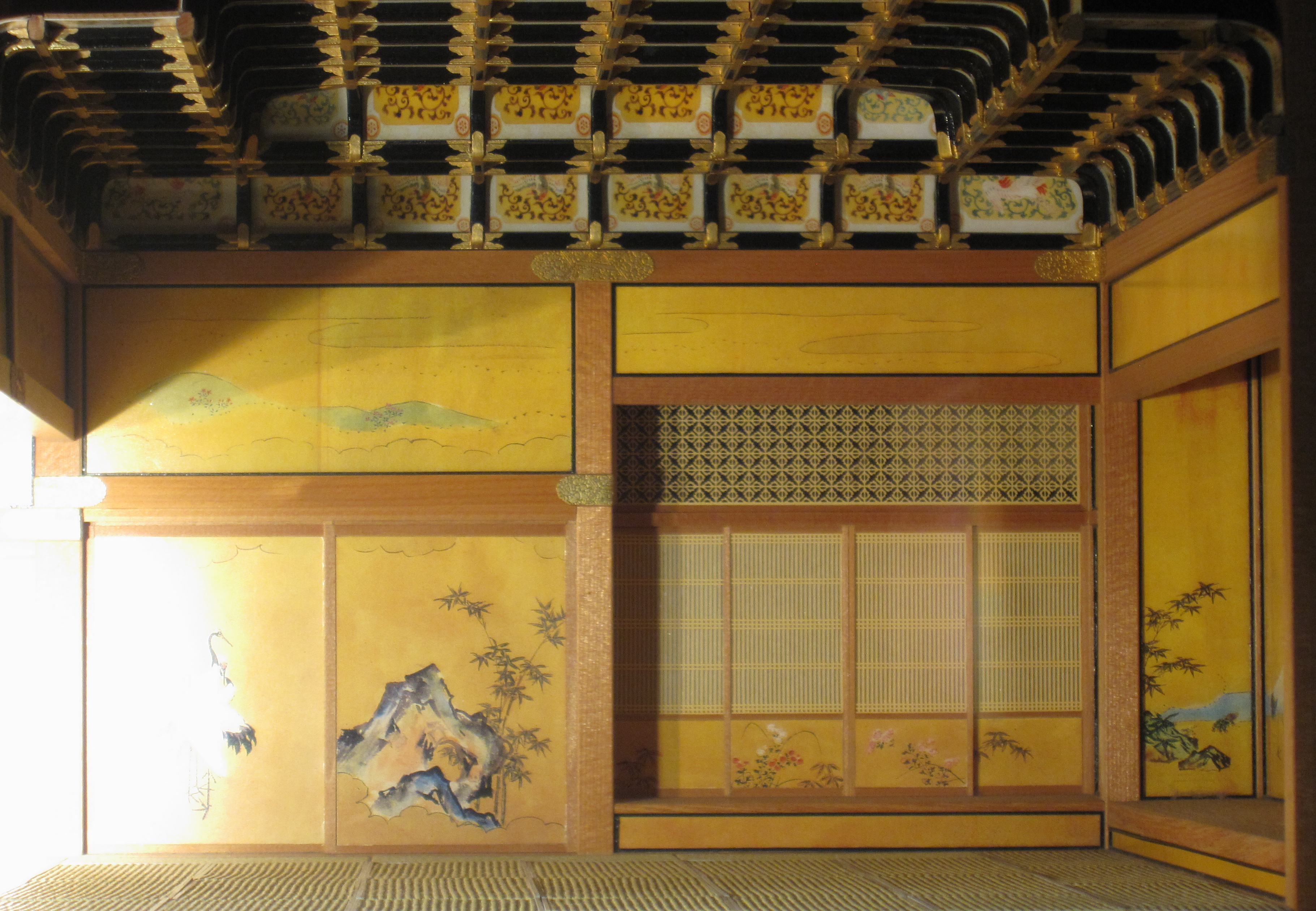
大広間上段西面
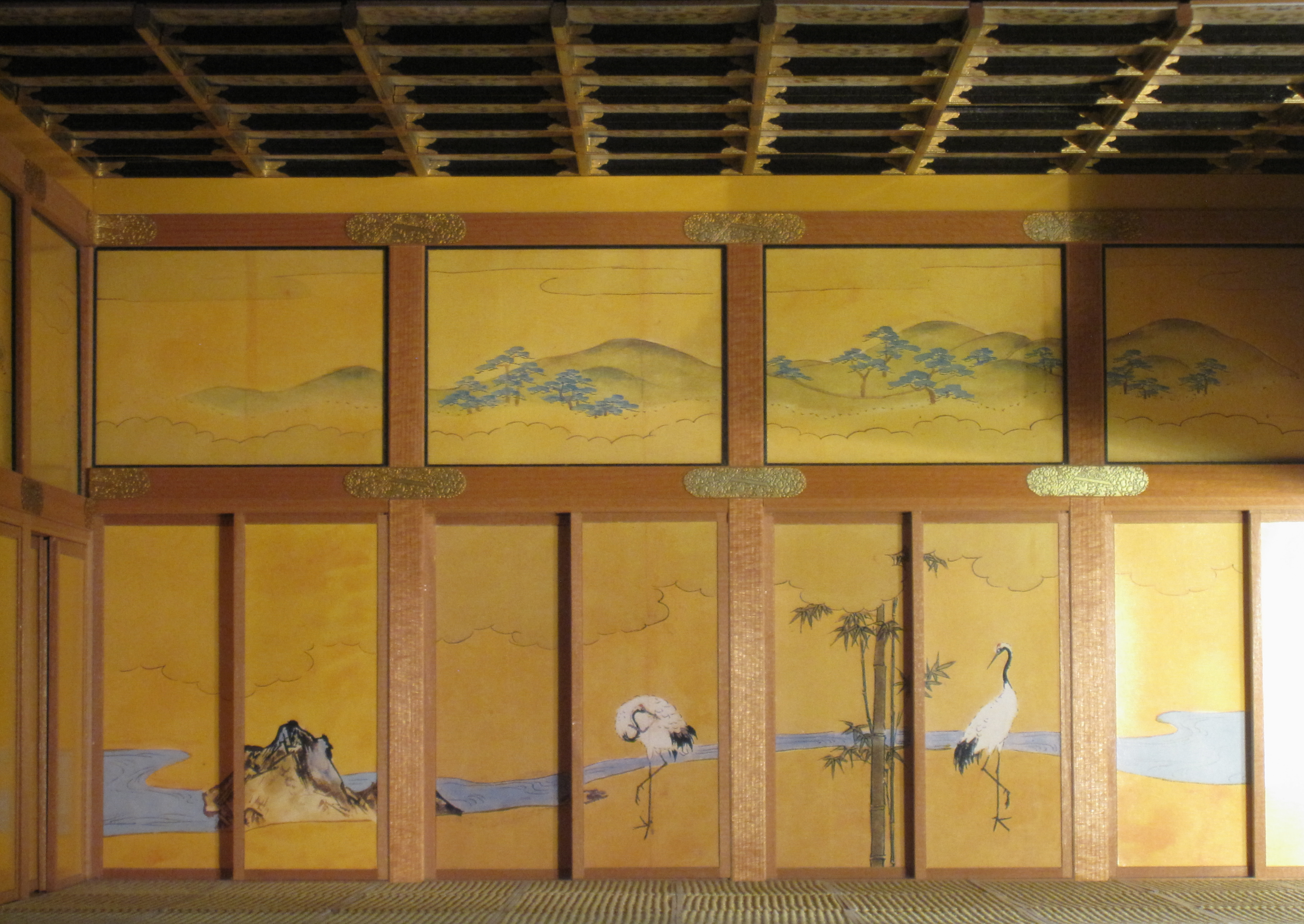
大広間下段西面
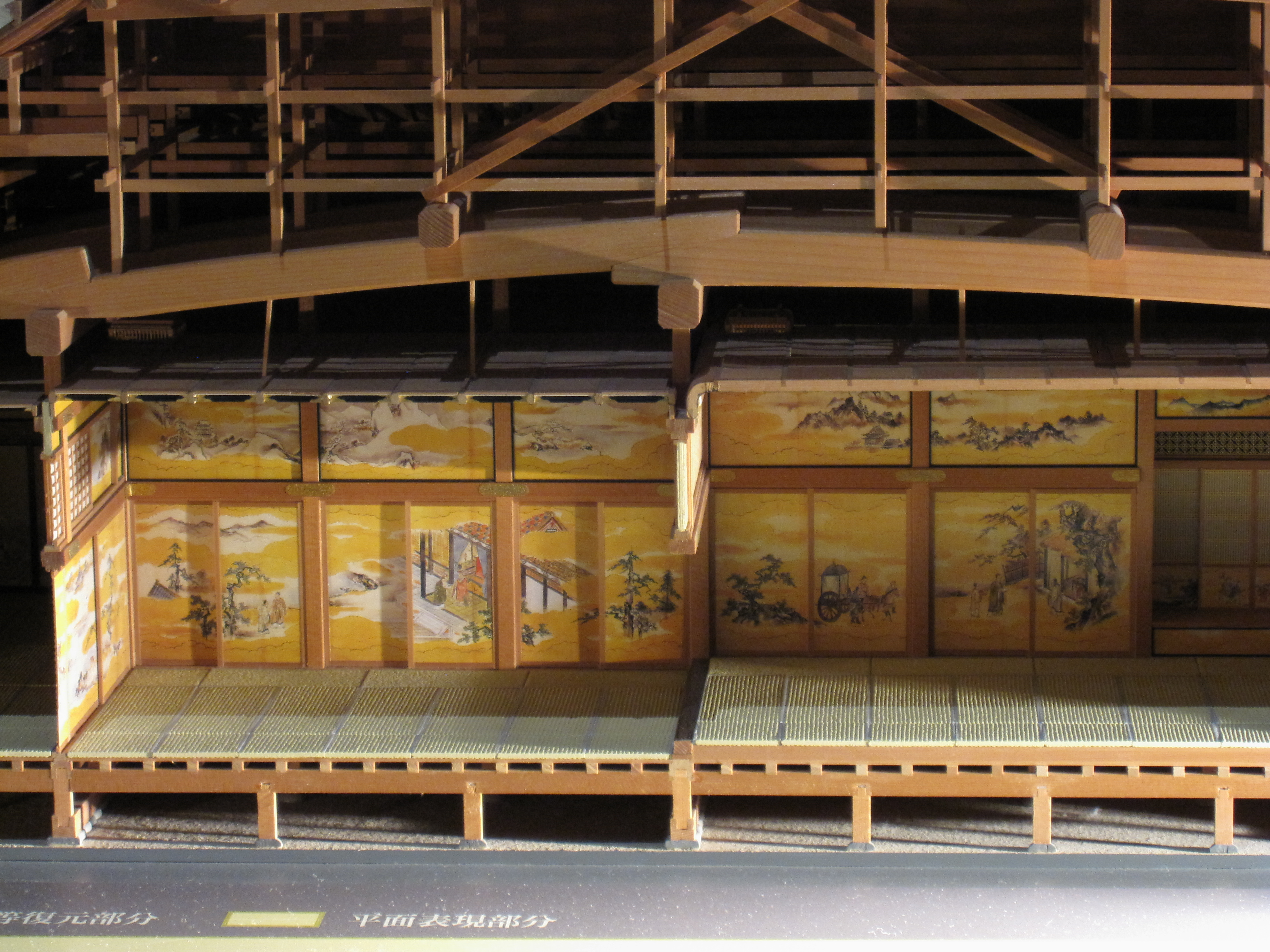
白書院上段下段

#### 二ノ丸御殿
1636年（寛永13年）に最初に建てられた御殿は小堀政一（小堀遠州）の手によるもので、表向の機能が省略された極めて遊興性の高いものであった。南西にある築山を背後に有し白鳥濠と繋がる池の中には能舞台（水舞台）があり、対岸の畔にある御座や濠に突き出た釣殿から観覧することができた。中央は御殿群があり、東側にも池や築山、池の中島にある御亭や御茶屋、御囲、学問所や御文庫があった。
しかしこの御殿は5年後には早くも取り壊され、1643年（寛永20年）には本丸御殿を簡略化した御殿が完成する。この御殿も明暦の大火で焼失し、越谷別殿を移築している。この後も1704年（宝永元年）、1760年（宝暦10年）に工事や再建が行なわれたが、1867年（慶応3年）に焼失してその歴史を終えることになる。

#### 西ノ丸御殿
本丸御殿と同じく、表・中奥・大奥と仕切られていた。主な部屋を挙げれば、遠侍、殿上間、虎間、大広間、大廊下、溜間、白木書院、帝鑑の間、連歌の間、山吹間、菊間、雁間、竹間、芙蓉間、中間、桔梗間、焼火間、躑躅間、柳間、梅竹間、檜間、蘇鉄間などがある。
御殿や櫓などは1634年（寛永11年）、1852年（嘉永5年）、1863年（文久3年）の三度にわたって焼失した。それまで踏襲してきた慶安度御殿の仕様を大幅に簡略した仮御殿として1864年（元治元年）に再建された。この西ノ丸仮御殿が1868年5月3日（慶応4年4月11日）に明治新政府へ明け渡された（江戸開城）。
明治天皇が入城した後は天皇の住まい「皇城」となり、1869年にはオーストリア・ハンガリー帝国使節団を迎え、天皇との謁見の場としても利用された。当時の使節団は、皇城の詳細な見取り図を作成して本国へ伝えている。皇城は、1873年（明治6年）5月5日に焼失した。守備は西丸小姓組が行った。その後、1888年（明治21年）明治宮殿が建設された。

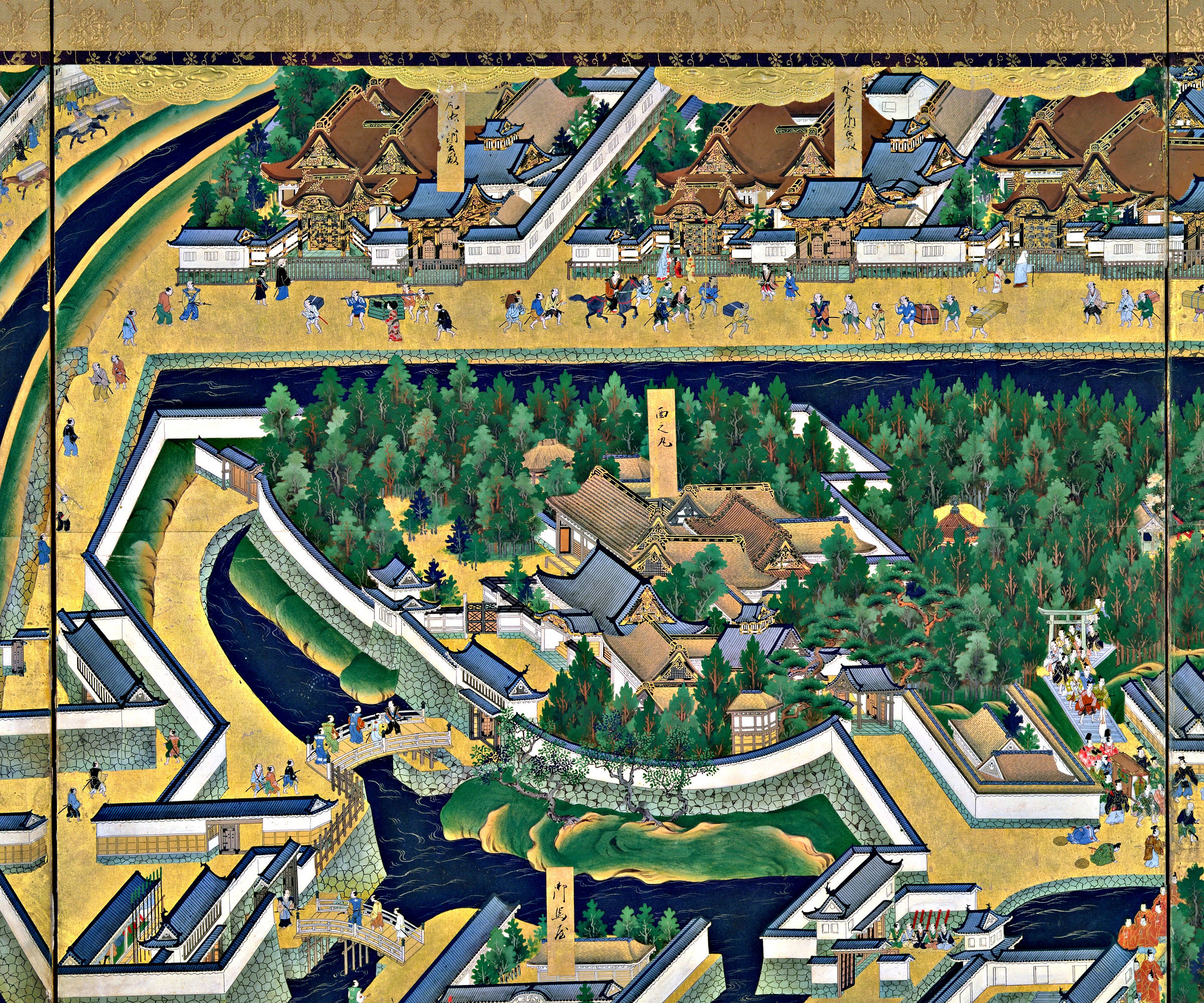
『江戸図屏風』に描かれている西ノ丸御殿
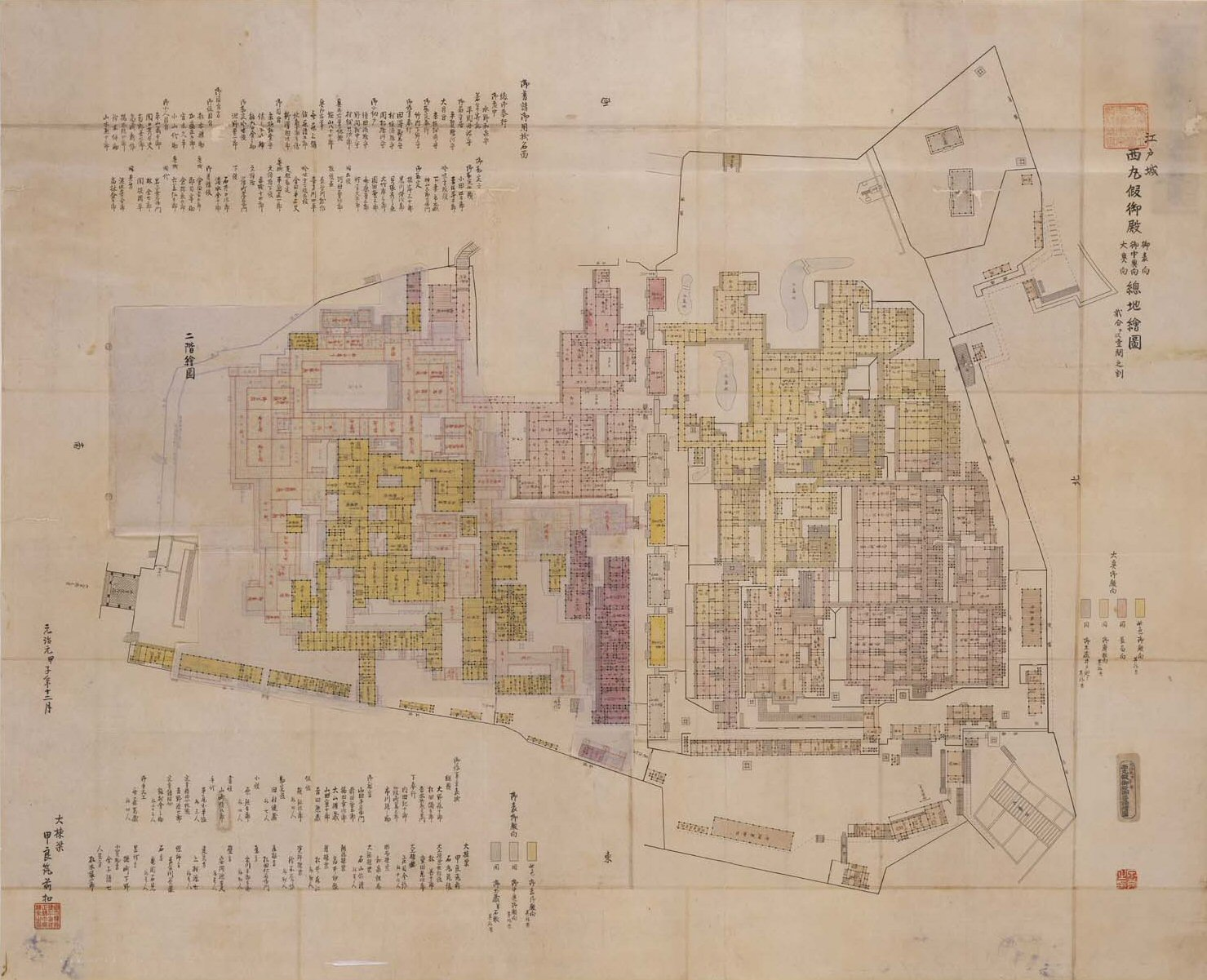
元治度西ノ丸仮御殿

### 櫓
三重櫓6棟、二重櫓10棟、平櫓4棟、多門櫓26棟
江戸城は幾度にもわたる火災によって焼失し、現存する伏見櫓、富士見櫓、巽櫓なども大正期の関東大震災の際に損壊した後、解体して復元されたものであるため、櫓の構造などを考察するにあたっては、明治初頭に撮影された写真や絵図、指図、文献などが用いられている。
幕末まで現存していた二之丸の蓮池巽三重櫓、蓮池二重櫓の二棟は明治初年に接続する箪笥多聞櫓の火災が延焼し焼失した。
江戸城の櫓は櫓門も含め、白漆喰塗籠壁（寛永度天守除く）に、幕紋の足利二つ引を現す2本の長押形を施し、破風・妻壁には銅板を青海波模様に張っていた。初重に出張を設けて石落としとしているものが多い。これらの特徴の一部は、幕府が関与した二条城や小田原城などの城郭にも施された。
初重平面6間×7間か7間×8間を標準的な規模として、大坂城や名古屋城にも同様に用いた。1871年（明治4年）に記された『観古図説』には、二重櫓の初重平面規模は最小で4間四方（書院出二重櫓）、最大で8間×9間（乾二重櫓）、三重櫓は6間×7間から8間×7間のものが記されている。
多聞櫓は嘗ては本丸・二ノ丸のほとんどを囲っていたが、時代を経るごとに本丸西側では塀へと置き換わっていった。

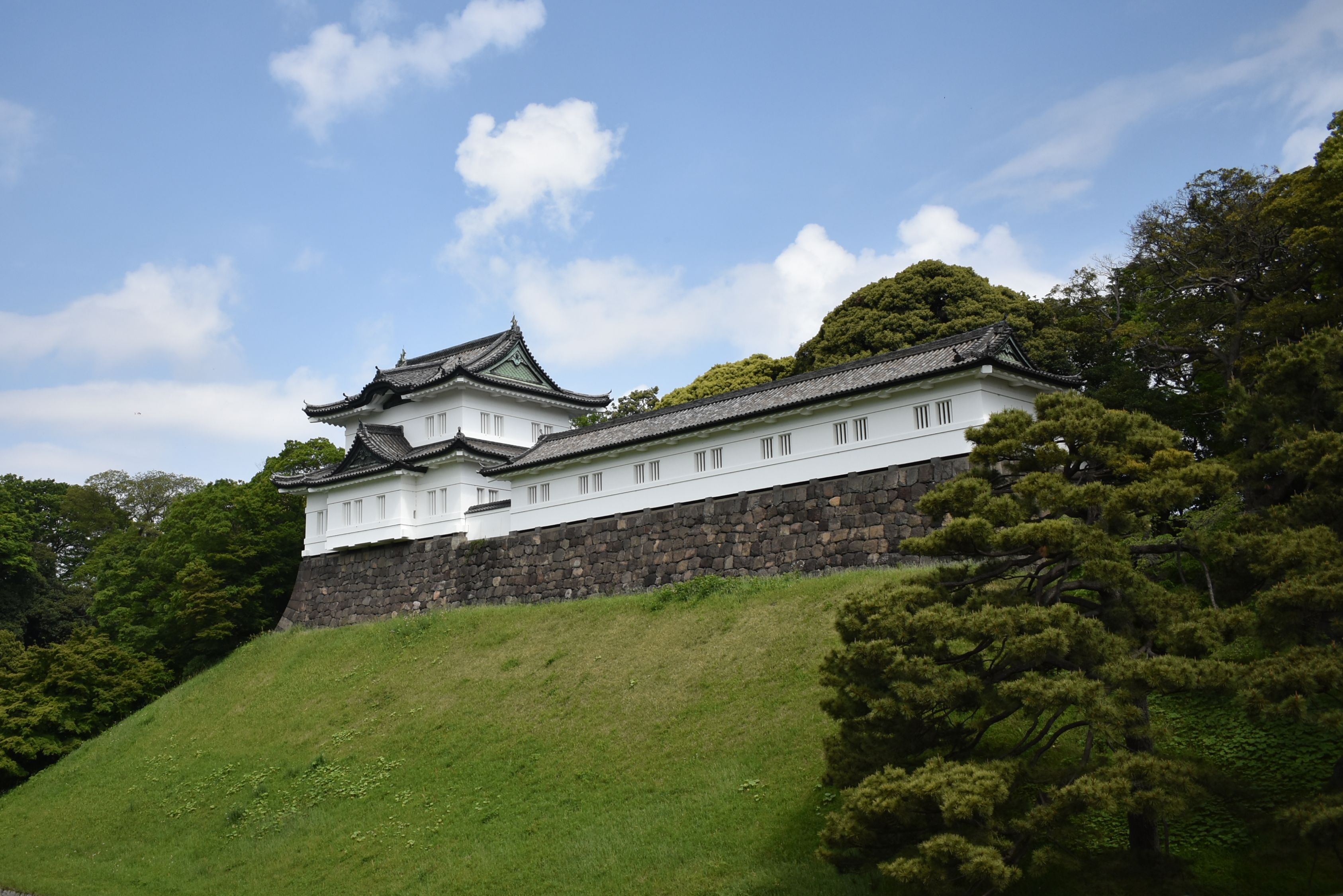
伏見櫓（2019年5月4日撮影。多聞櫓は伏見櫓を挟んだ反対側にもある）
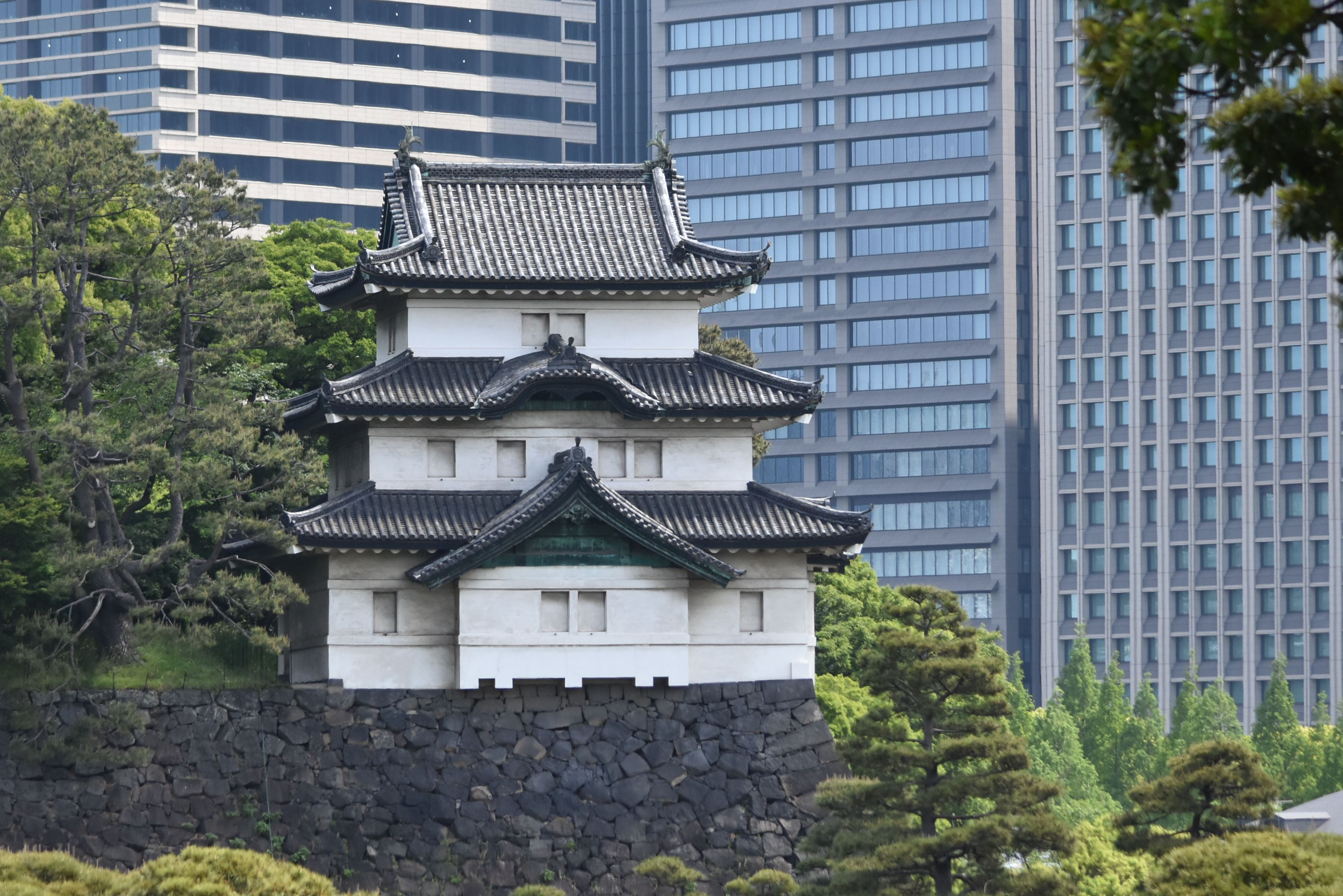
富士見櫓（2019年5月4日撮影）
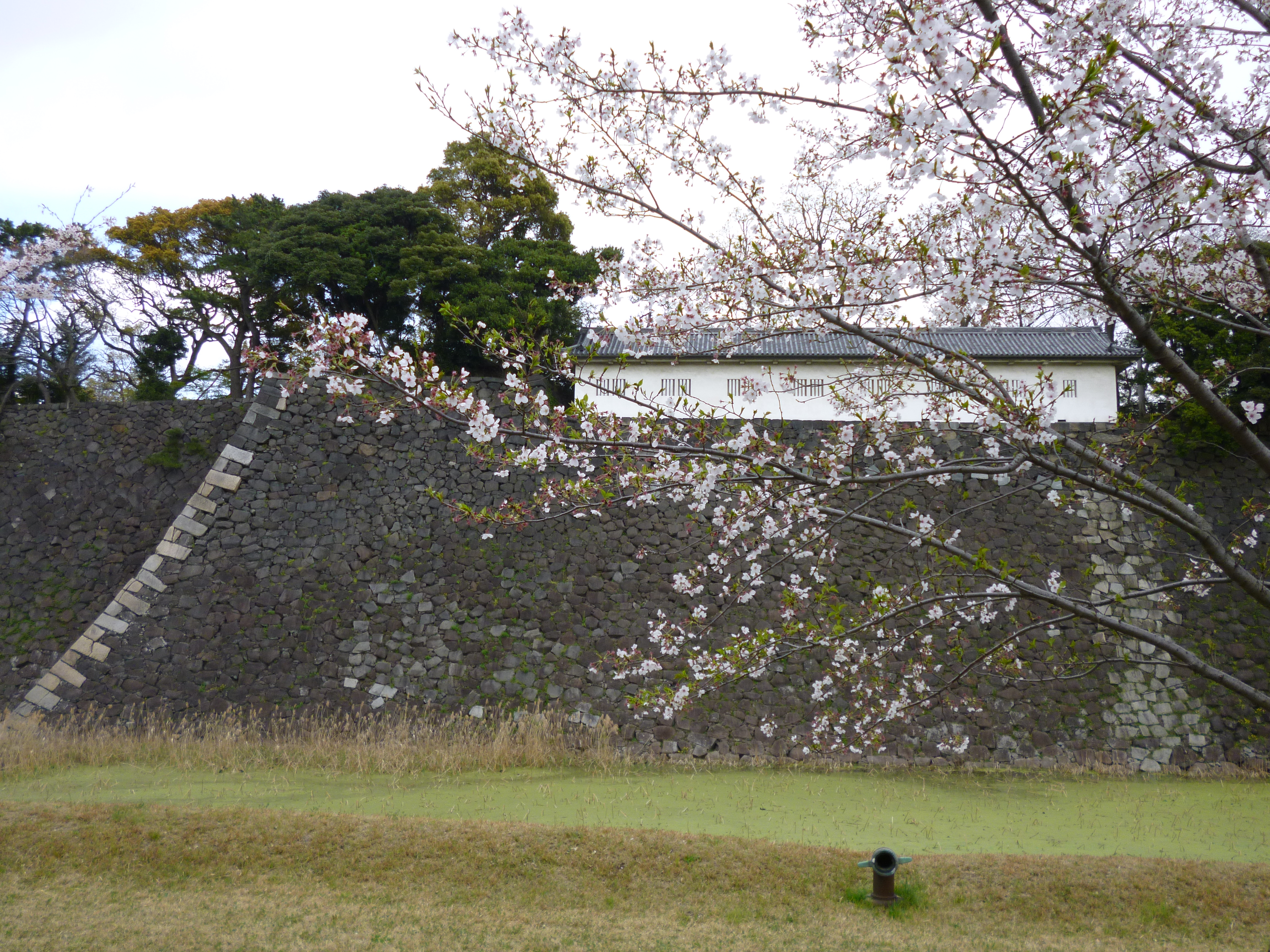
本丸富士見多聞櫓

#### 隅櫓の一覧
太線は幕末まで現存した櫓（この内、現存するのは富士見三重櫓、巽二重櫓、伏見二重櫓）、「」は1863年（文久3年）に焼失した櫓、またここに記載されている櫓が一時期に全て存在した事はない。
本丸（南端より反時計回り、以下同じ）
富士見三重櫓、 御書院二重櫓、 書院出二重櫓、遠侍東三重櫓、「台所前三重櫓」、「汐見二重櫓」、不明櫓（元和度工事前）、「汐見太鼓櫓」（二重櫓）、「梅林櫓」（二重櫓）、「五十三間櫓」（二重櫓）、乾二重櫓、菱櫓（三重櫓）、西側二重櫓、数寄屋二重櫓（嘗ては三重櫓）

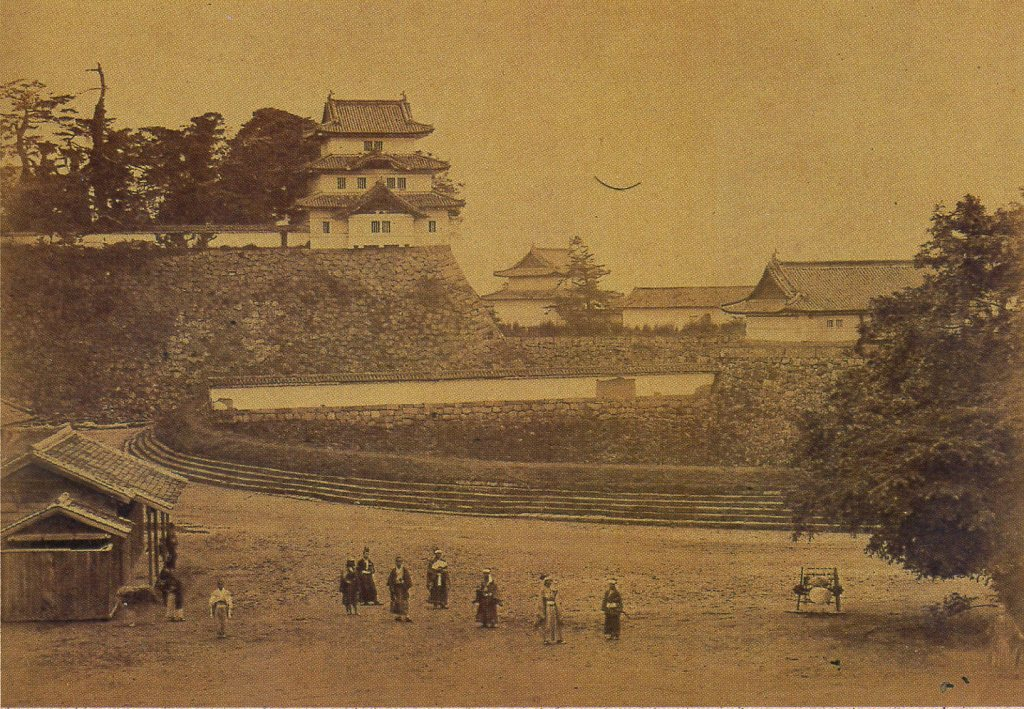
富士見三重櫓
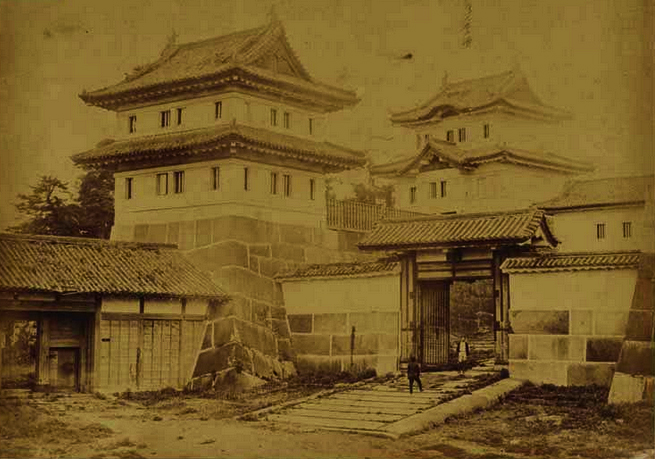
手前が書院出二重櫓、奥が御書院二重櫓
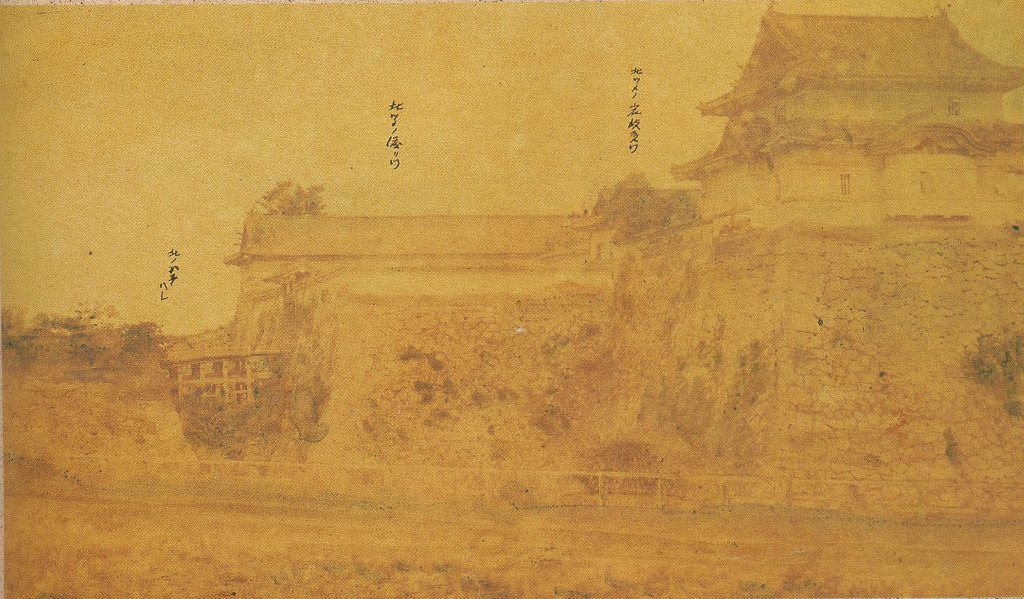
乾二重櫓（左は北桔橋門）
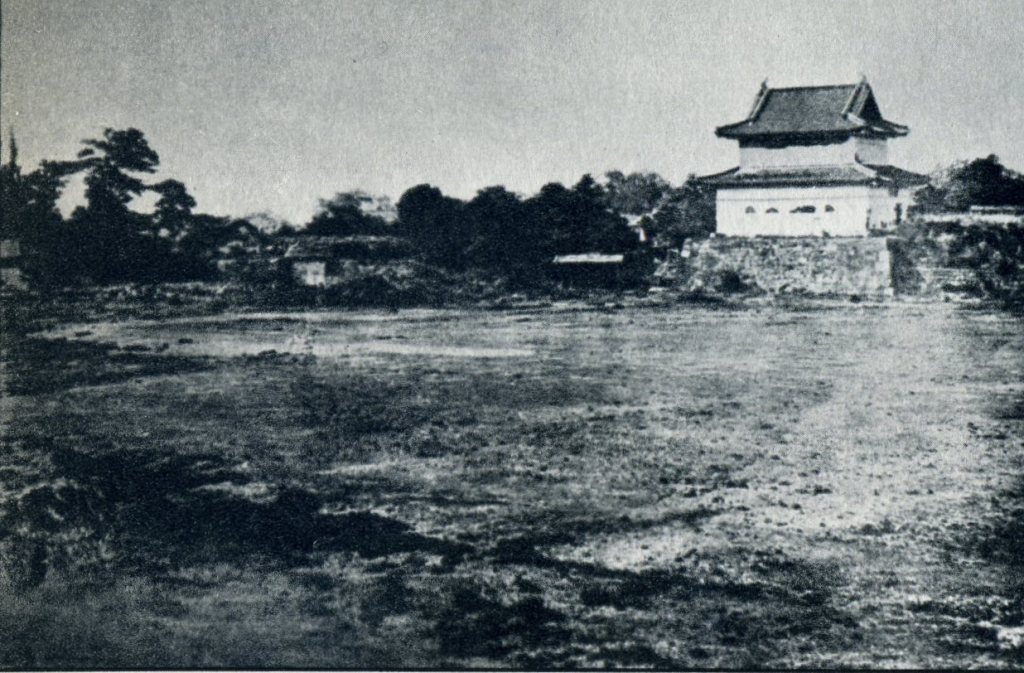
数寄屋二重櫓（本丸から裏側）

二ノ丸
蓮池二重櫓、蓮池巽三重櫓、寺沢二重櫓（嘗ては三重櫓）、百人組二重櫓、巽奥三重櫓（松倉櫓）、東三重櫓（嘗ては二重櫓）、北櫓（二重櫓）、不明櫓二棟（二ノ丸拡張前）

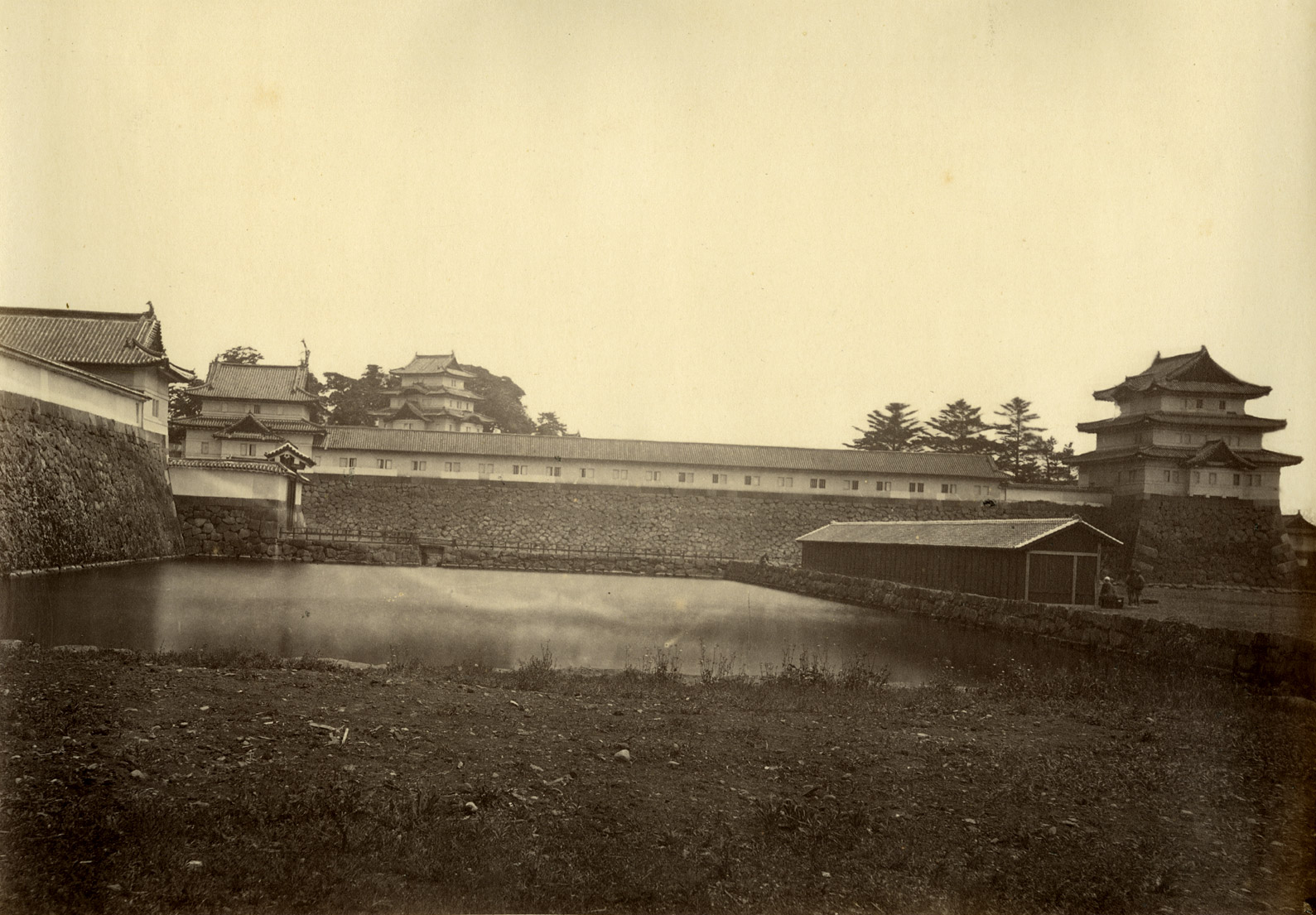
手前右が蓮池巽三重櫓、左が蓮池二重櫓（奥にあるのは富士見三重櫓）
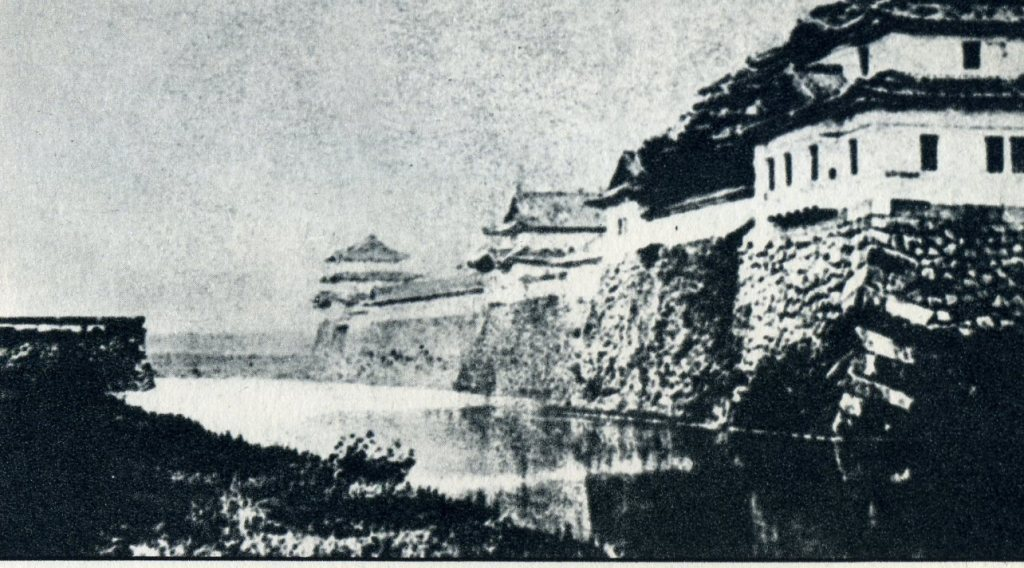
右から百人組二重櫓、寺沢二重櫓、蓮池巽三重櫓
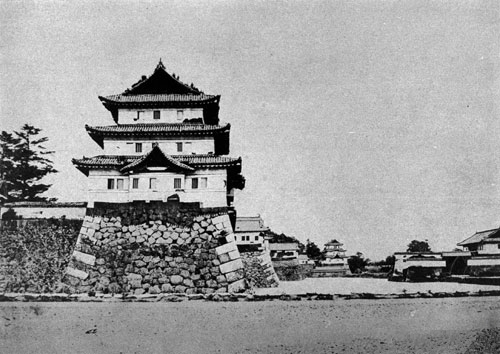
蓮池巽三重櫓、奥に見えるのは巽奥三重櫓（松倉櫓）
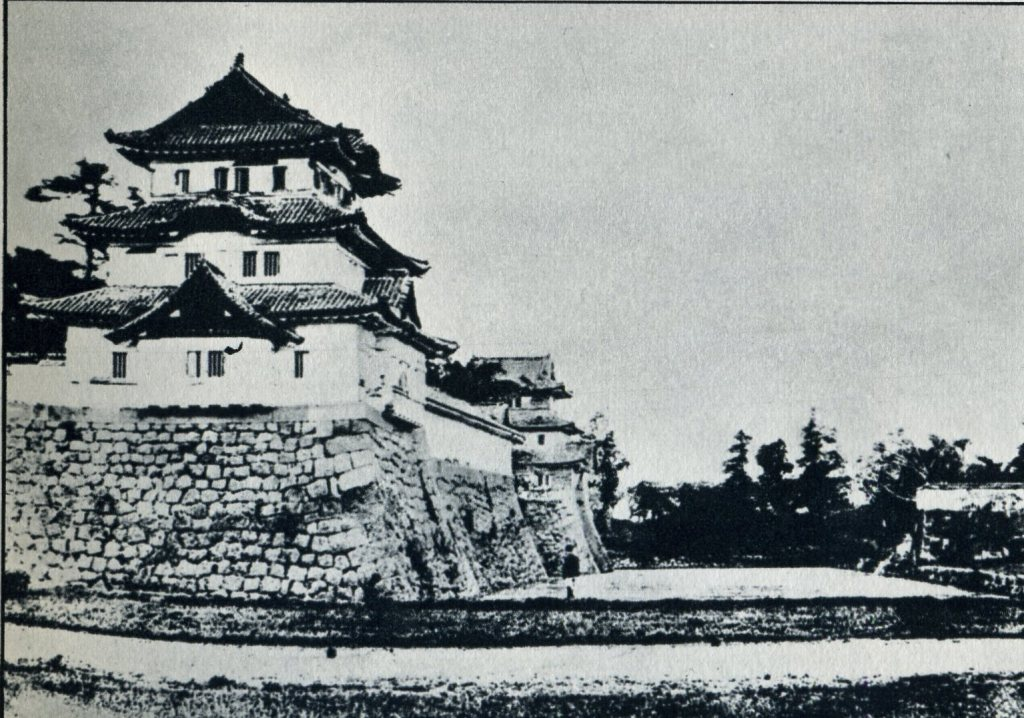
左より巽奥三重櫓、東三重櫓

三ノ丸
巽二重櫓、不明櫓四棟

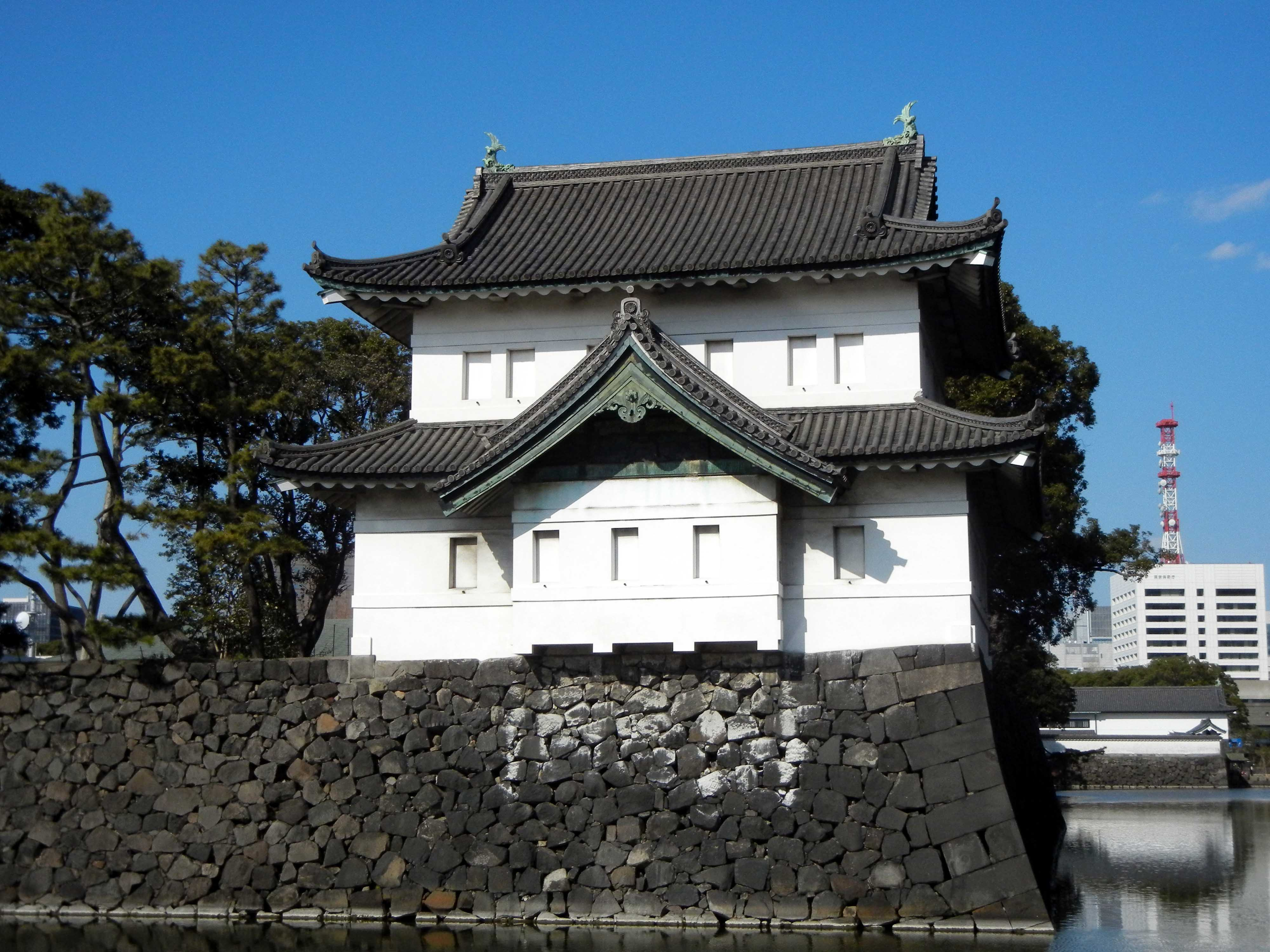
巽二重櫓

西ノ丸
伏見二重櫓、御太鼓櫓

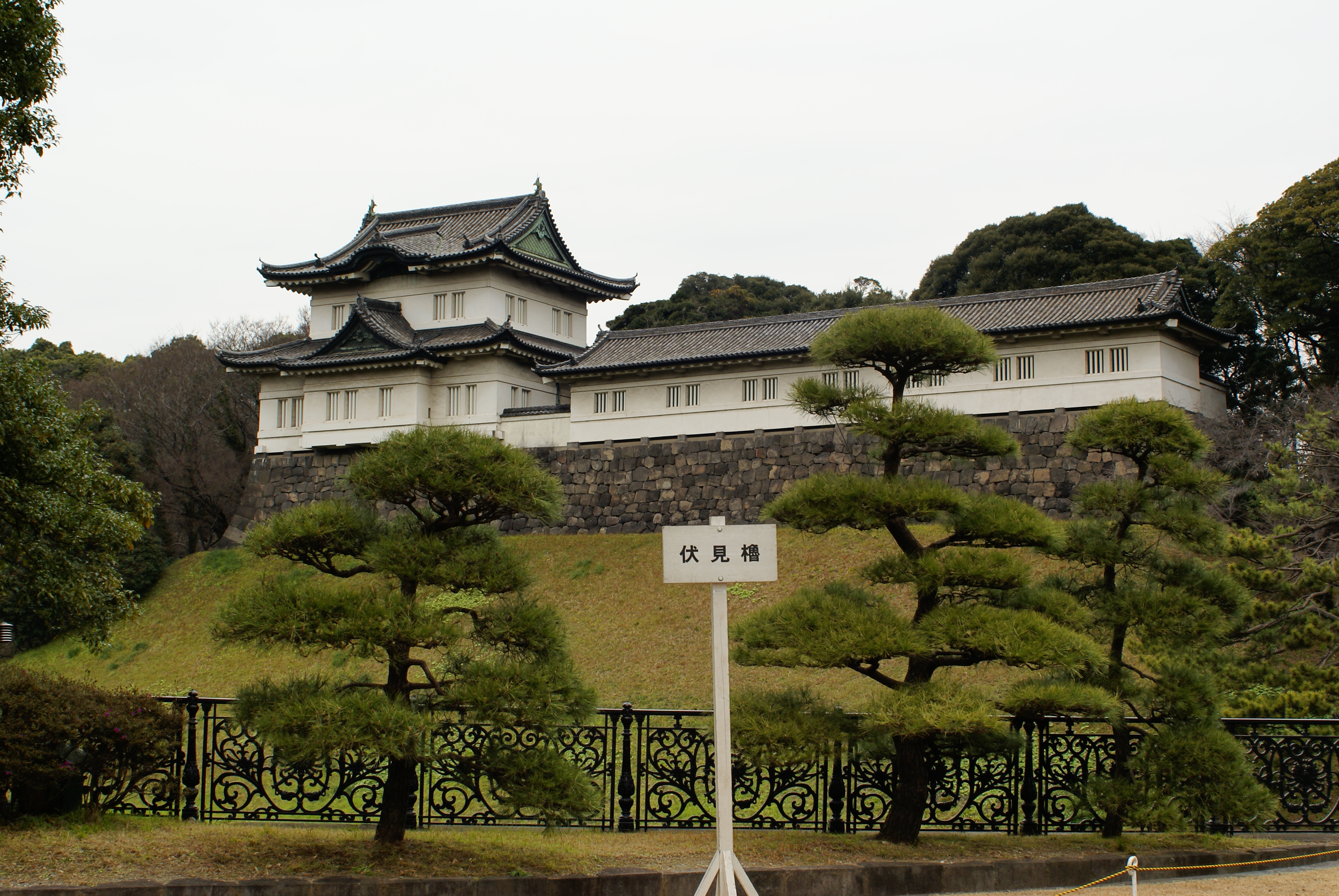
伏見二重櫓
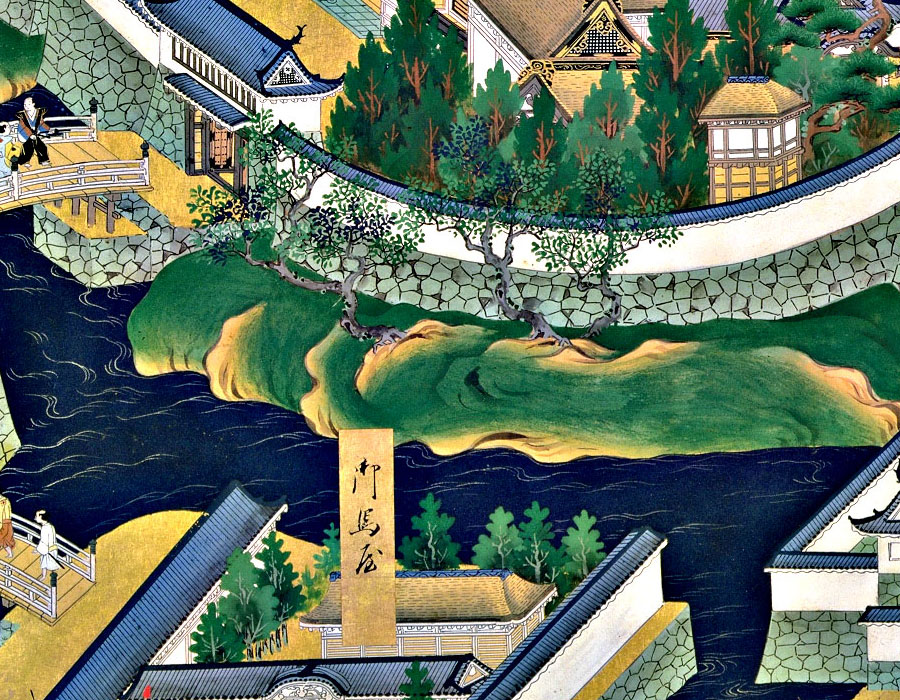
御太鼓櫓（右上の茅葺き屋根の櫓、『江戸図屏風』）

西ノ丸下
日比谷櫓、和田倉櫓

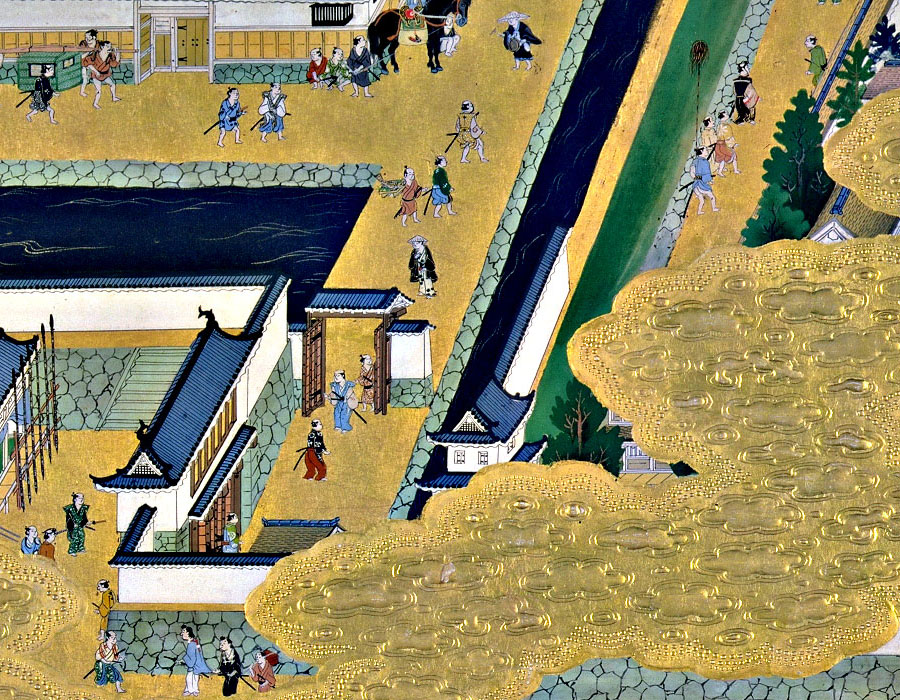
日比谷櫓（『江戸図屏風』）
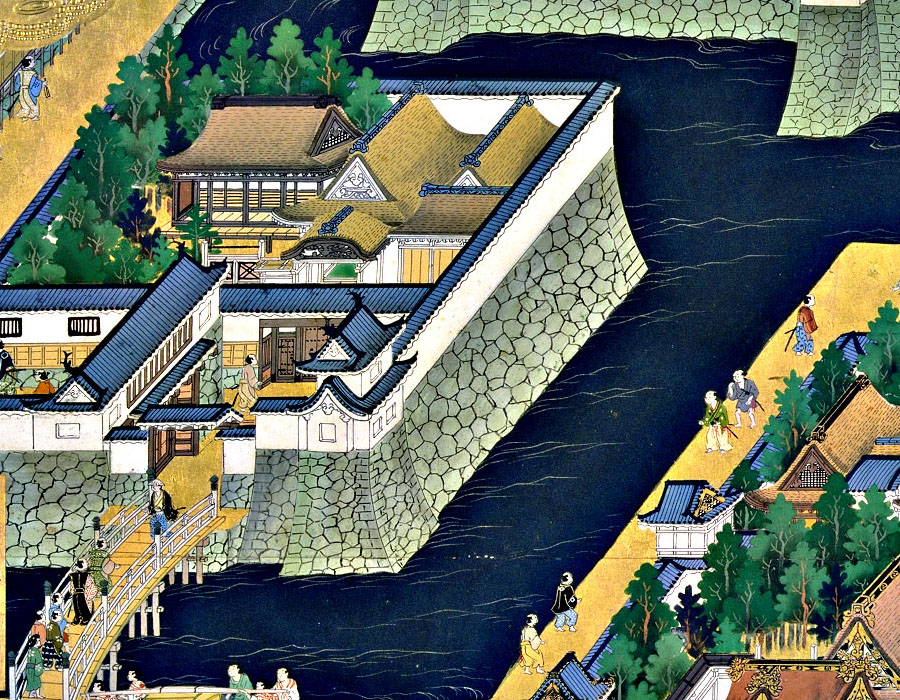
和田倉櫓（『江戸図屏風』）

### 門
外郭25棟、内郭11棟、城内87棟
虎口は、一の門である高麗門と二の門の櫓門で構成される。大坂城や名古屋城の様な枡形の三方を櫓門・多聞櫓で囲んだ型式は江戸城には少なく、完全なのが下乗門、不完全なものが北桔橋門にあるだけである。
櫓門は桁行は15間から20間、梁間が4間から5間ほどのものが建てられ、最大では、桁行25間（赤坂門・芝口見附新橋門）のものもあったが、享保9年（1724年）以降は24間×5間（下乗門）のものが最大となった。ちなみに、最小規模は4間×2間（山下門）である。
- 大手門
  - 三ノ丸大手門は、三ノ丸中央部の枡形虎口に桁行22間×梁間4間2尺の櫓門と高麗門で構成され、大手前を繋いだ。三ノ丸が屋敷地であった頃は下乗門が大手門であり、現在の大手橋は大橋と呼ばれていた。江戸時代、勅使の参向、将軍の出入り、諸侯の登城など、この門から行うのが正式であった。また、ここの警備は厳重を極め、10万石以上の譜代諸侯がその守衛に勤仕し、番侍10人（うち番頭1人、物頭1人）が常に肩衣を着て、他の平士8人は羽織袴で控え、鉄砲20挺、弓10張、長柄（槍）20筋、持筒2挺、持弓2組を備えて警戒にあたった。
  - 西ノ丸大手門は、手前の橋場に建てられた高麗門とその後方の桁行18間×梁間4間の櫓門で構成されていた。現在の皇居正門で、高麗門は現存しない。

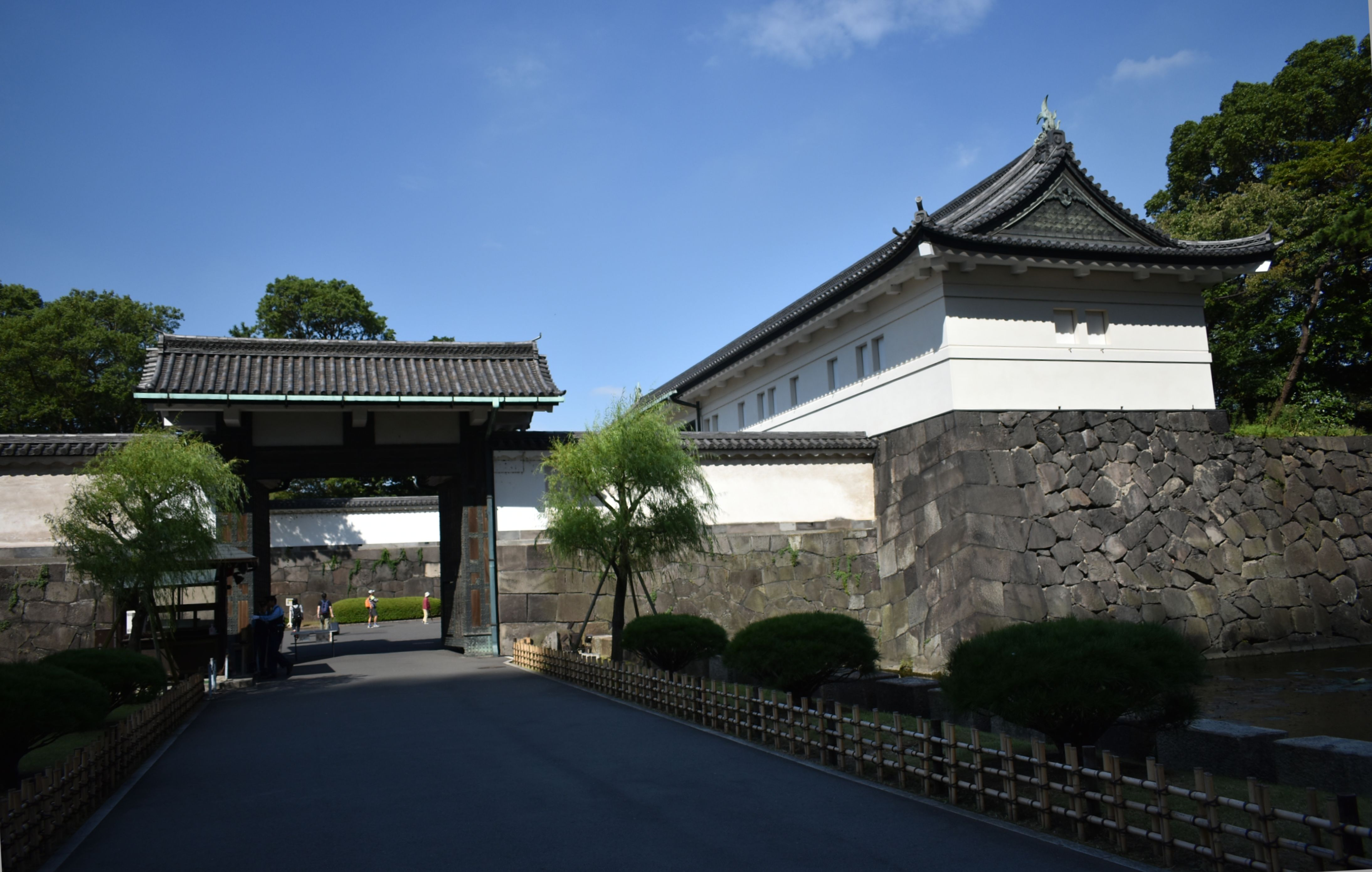
三ノ丸大手門
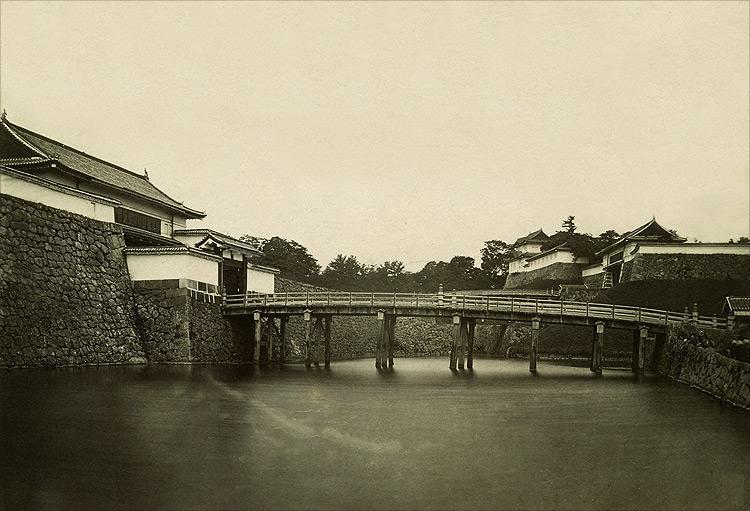
西ノ丸大手門（手前）

#### 門の一覧

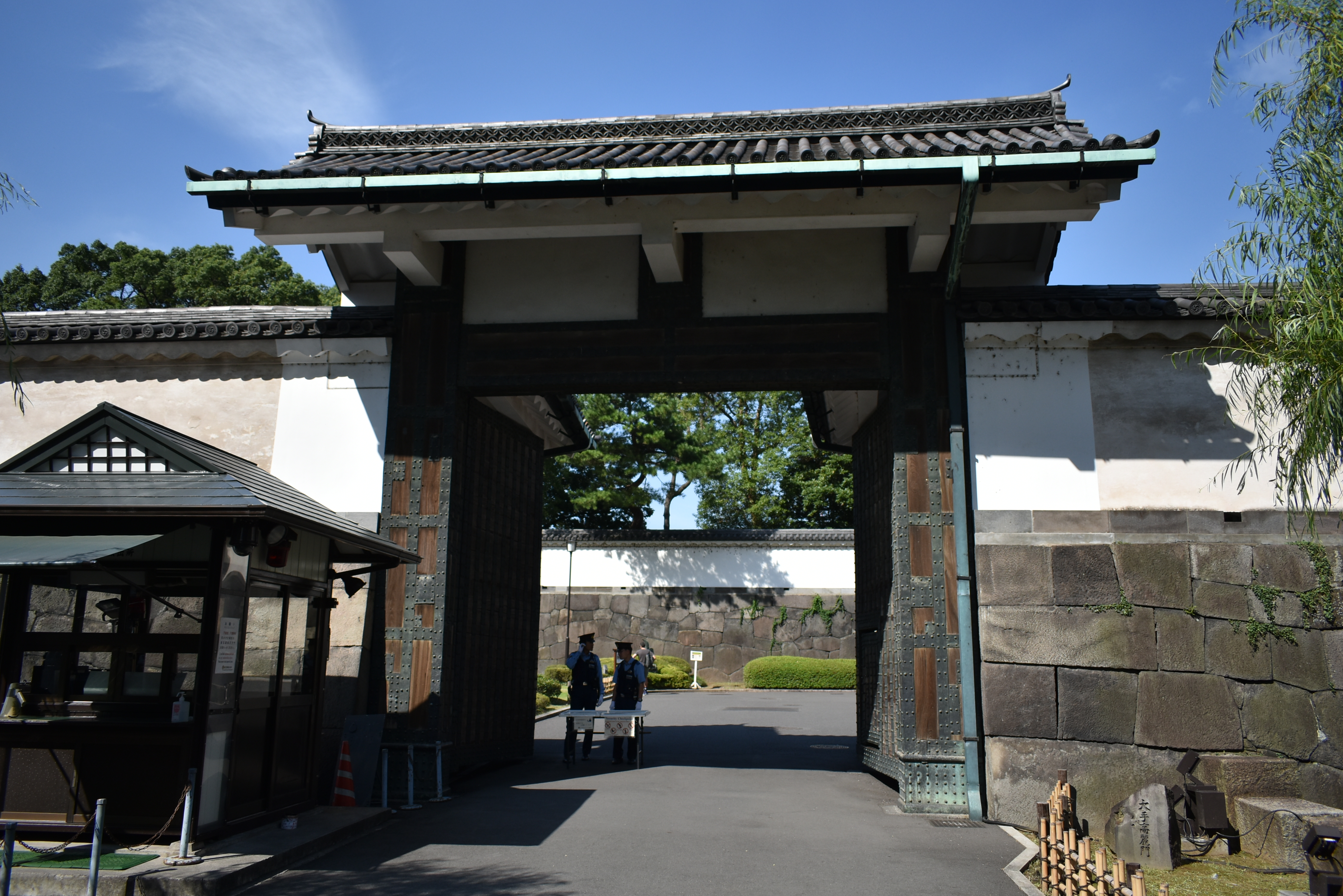
大手門
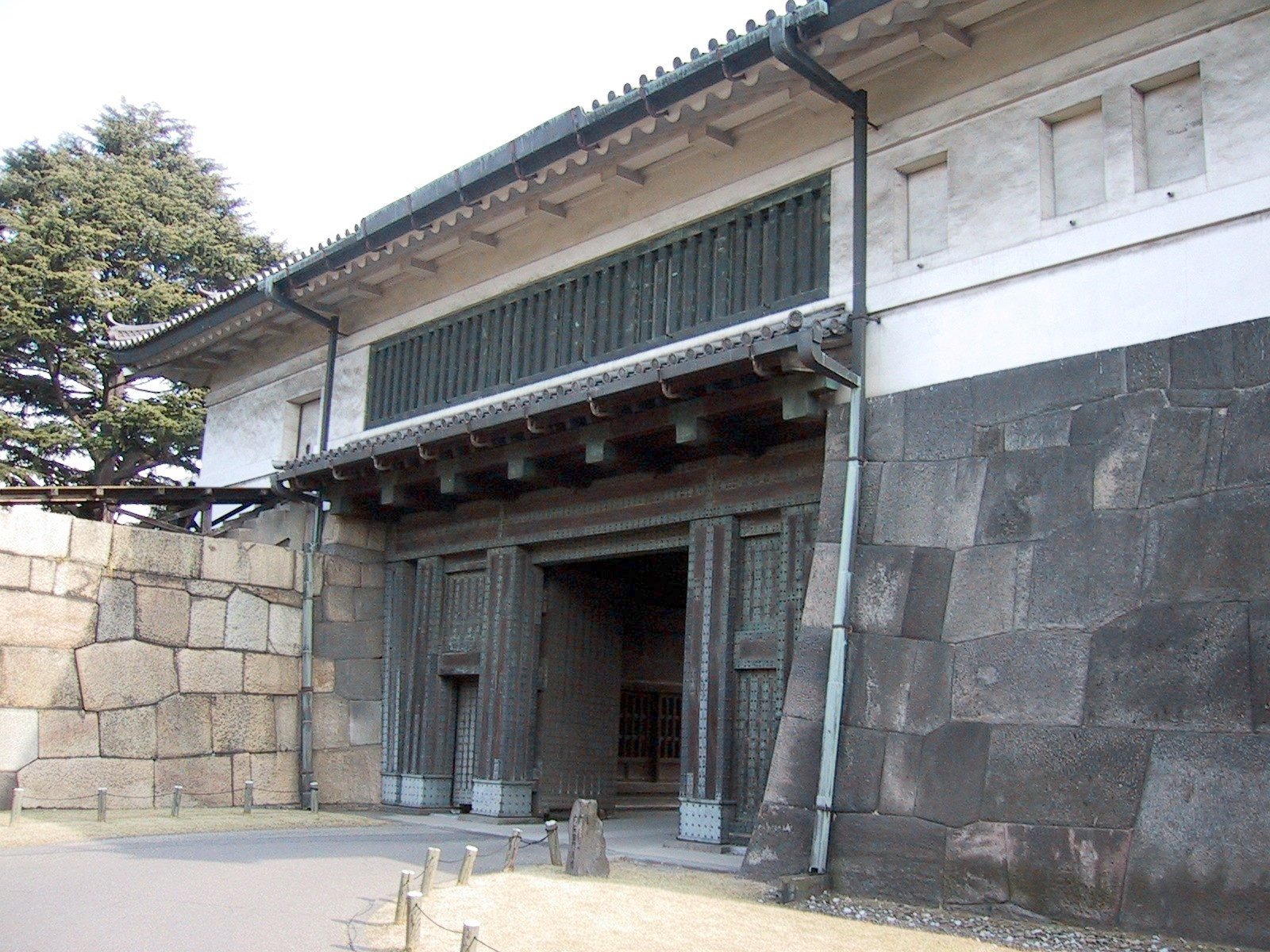
桔梗門
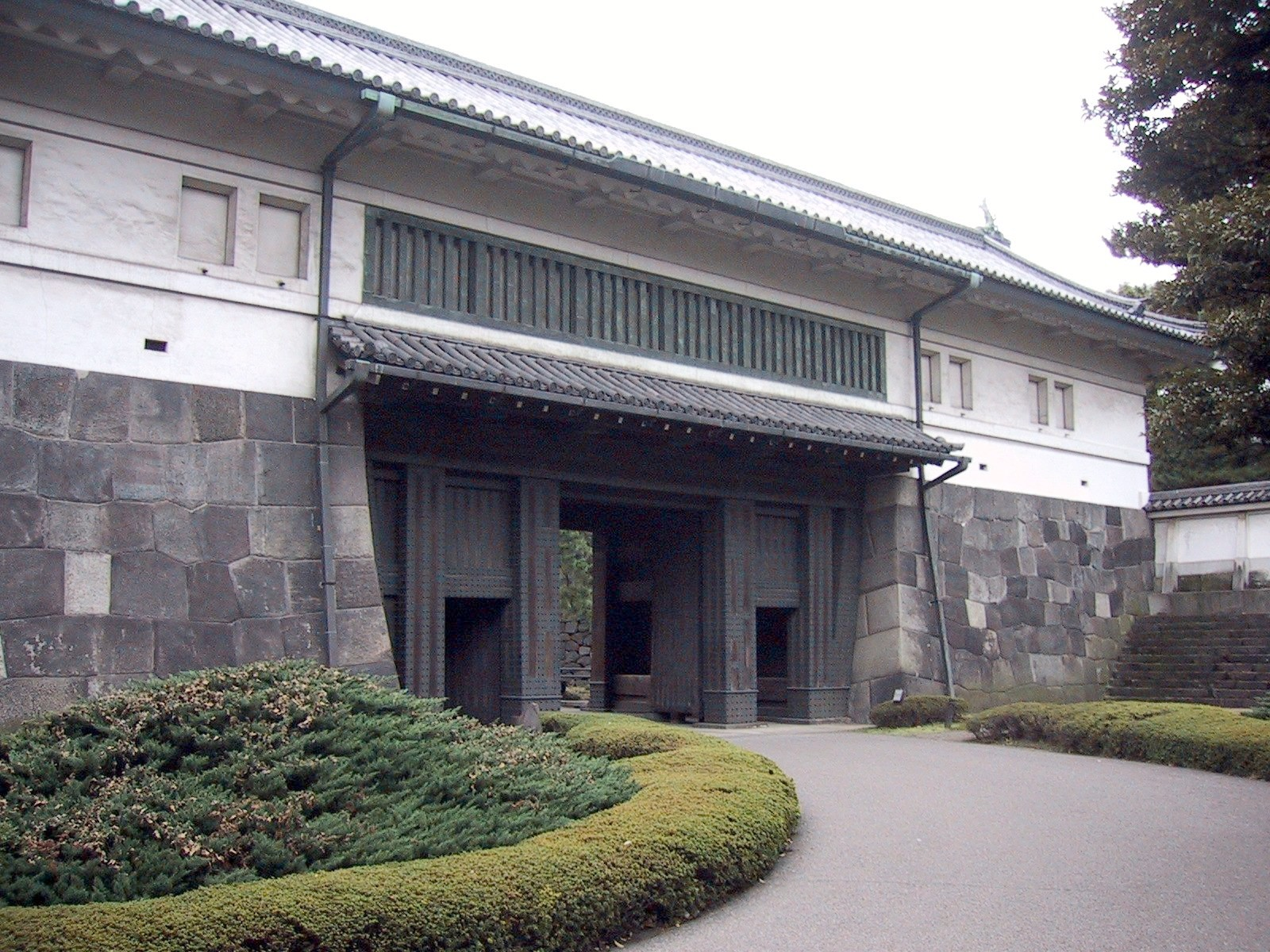
平河門

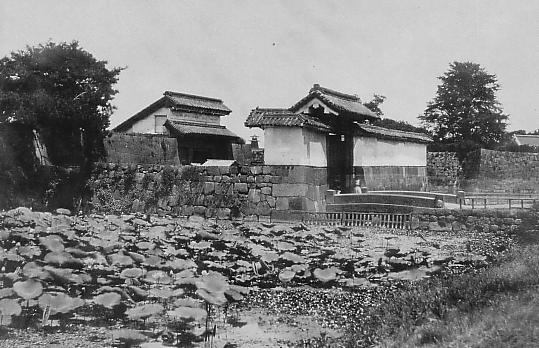
山下門
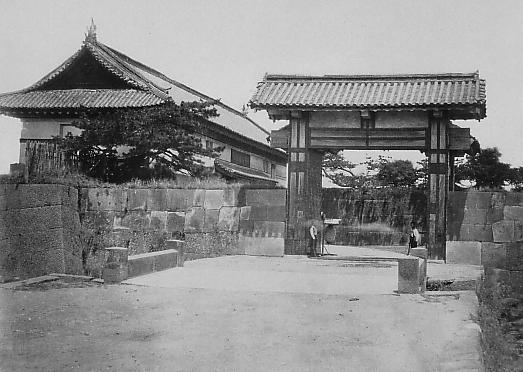
幸橋門
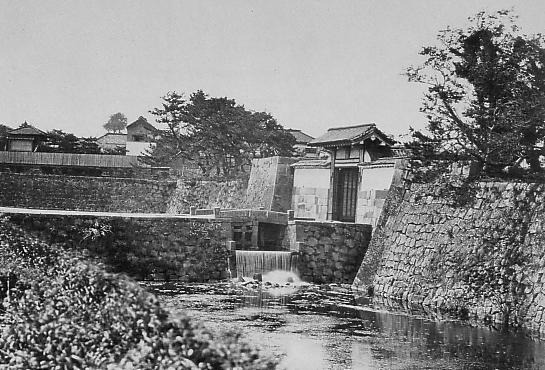
虎ノ門
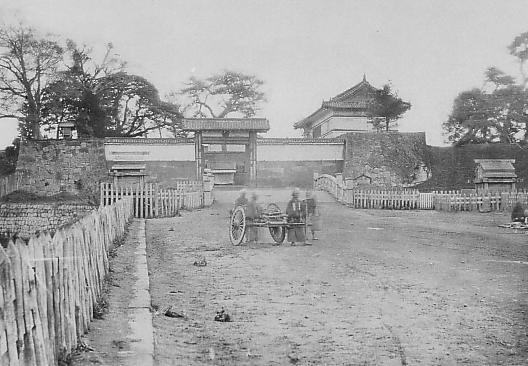
四谷門
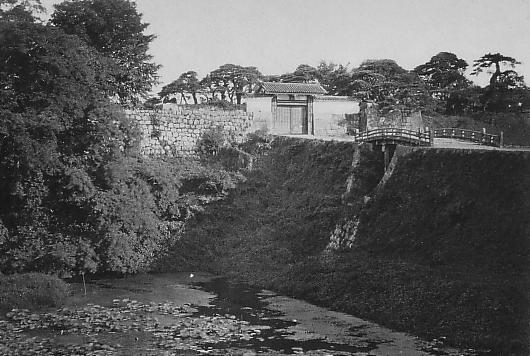
市ヶ谷門
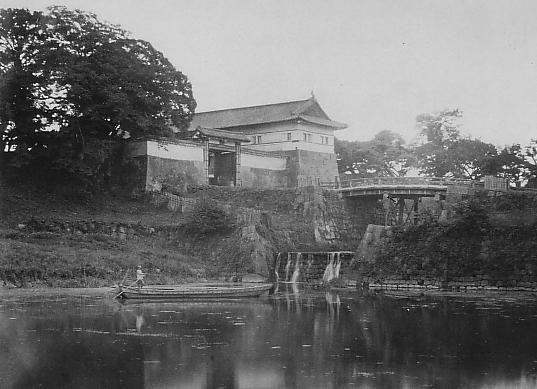
牛込門
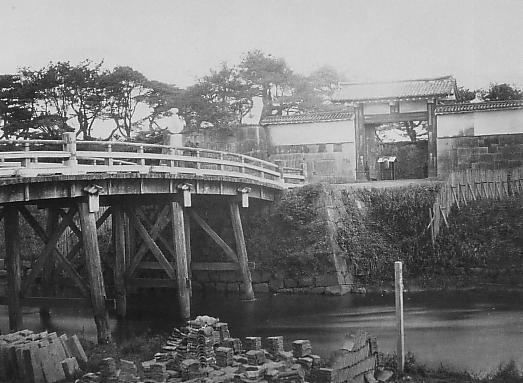
小石川門
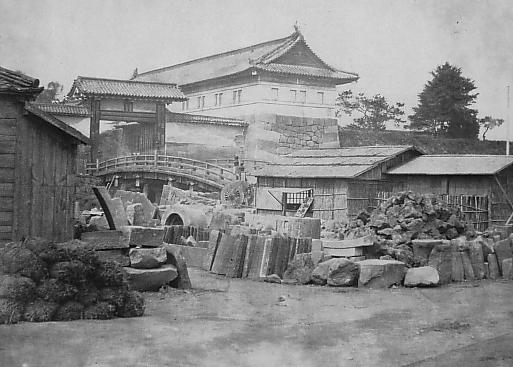
筋違橋門
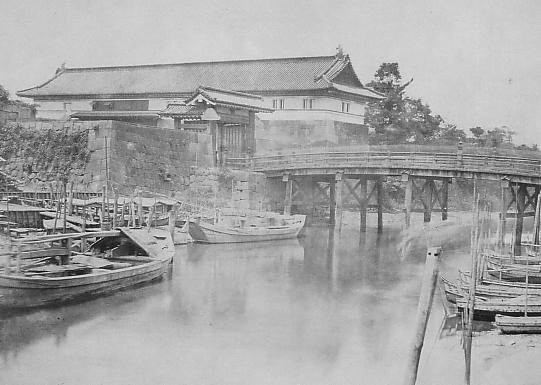
浅草橋門

本丸
中雀門（書院門、玄関前門）、上埋門、下埋門、中之門、新門、汐見坂門、上梅林門、北桔橋門、西桔橋門、柚木門

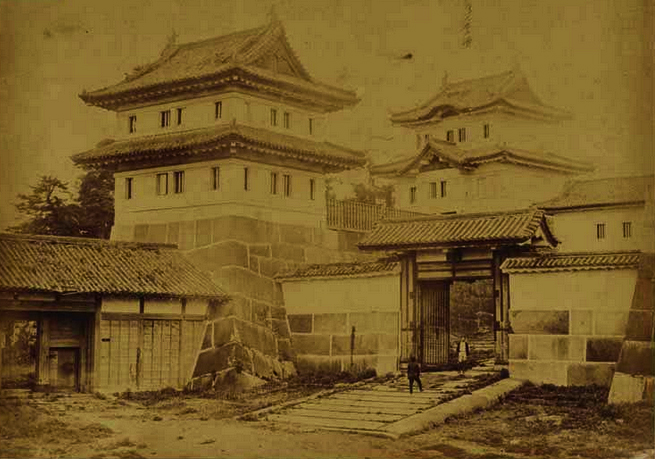
中雀門（右）、新門（左）
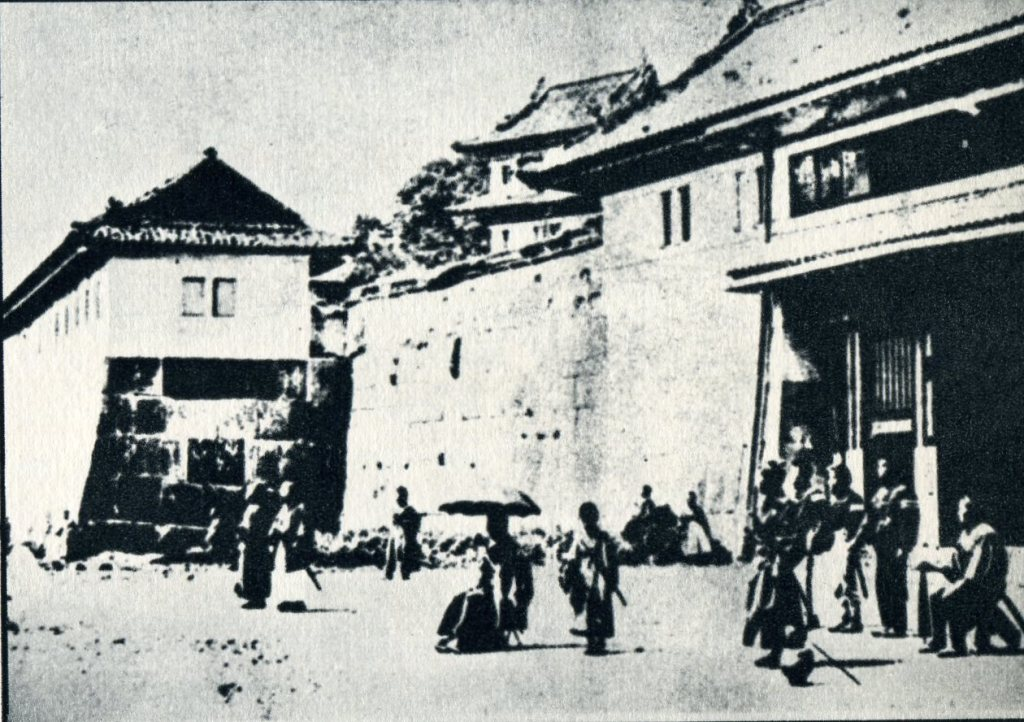
中之門
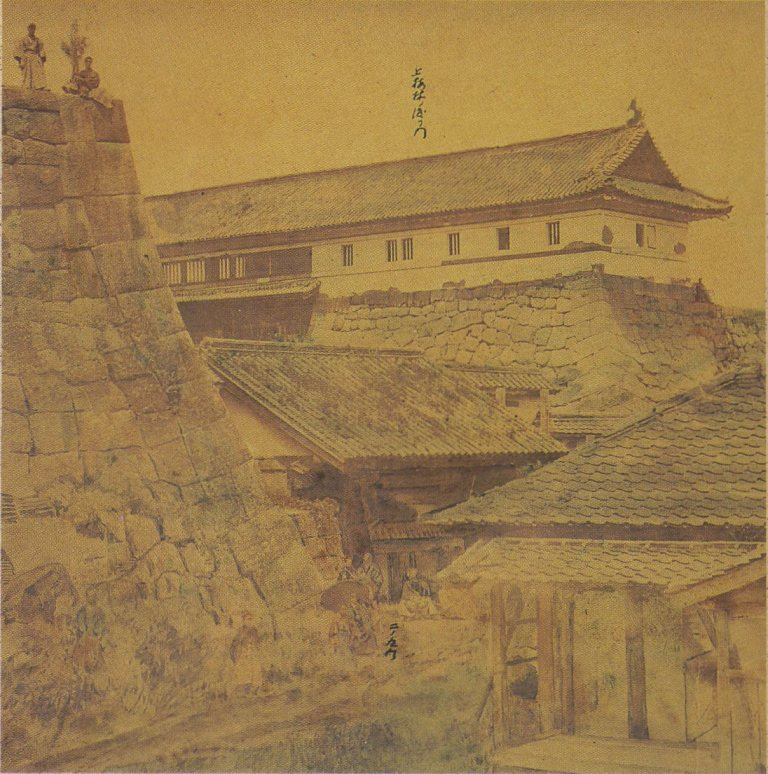
上梅林門（奥の櫓門）
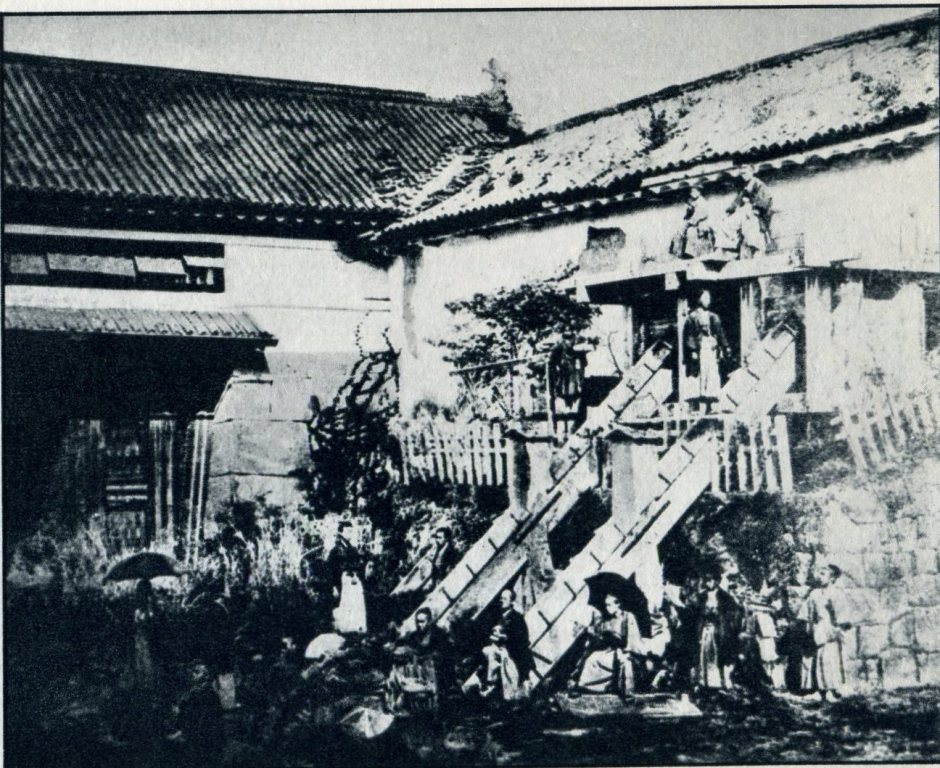
北桔橋門

二ノ丸
下乗門、銅門、下梅林門、二ノ丸喰違門、蓮池門、寺沢門

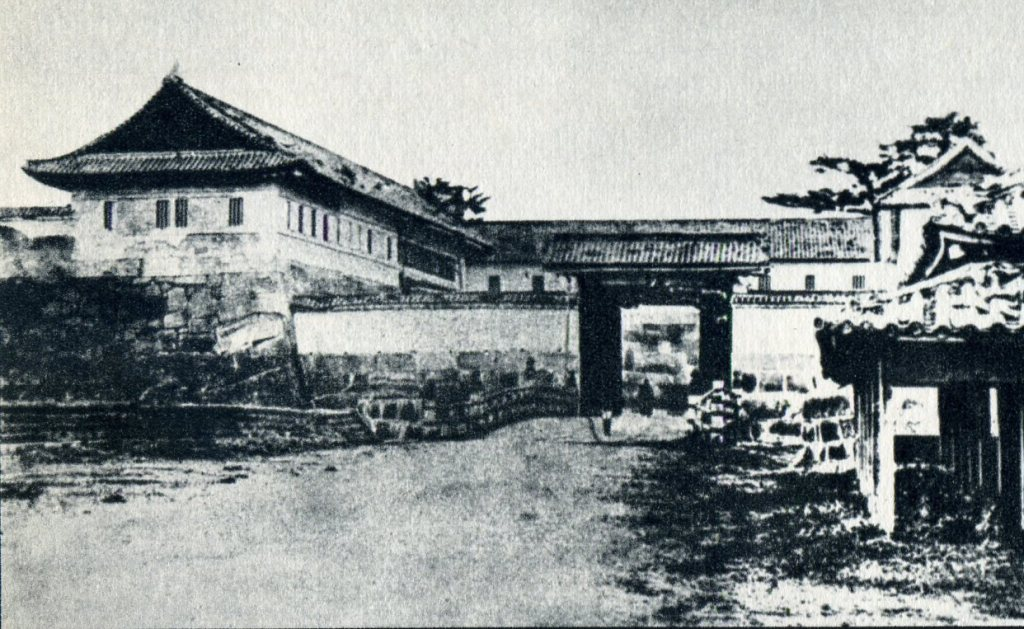
下乗門
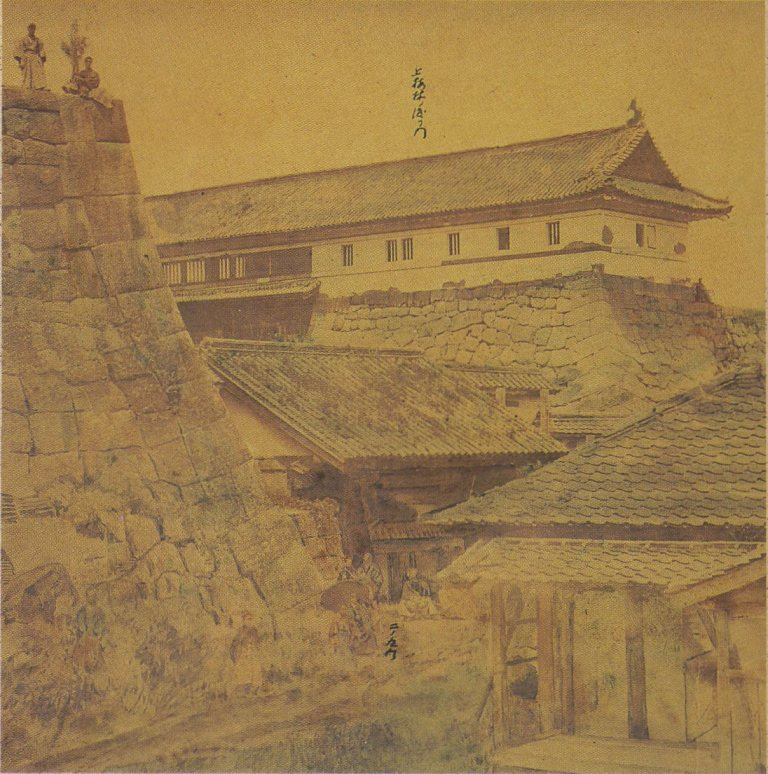
二ノ丸喰違門（手前の薬医門）
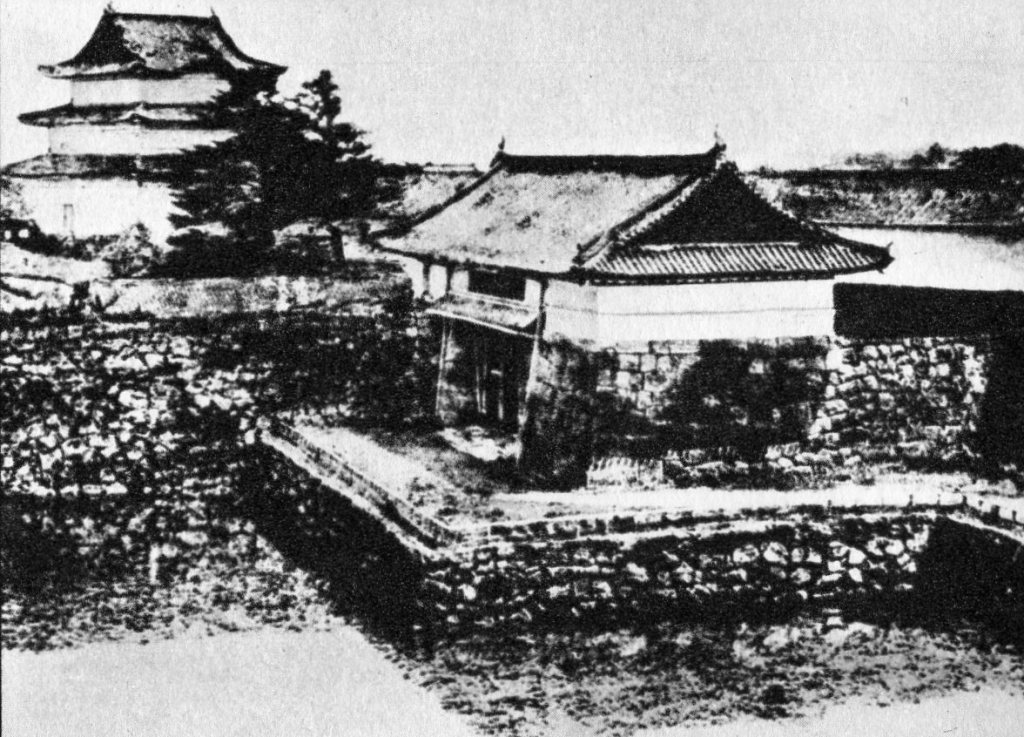
蓮池門
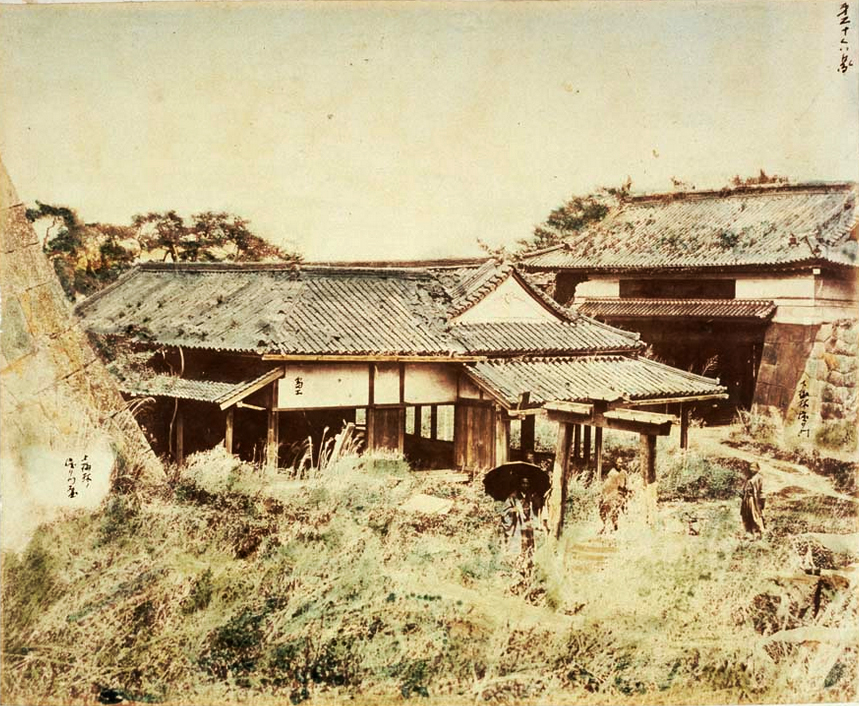
下梅林門（右奥の櫓門、手前は番所）

三ノ丸
大手門、桔梗門、平河門、不浄門（帯郭門）、三ノ丸喰違門
- 大手門
- 桔梗門
- 平河門

西ノ丸
坂下門、西丸大手門、西丸中仕切門、西丸書院前門（西丸玄関前門、二重橋）、西丸裏門、大田門、山里門、吹上門、紅葉山下門

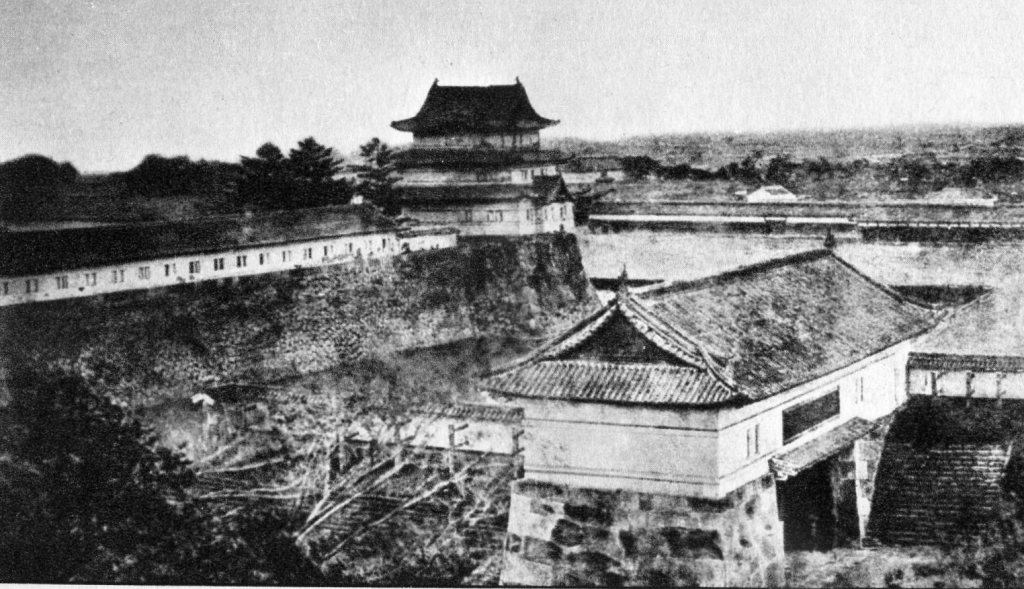
坂下門（現在の門は90度位置が変わっている）
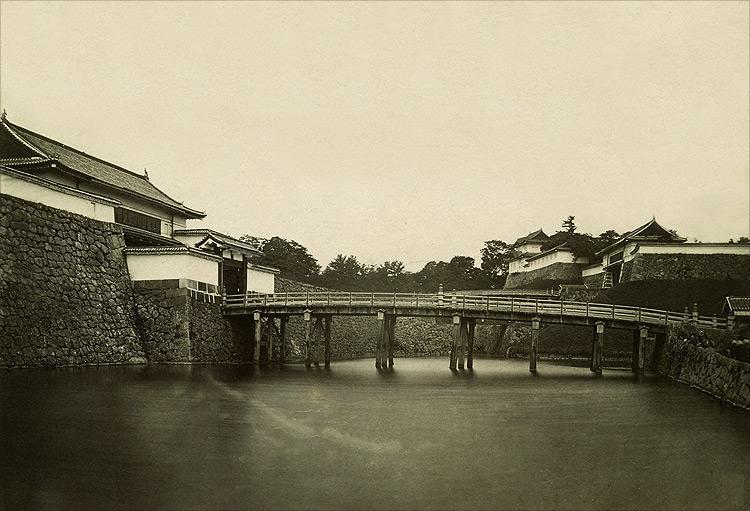
西丸大手門（手前）、西丸書院前門（奥）
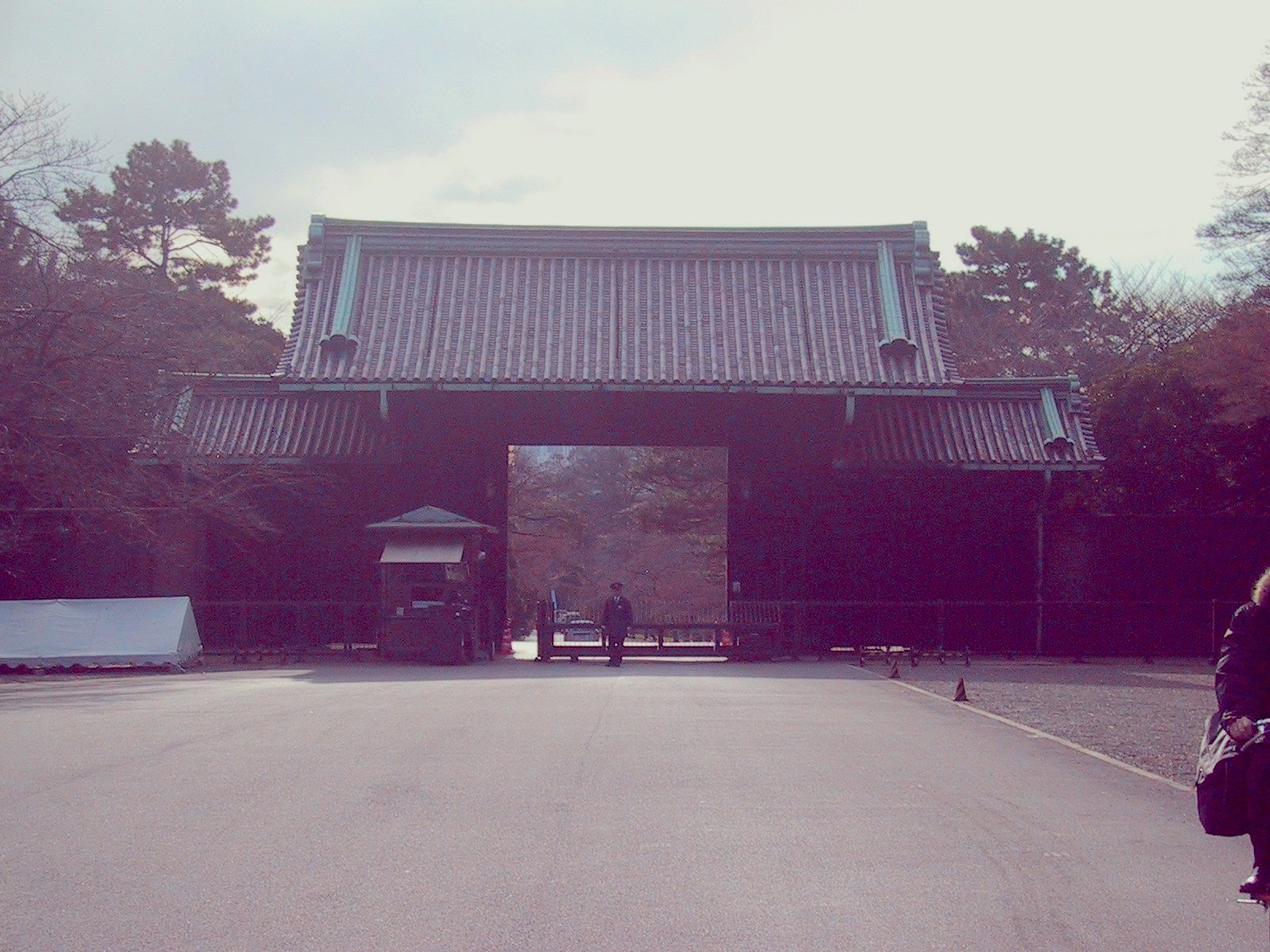
西丸裏門（現在は移転して乾門）

内曲輪
竹橋門、和田倉門、馬場先門、日比谷門、桜田門、半蔵門、田安門、清水門、雉子橋門、一ツ橋門、神田橋門、常盤橋門、呉服橋門、鍛冶橋門、数寄屋橋門

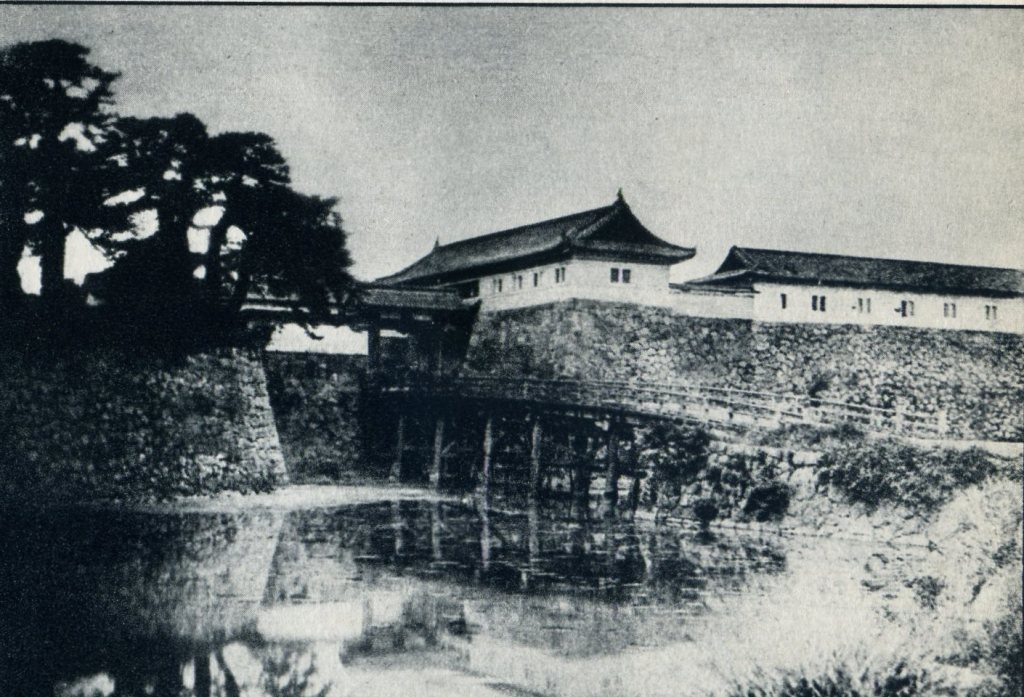
竹橋門
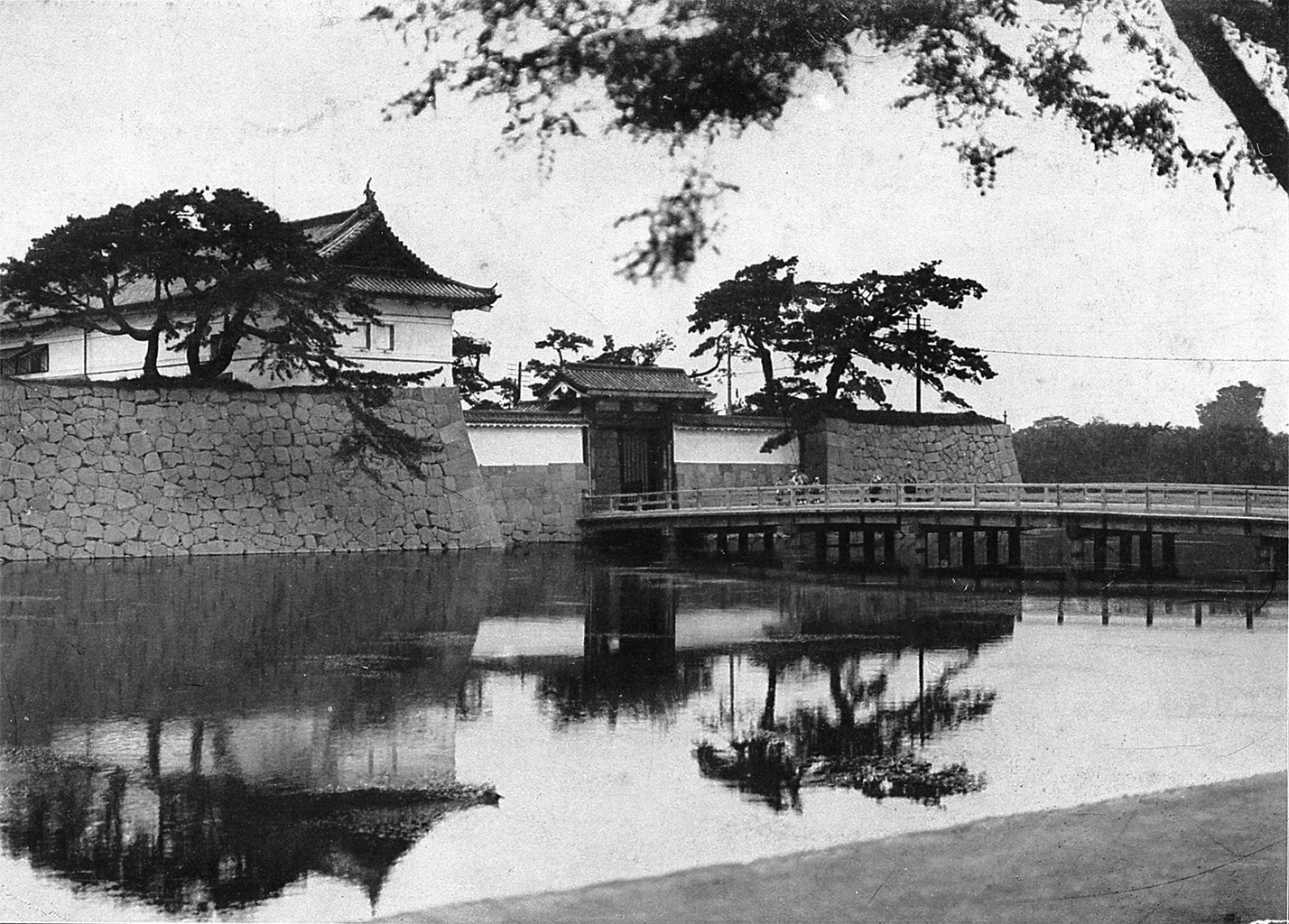
和田倉門
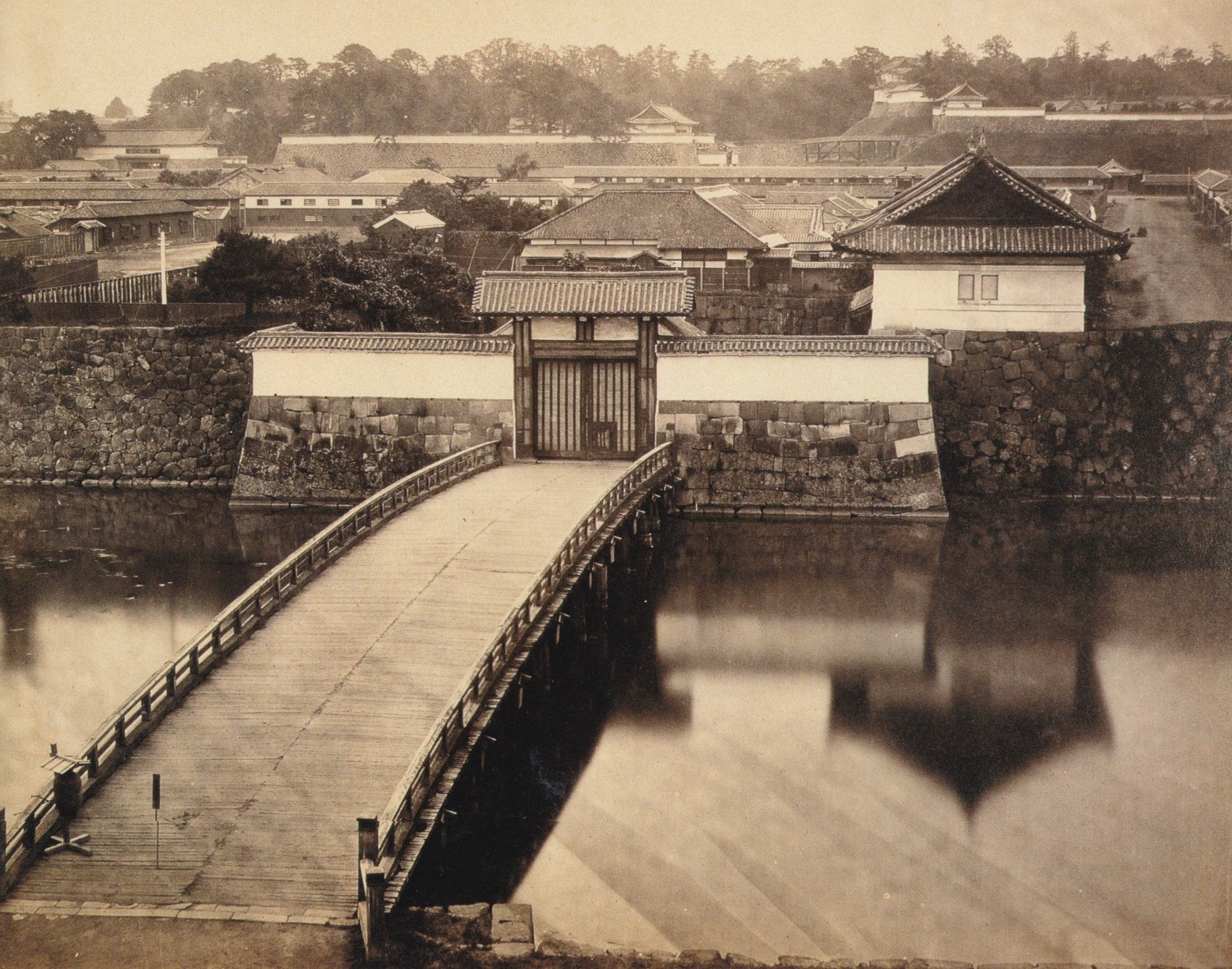
馬場先門
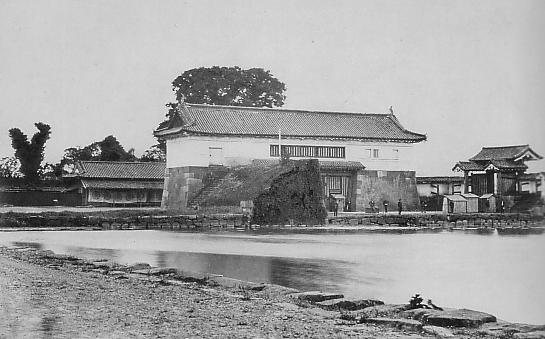
日比谷門
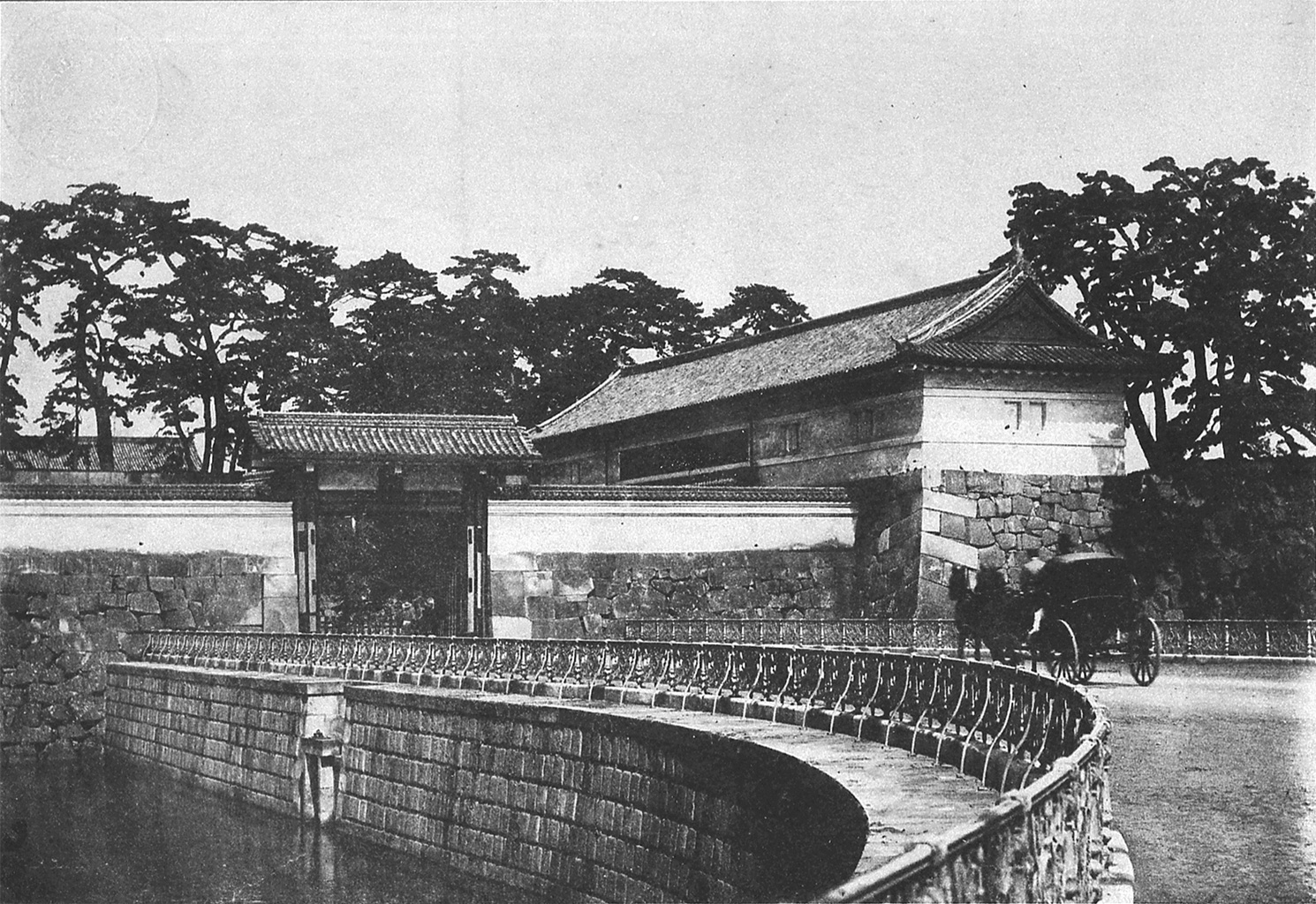
桜田門
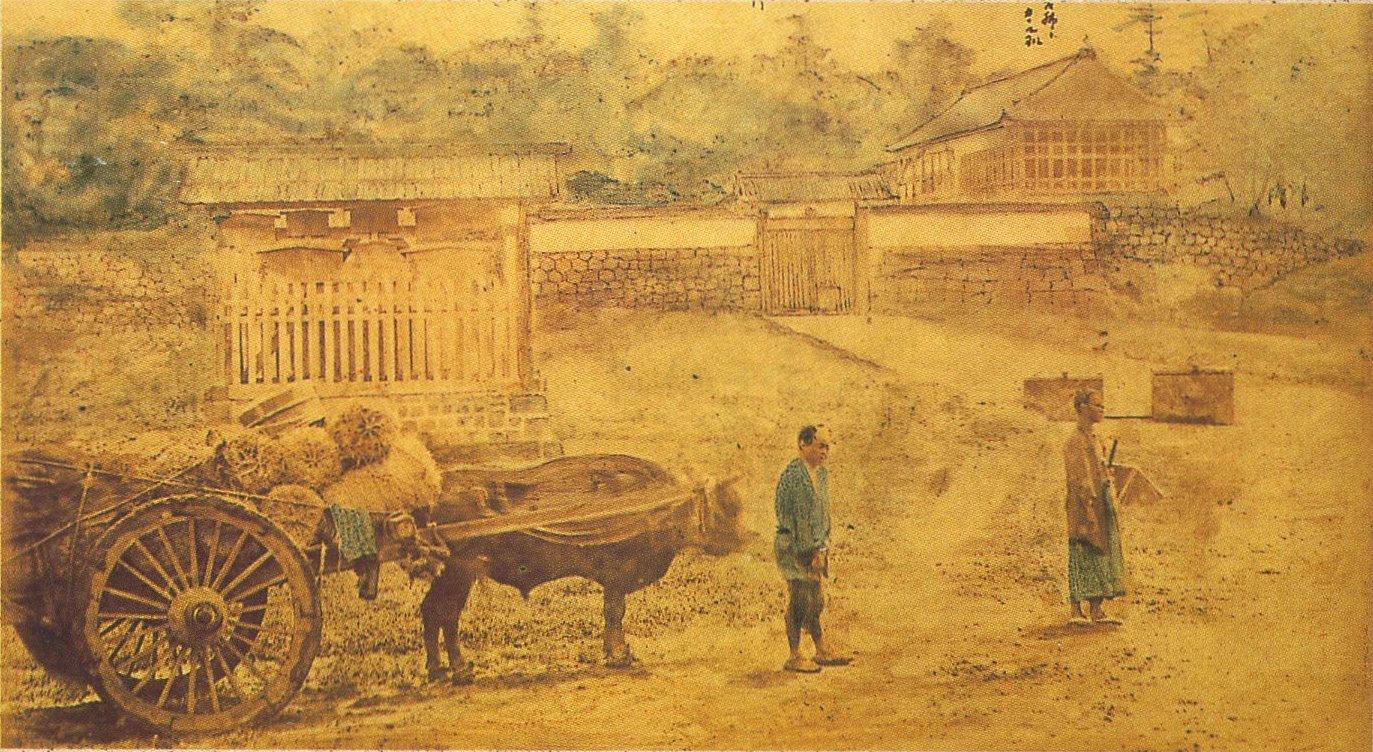
半蔵門
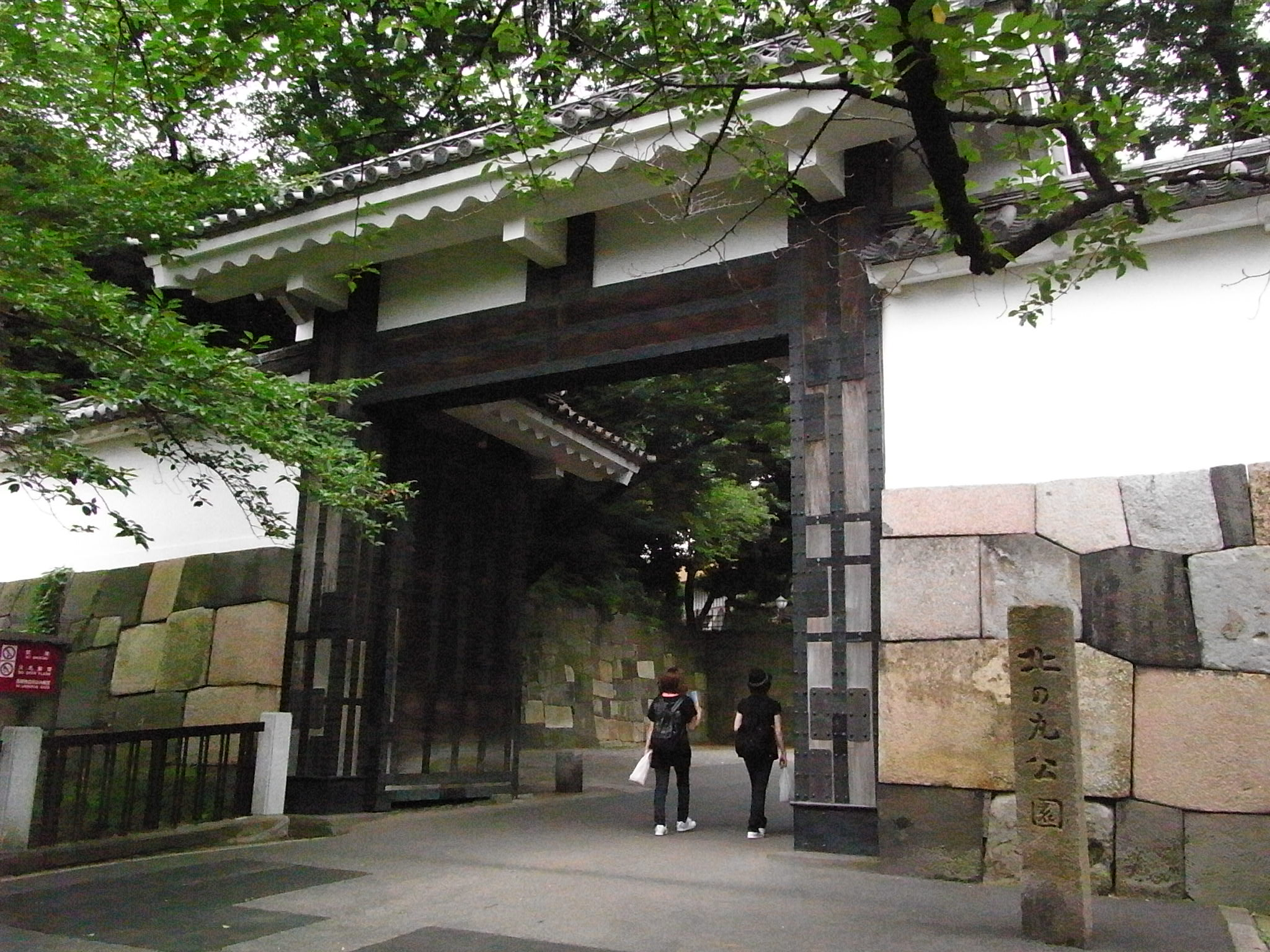
田安門（2009年7月13日撮影）
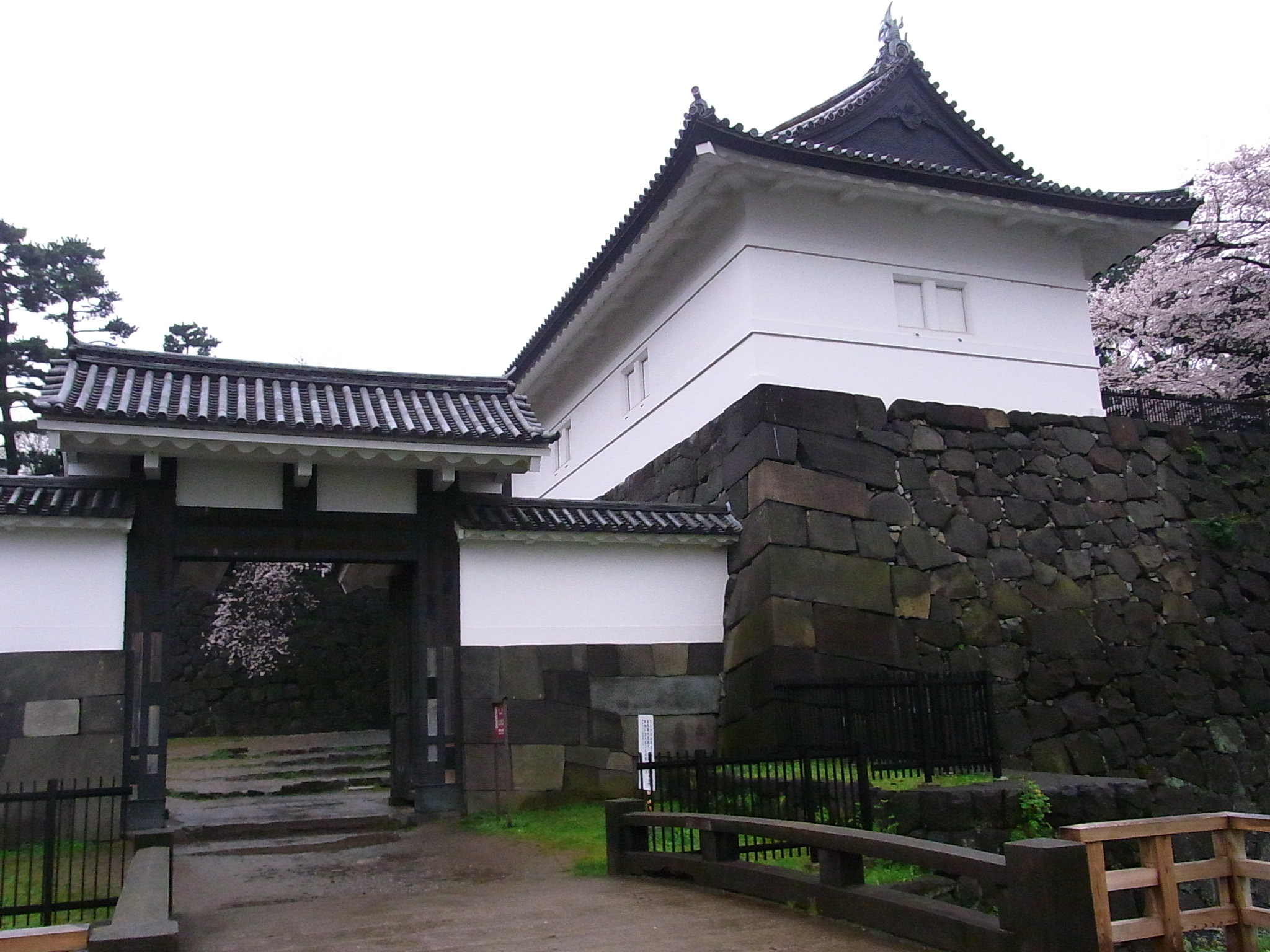
清水門（2010年4月5日撮影）
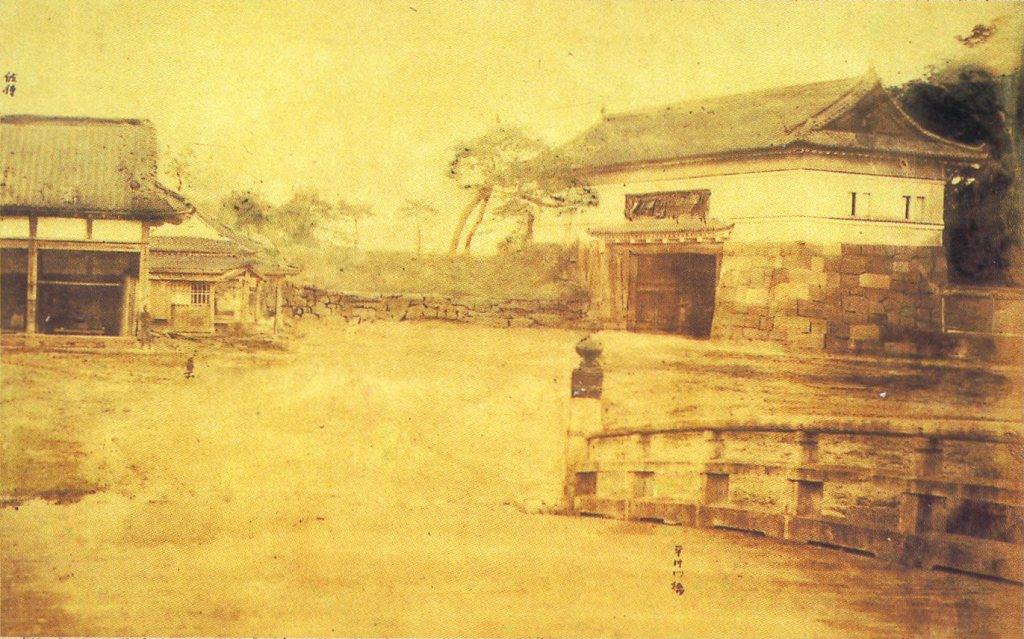
一ツ橋門
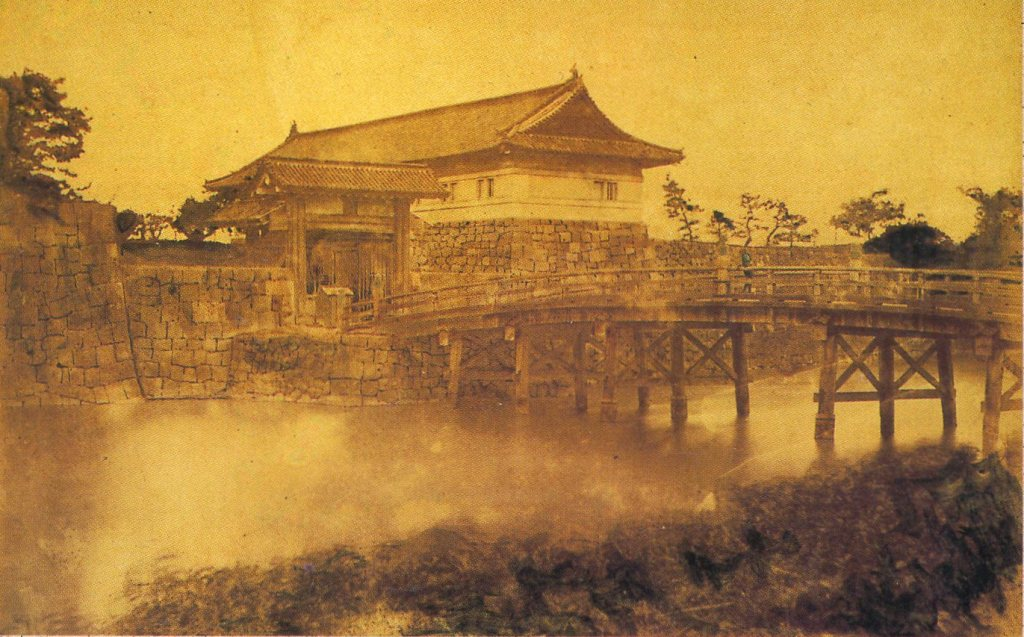
常盤橋門
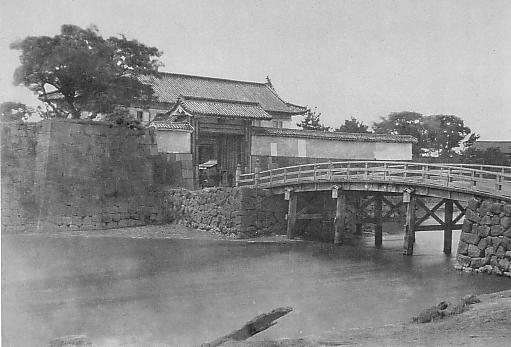
呉服橋門
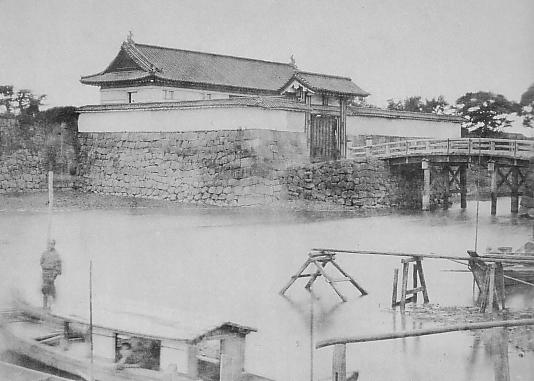
鍛冶橋門
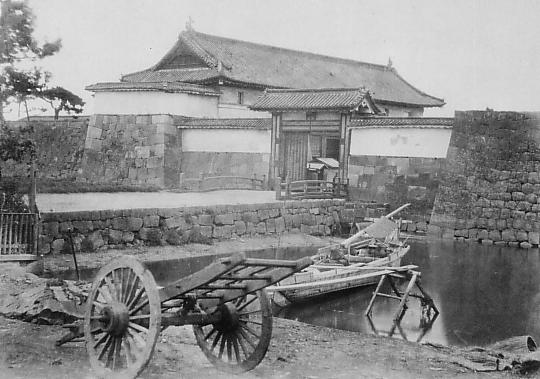
数寄屋橋門

外曲輪
山下門、芝口見附、幸橋門、虎ノ門、赤坂門、喰違見附、四谷門、市ヶ谷門、牛込門、小石川門、筋違橋門、浅草橋門、浜大手門
- 山下門
- 幸橋門
- 虎ノ門
- 四谷門
- 市ヶ谷門
- 牛込門
- 小石川門
- 筋違橋門
- 浅草橋門

### 番所
江戸城には警備要員の詰所として多くの番所があったが、現在残るのは下の三棟のみである。大番所は中之門の奥に、百人番所と同心番所は下乗門の奥と外にあり、それぞれの門を守っていた。

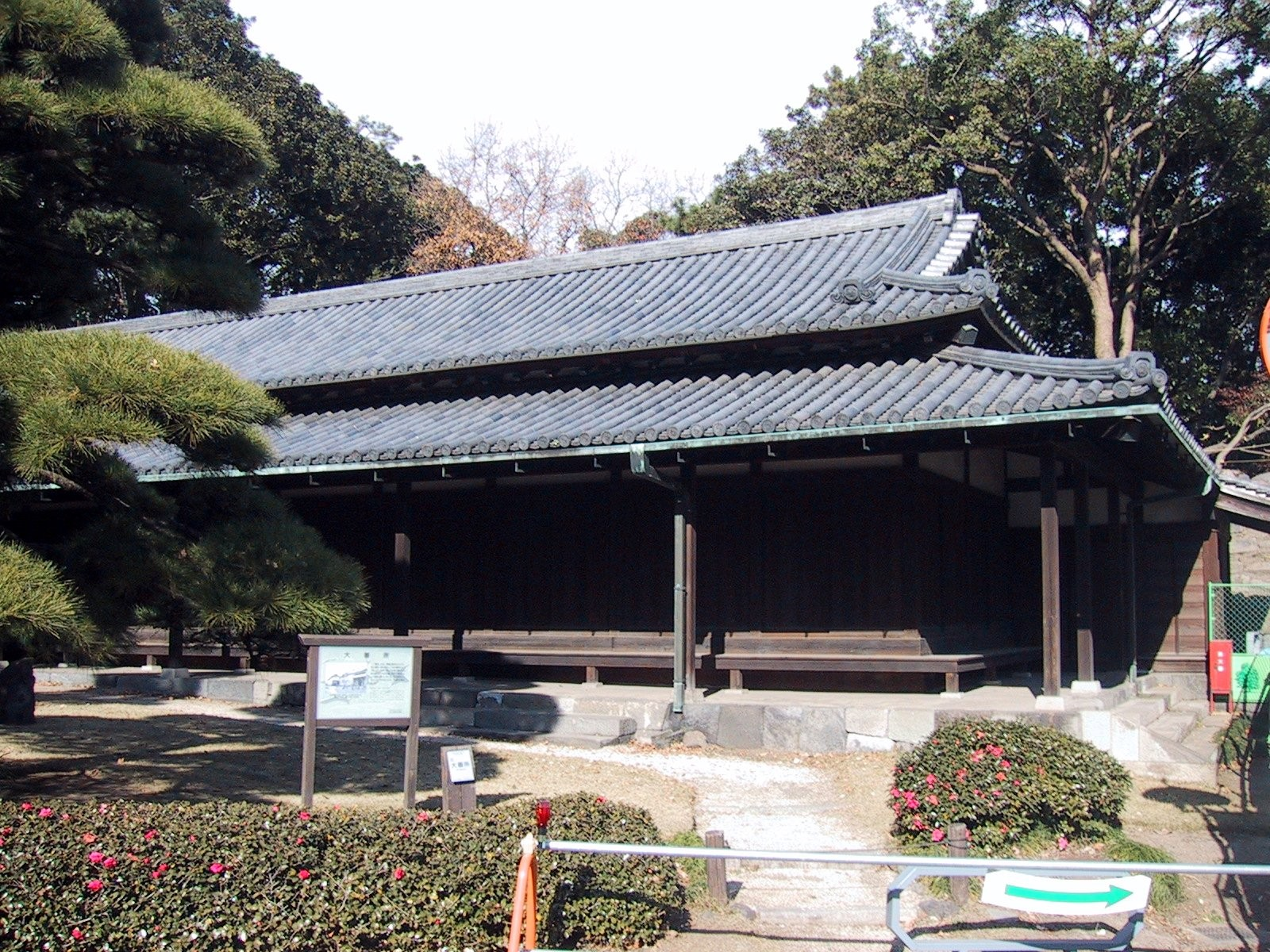
大番所
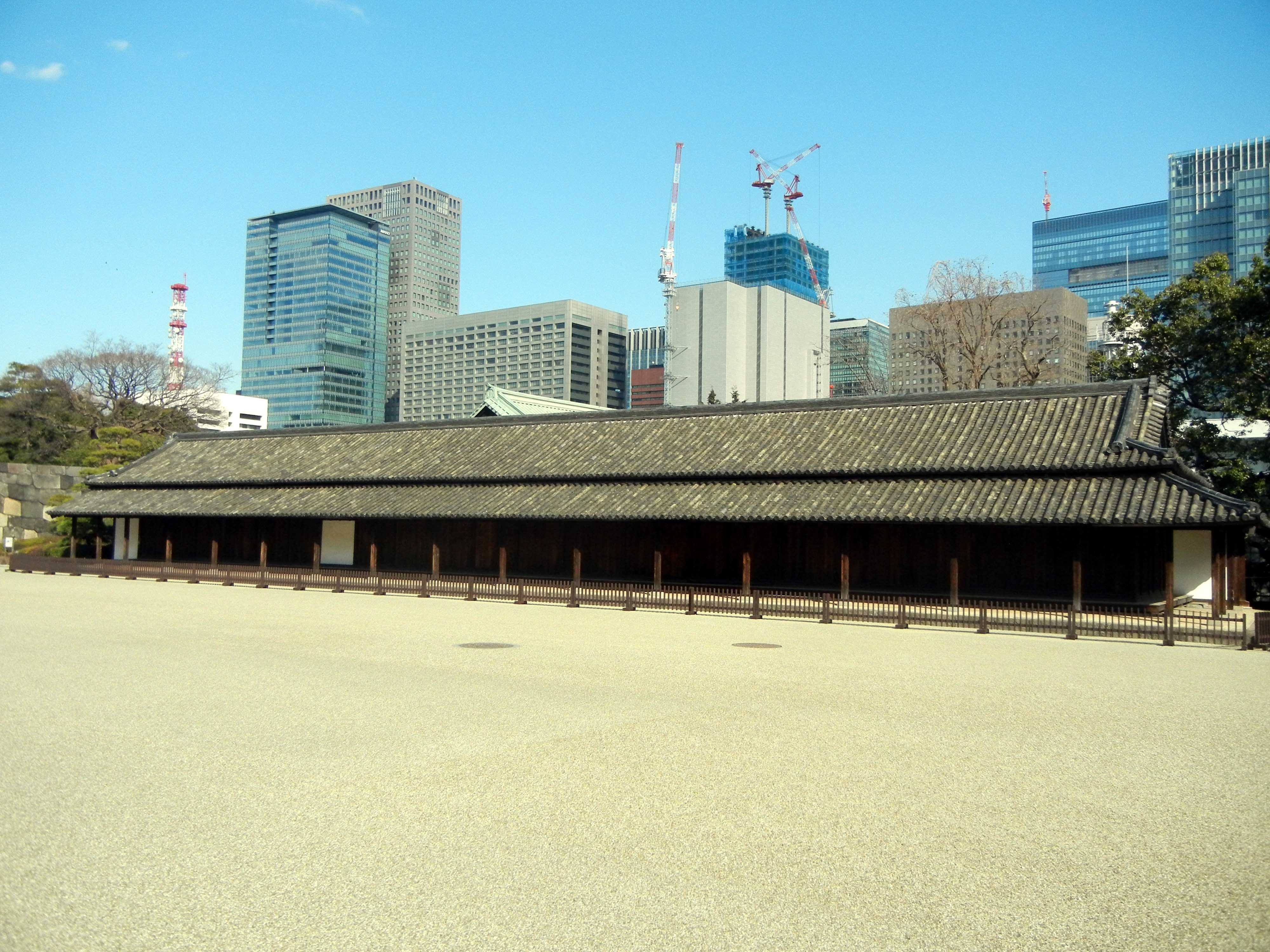
百人番所
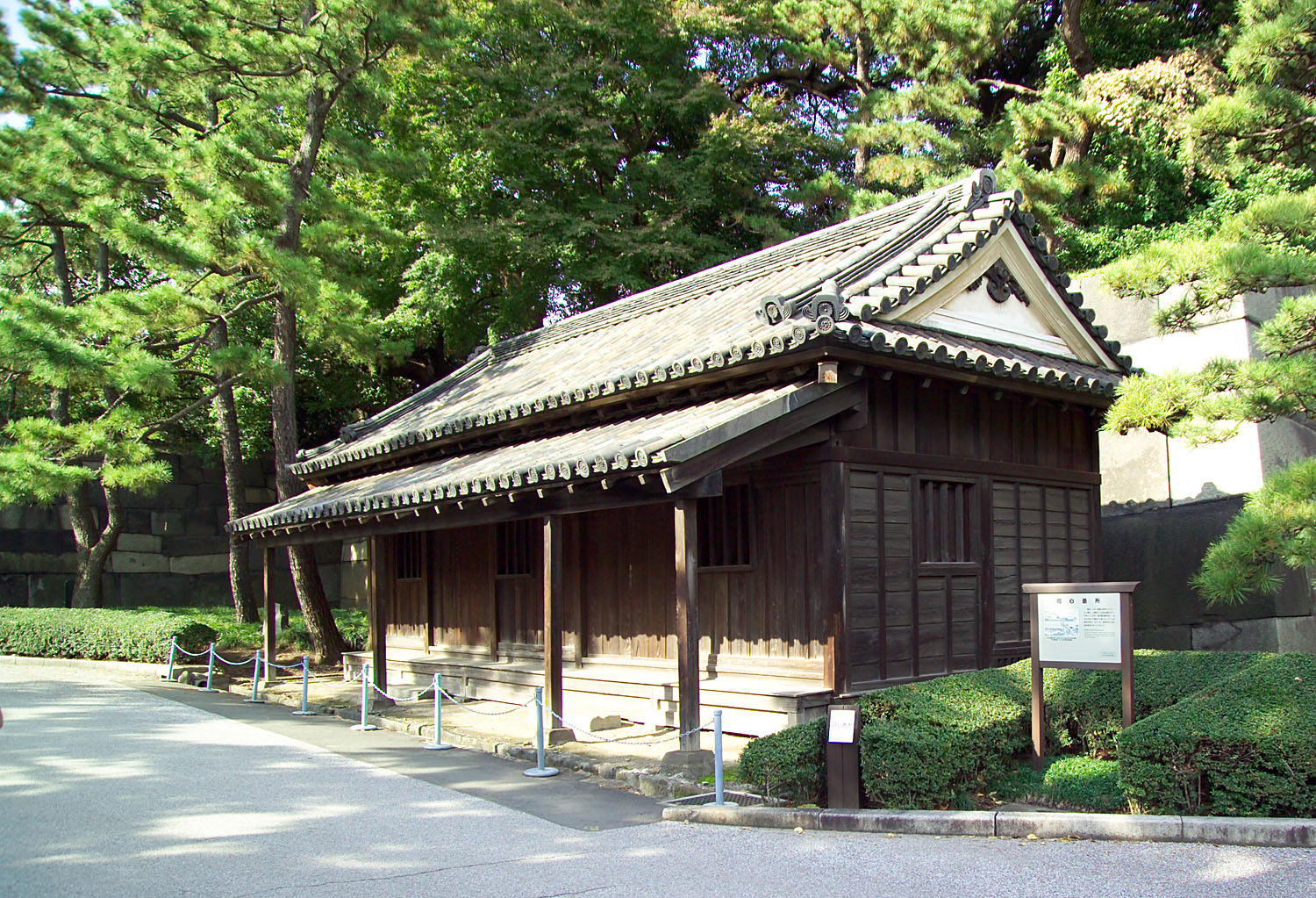
同心番所

## 遺構

### 現存遺構
- 1956年（昭和31年）3月26日 外堀跡が「江戸城外堀跡」として国の史跡に指定。
- 1960年（昭和35年）5月20日、「江戸城跡」として国の特別史跡に指定された。

現在、桜田門、田安門、清水門（以上は、国の重要文化財に指定されている）が遺構として現存している。
- 関東大震災で倒壊後、最初は内部はコンクリート造り、後に木造で復元された富士見櫓、伏見櫓・多聞櫓、桜田巽櫓や、同心番所、百人番所、大番所なども宮内庁管理のため、重要文化財などには指定されていないが現存する。

### 他の遺構
- 川越の喜多院には3代将軍家光誕生の間とされる江戸城の江戸期移築建物が、氷川神社には二ノ丸にあった東照宮社殿が残る。移築建物と川越城御殿の二つの御殿が見られる。
- 近年[いつ?]、都市再開発の動きに伴い、丸の内や、霞が関の文部科学省で外堀の石垣が地中より発掘された。
- 1910年（明治43年）に蓮池御門を名古屋城正門として移築したが、1945年（昭和20年）の名古屋大空襲で焼失し、後に復元された。

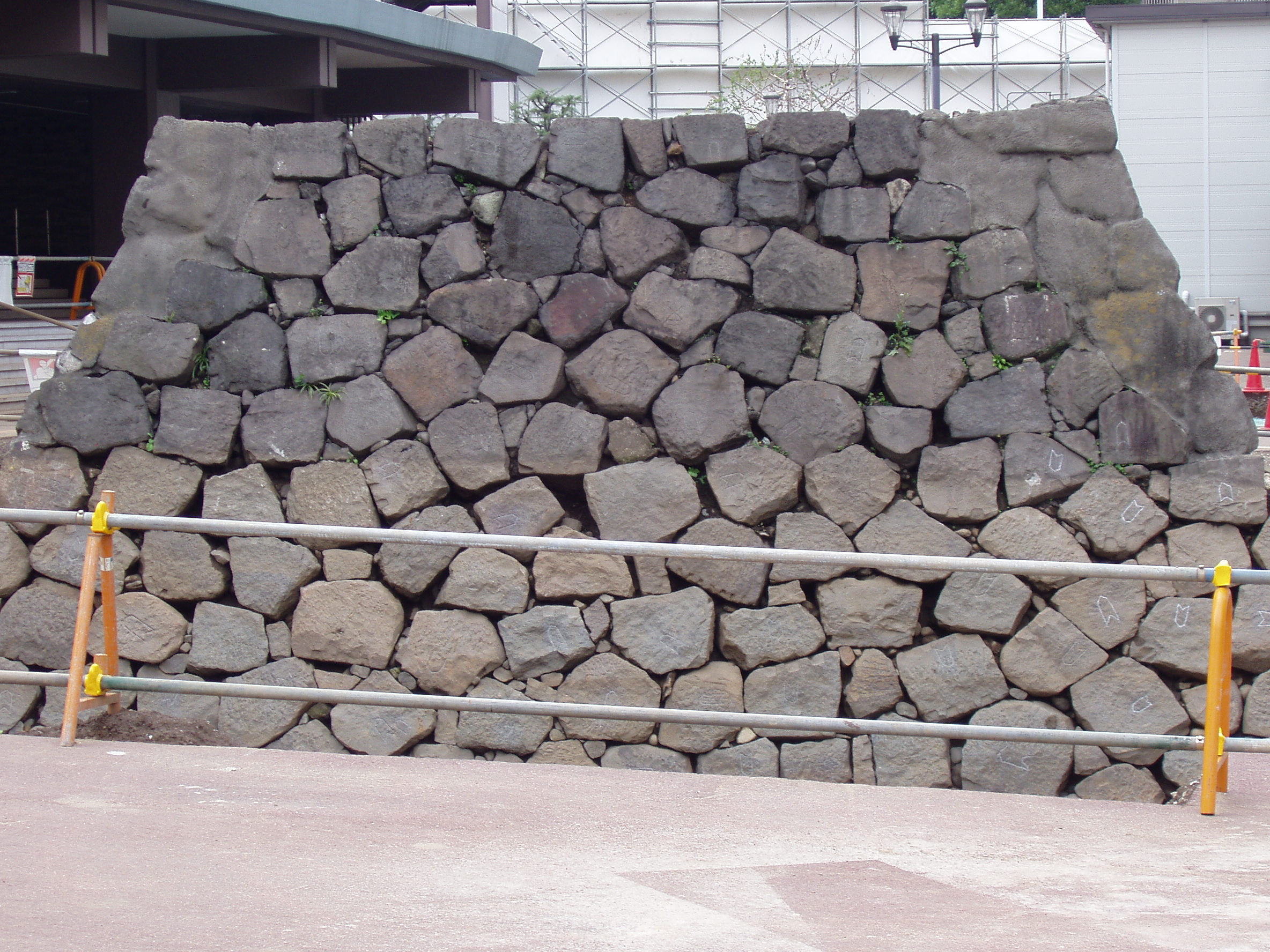
文部科学省構内から発見された江戸城外堀跡の石垣（2004年6月13日撮影）

### 復元
- 1964年（昭和39年） 北ノ丸の清水門・田安門の上部が復元された。
- 東京大空襲によって焼失した大手門が、1967年（昭和42年）に復元された。
- 1968年（昭和43年） 二ノ丸跡を小堀遠州の回遊式庭園に復元し、諏訪の茶屋を吹上御苑より移築した。
- 江戸城障壁画下絵（狩野晴川院筆、東京国立博物館蔵）は、弘化度本丸御殿再建の際に描かれた障壁画の下絵集であり、御殿平面図と併せることで幕末期の御殿の内装を知ることを可能にした。

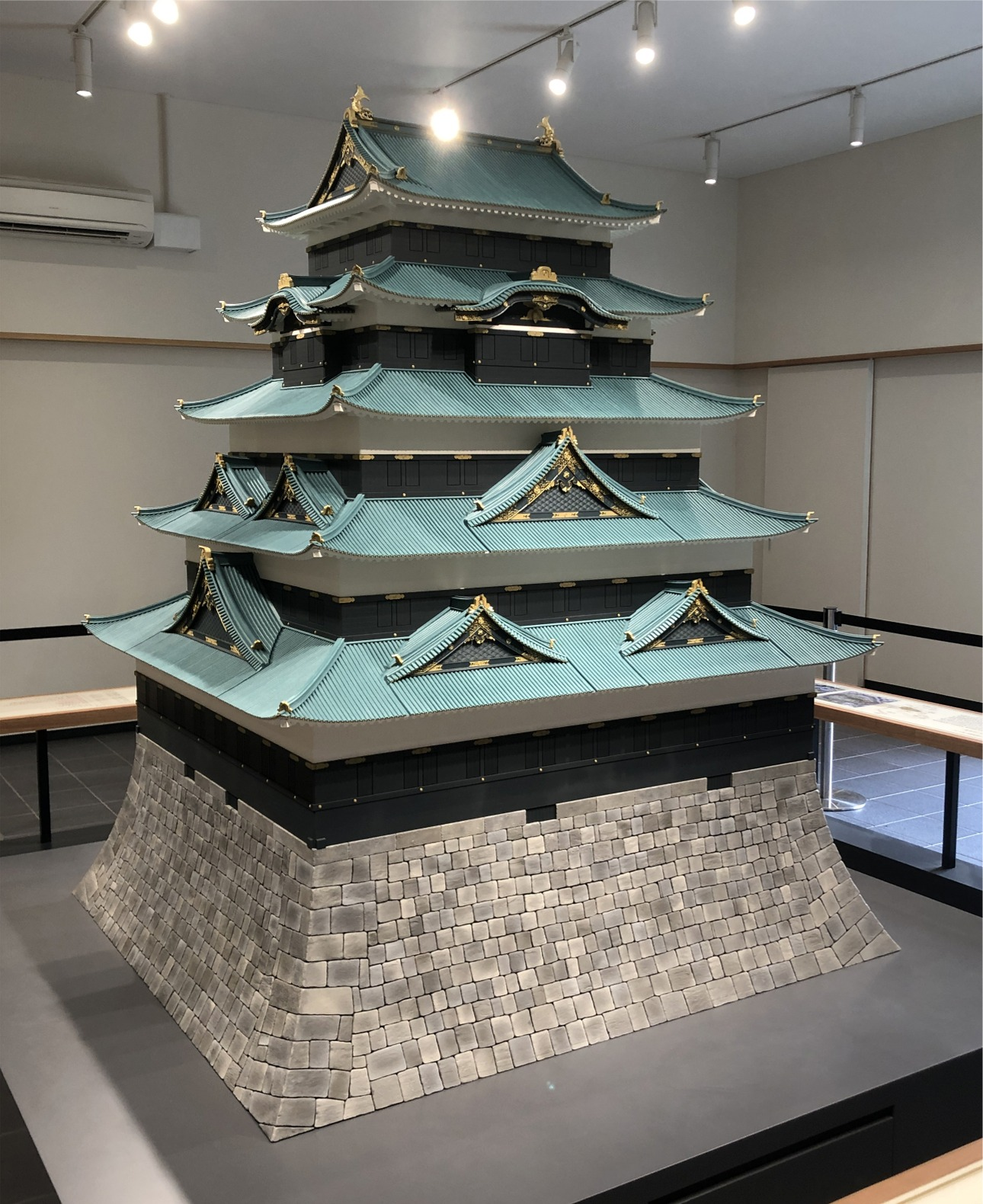
皇居東御苑の江戸城 復元模型

- 皇居東御苑の江戸城 復元模型宮内庁は、設計・製作費約5000万円、展示室建築費約5400万円の計約1億400万円と約2年間の期間をかけて、寛永度天守の1/30スケールの復元模型を製作した[51]。2020年9月より、皇居東御苑の本丸地区において公開している[52]。
- 現在、民間ではNPO法人「江戸城天守を再建する会」が、観光庁が推進する「観光立国」のシンボルとすべく、1657年（明暦3年）に焼失した天守の再建を目指して活動し会員を募っている。2010年（平成22年）には、当時の資料を基にした寛永度天守の詳細なCG復元図を作成した[53]。しかし、現存の天守台に天守が建ったことはなく、寛永天守を再建するにも寛永天守があった頃の天守台は現存天守台よりも1間から1間半ほど高い[54]。
  - 2014年（平成26年）、第三者機関の調査研究により、皇居東御苑での天守再建は、NPO法人では、不可能に近いと検証された経緯を踏まえて、2015年（平成27年）並びに2016年（平成28年）に行われた「江戸城天守を再建する会」の通常総会において、新事業主体の一般財団法人を設立し、公益財団法人を目指すことが決議された。2017年（平成29年）1月、前年の決議に基づき一般財団法人「江戸城天守再建・歴史文化まちづくりルネッサンスの会（現・江戸東京歴史文化ルネッサンス）」が設立された[55][56]。一方、NPO法人「江戸城天守を再建する会」は世論喚起を目的に存続することが同年3月の総会で決議された[55][57]。同年10月、一般財団法人は、天守単体の再建は国際憲章や法律の制約並びに学術的、歴史的、文化的観点から極めて難題が多く、行政、学識者を含めた広範囲な合意形成は困難であるとの認識を踏まえ、天守単体の再建から本丸御殿や城門等江戸城の全体整備へと、新たな事業・運動への構想転回を行った[56][55]。他方でNPO法人は、皇居東御苑の本丸地区が皇室行事の大嘗祭が行われる場所であることから、本丸御殿の再建構想には同意せず、天守に絞った再建を目指す活動をすることを表明。以後、両団体はそれぞれ独自に活動を進めることになった[57]。
  - 2019年（令和元年）、一般財団法人「江戸東京歴史文化ルネッサンス」は、天守の復元について、調査を踏まえた声明を発表し、国際基準及び諸々の法律並びに歴史文化的、理念的、技術的課題から、皇居東御苑の台座の上に天守を復元することは不可能に近く、NPO法人などは天守復元に関するそうした諸問題を社会一般に開示することが求められている旨を述べた[43]。

## 文化財

### 重要文化財
- 清水門
- 田安門
- 外桜田門

### 特別史跡
- 江戸城跡

### 史跡
- 江戸城外堀跡（千代田区・新宿区・港区）
- 江戸城石垣石丁場跡（神奈川県小田原市、静岡県熱海市・伊東市）

### 天然記念物
- 江戸城跡のヒカリゴケ生育地

## 現地情報
所在地
- 東京都千代田区千代田（千代田は全体が皇居の敷地内の為、一般参賀などを除き部外者の自由な立ち入りは出来ない）

交通アクセス
皇居東御苑へ徒歩圏の駅は竹橋駅（東京メトロ東西線）、大手町駅（東京メトロ各線・都営三田線）、東京駅（JR東日本在来線・新幹線各線および東京メトロ丸ノ内線）、東京メトロ千代田線二重橋前駅など。皇居外苑や皇居ランニングコースともなっている公道上からも、かつての江戸城を望見できる。